# Église Saint-Martin de Groslay
L'église Saint-Martin est une église catholique paroissiale située à Groslay, en France. Elle se compose essentiellement d'une nef et d'un bas-côté sud gothiques du XIIIe siècle ; et d'un prolongement de la nef avec chœur à l'abside en hémicycle ainsi que d'un collatéral nord et d'un prolongement du collatéral sud du XVIe siècle. Les parties ajoutées en premier lieu affichent le style gothique flamboyant, alors que les finitions des parties ajoutées pendant la dernière campagne de travaux sont empreintes de la Renaissance, mais seule l'abside est conçue entièrement dans le style de la Renaissance. À la suite de remaniements et ajouts maladroits, uniquement la façade septentrionale et en partie la façade du chevet conservent leur caractère authentique. L'intérieur est assez harmonieux et construit avec grand soin, ne présentant pas de rupture réelle entre les différentes parties. La véritable richesse de l'église sont ses six verrières Renaissance, constituées dans certains cas de fragments montés ensemble. L'édifice est classé monument historique depuis 1929.

## Localisation
L'église est située dans le département français du Val-d'Oise, sur la commune de Groslay, au cœur du centre ancien du village, sur la route départementale 193 qui porte le nom de rue du général Leclerc à l'est du carrefour près du chevet de l'église, en venant de la gare, et qui devient la rue de Montmorency après ce carrefour. Y commence la rue Pierre-Corre, qui monte vers le cimetière, au nord, et depuis laquelle l'on peut bénéficier d'une vue d'ensemble de l'édifice. Toute la façade nord de l'église est alignée sur la rue Paul-du-Boys, accessible depuis la rue Pierre-Corre. Grâce à une étroite ruelle passant devant la façade occidentale, l'on peut faire le tour de l'édifice, et l'on arrive sur le parvis de l'abbé Adeux, jouxtant la rue de Montmorency. Anciennement appelé cour du Rocher, ce parvis porte son nom actuel depuis le 19 septembre 2010, en l'honneur d'Henri Adeux qui fut le curé à exercer le plus longtemps à Groslay, de 1958 à 1983.

## Historique

### Les origines

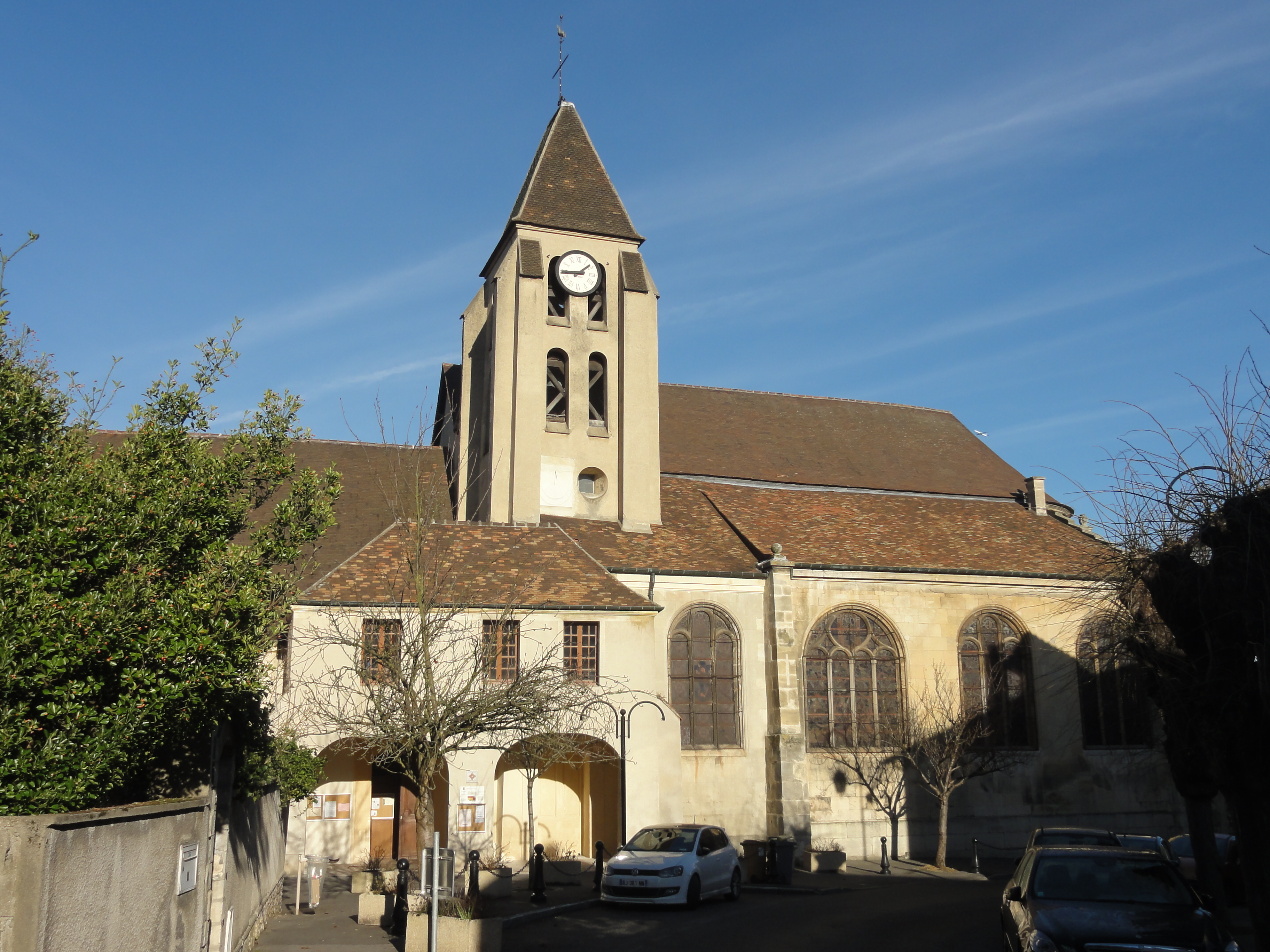
Approche de l'église depuis le sud, par la rue de Montmorency.

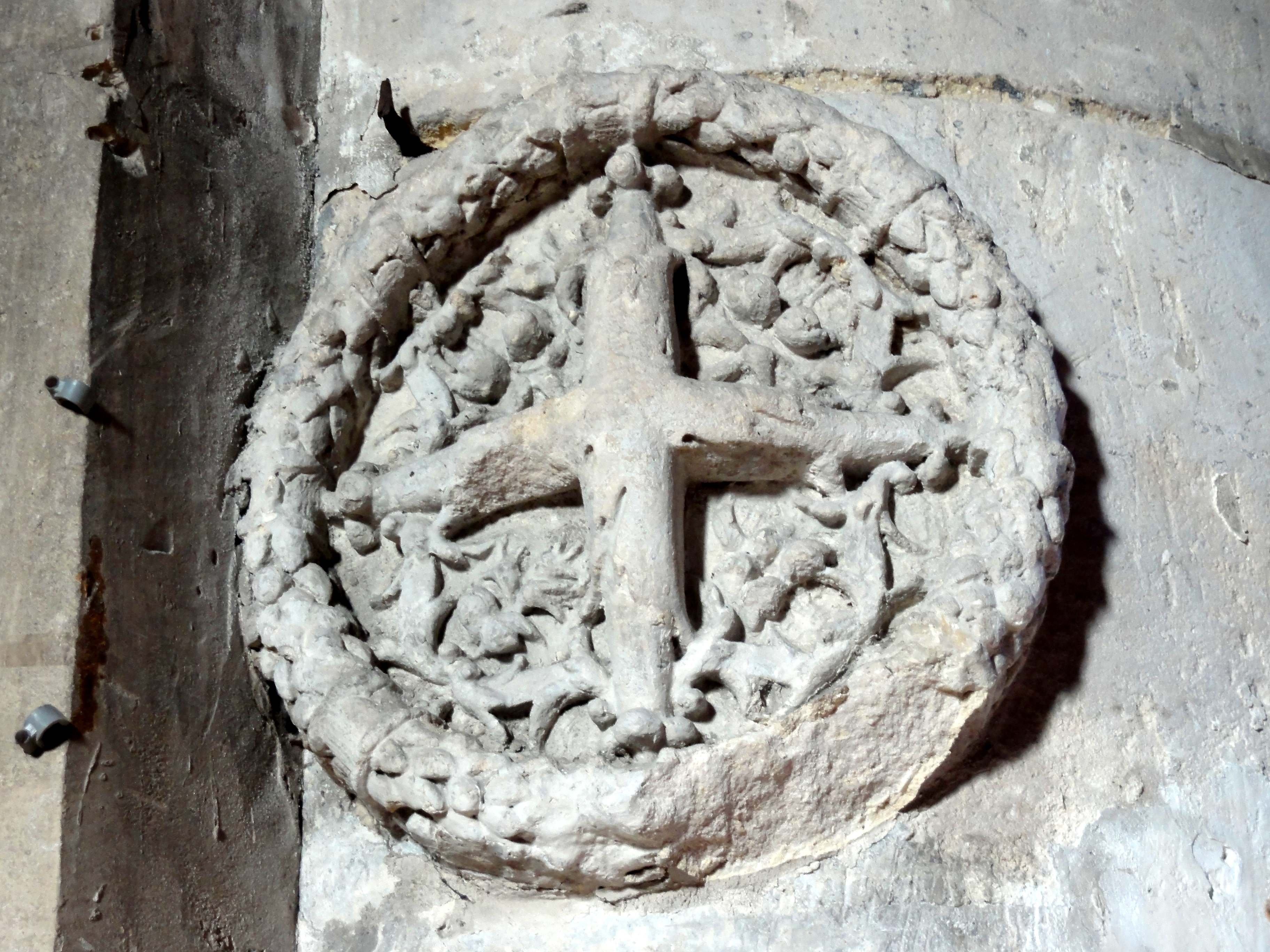
Nef, croix de consécration sur le pilier engagé au début des grandes arcades du nord.

D'après la tradition orale locale, la paroisse de Montmorency aurait été démembrée de celle de Groslay pendant le haut Moyen Âge. Cette légende est impossible à vérifier, mais expliquerait pourquoi la collégiale Saint-Martin de Montmorency est dédiée au même saint patron que l'église de Groslay, Martin de Tours. En effet, les églises construites dans une localité voisine de la paroisse-mère ne sont jamais dédiées au même saint patron qu'elle, alors que c'est fréquemment le cas d'églises construites sur des parties démembrées d'une paroisse plus ancienne. Le village de Groslay doit être d'origine très ancienne, car mentionné dès 862 dans un document de l'abbaye Saint-Denis. Vers 1100, les habitants de Saint-Brice-sous-Forêt se rendent à la messe à Groslay, car ne possédant pas encore leur propre église (au moins c'est la lecture de l'abbé Pacaud du texte de l'abbé Lebeuf,). Louis, l'abbé, offre des vignes situés près de Groslay à ses moines, pour qu'ils puissent en tirer leur boisson ordinaire.
La première mention de l'église ne remonte toutefois qu'à 1186, quand Maurice de Sully, évêque de Paris, la donne aux moines du prieuré de Deuil. Octave Comartin indique sans source l'année 1160 comme date de fondation de l'église et pense aussi que le bas-côté sud de la nef daterait de la seconde moitié du XIIe siècle. L'abbé Lebeuf ne cite cas pas cette date et situe la construction de l'édifice actuel au XIIIe siècle. Une datation précise est possible depuis la découverte de deux médailles à l'effigie de Louis VIII sous l'un des piliers au nord de la nef, en 1872 : la fondation a donc dû être jetée avant la mort de ce souverain, en 1226. Une église romane a donc dû exister au préalable, et des vestiges devraient en subsister dans la base du clocher, qui correspond à la quatrième travée du bas-côté sud. À l'exception du clocher et du chœur, l'église romane est entièrement remplacée au début du XIIIe siècle par une nef de cinq travées accompagnée de deux bas-côtés. Le chœur roman est encore conservé pendant trois siècles environ. On a dû laisser subsister encore longtemps la fondation de l'ancien maître-autel, que l'abbé Lebeuf observe encore en 1742, au droit des bancs des choristes, c'est-à-dire dans la sixième travée. À un moment indéterminé, sans doute pendant la guerre de Cent Ans, la nef perd ses voûtes d'origine. La reconstruction du XVIe siècle ne laissera en place que la façade, le bas-côté sud, la base du clocher et quatre piliers au nord de la nef,. La façade sera victime de la Révolution française, et les quatre piliers au nord seront repris en sous-œuvre après 1865 (voir ci-après).

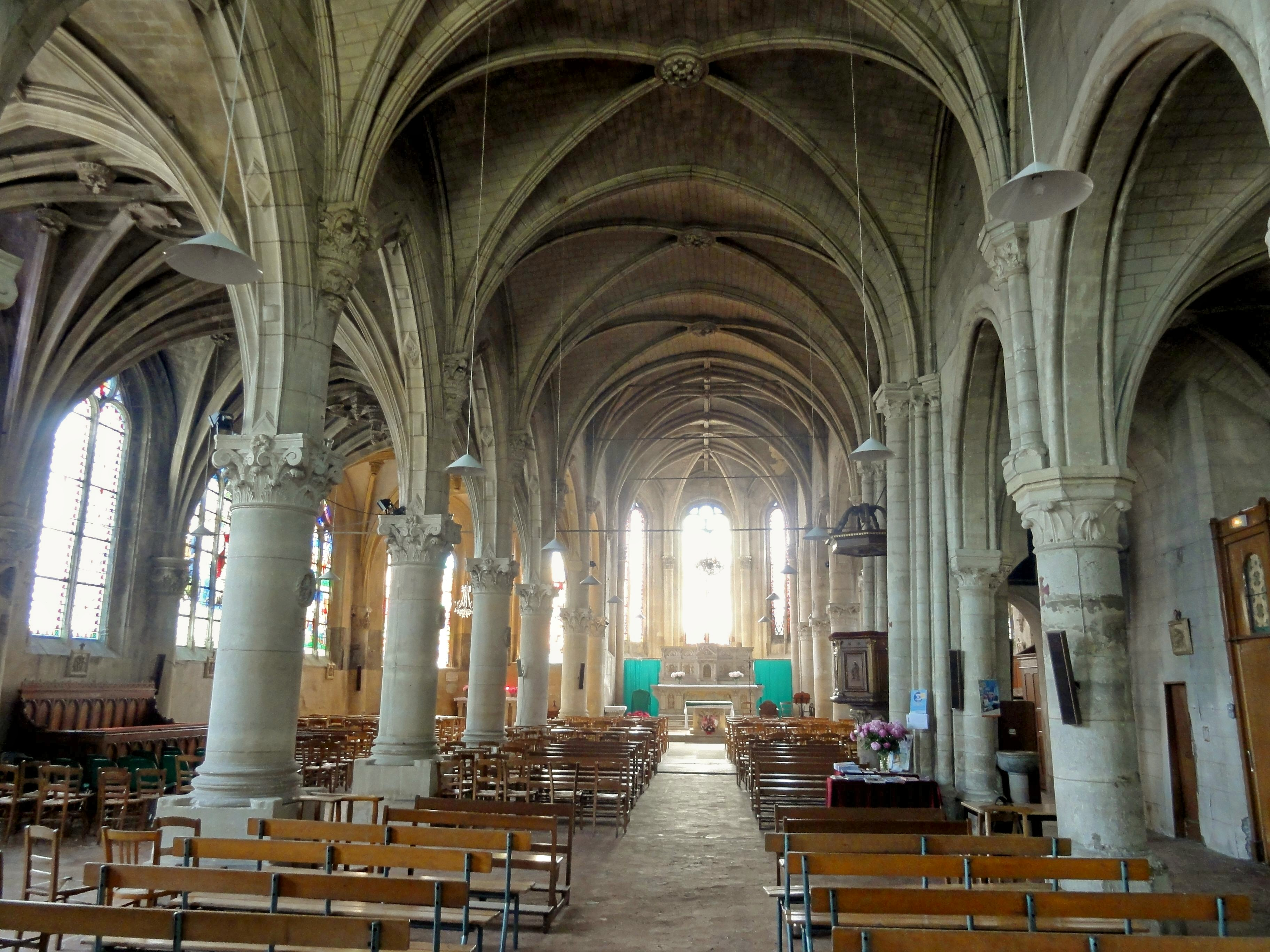
Vue générale intérieure depuis la 2e travée.

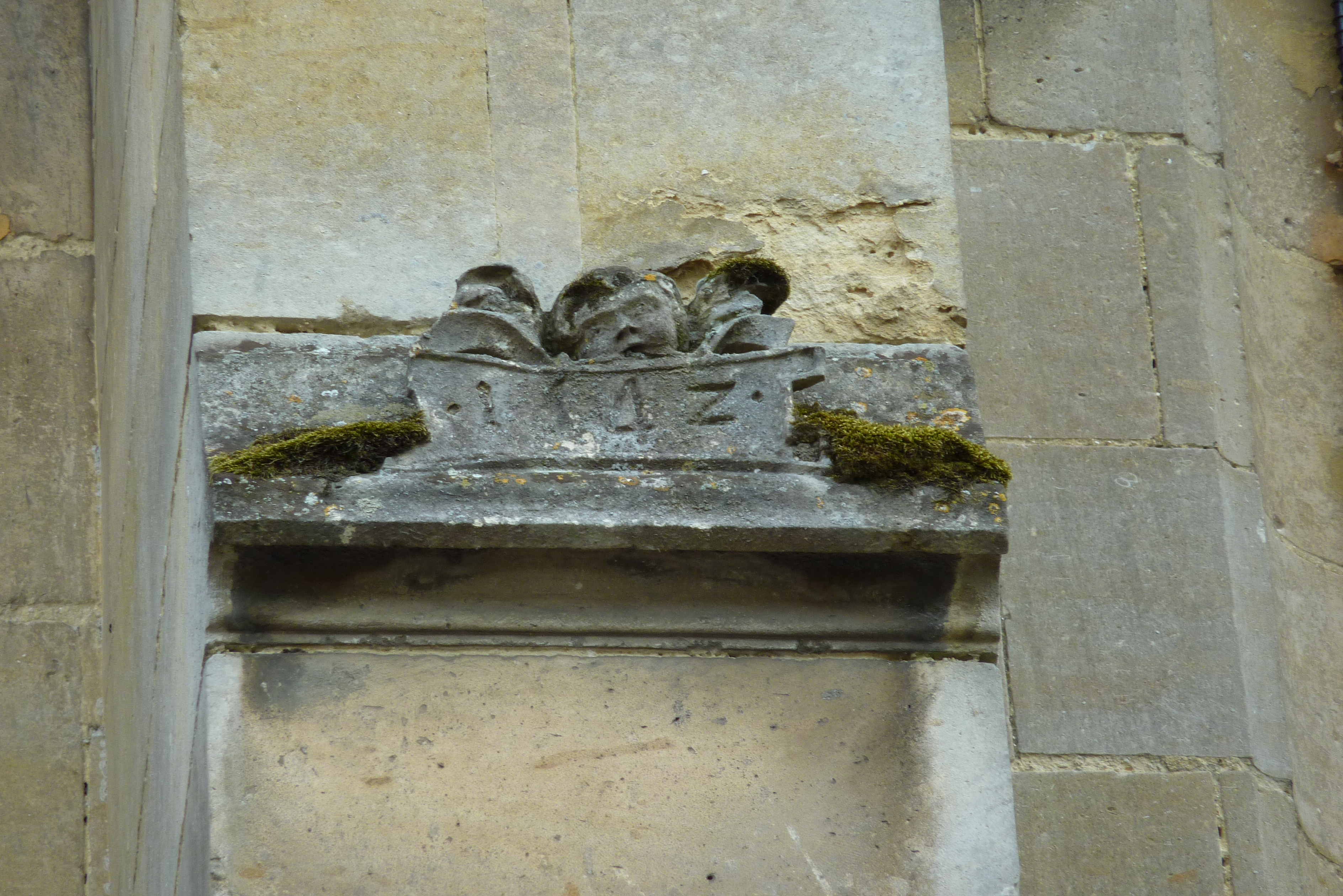
La date de 1542 est gravée sur le cinquième contrefort au nord.

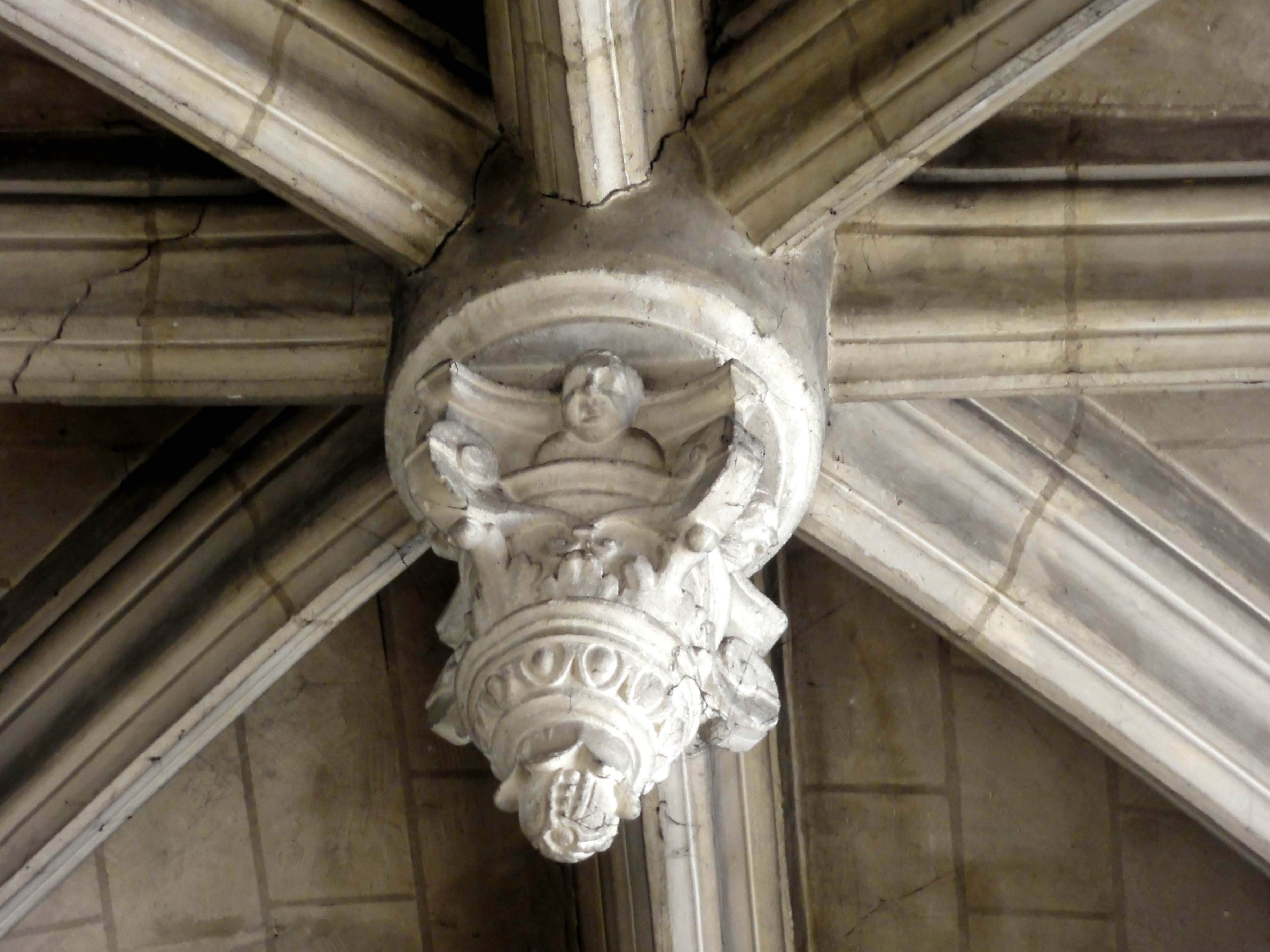
Collatéral sud, clé de voûte de la 2e travée, de la même époque.

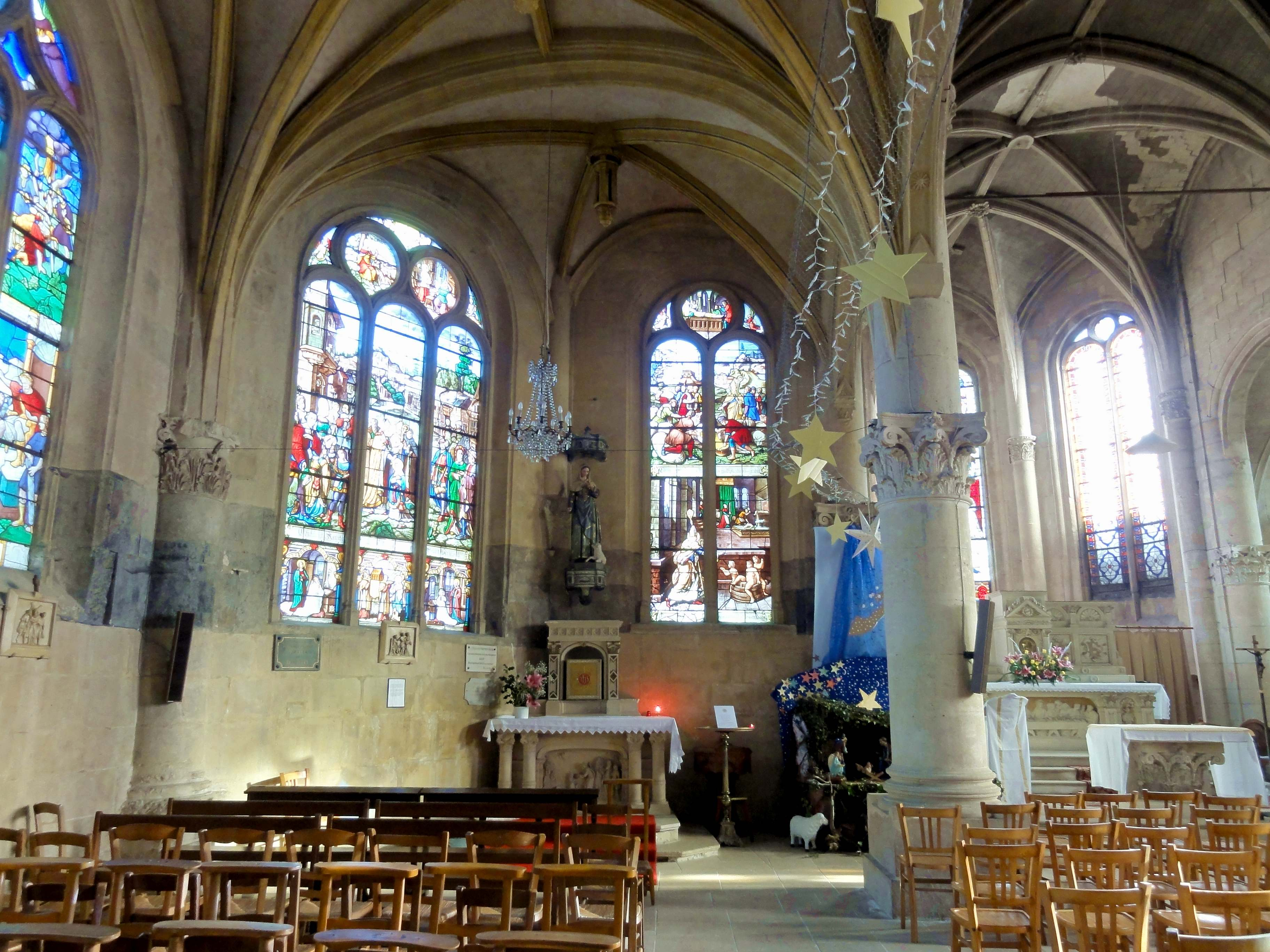
Chevet du collatéral nord.

La fête patronale de la paroisse est le 4 juillet, jour anniversaire de son ordination et de la translation de son corps de Candes-Saint-Martin à Tours. Un autre jour particulier pour la paroisse était longtemps le 3 février. Au dernier quart du XIIe siècle, dame Richilde ou Richolde de Groslay et de Roissy-en-France fonde en effet une distribution de pain devant se faire ce jour, et une messe est dite en son honneur, en plus des matines qui sont chantées dès la veille. L'acte original s'est depuis longtemps perdu. Un règlement émis par l'archevêque de Paris, le cardinal de Noailles, au début du XVIIIe siècle, étend la distribution de pain sur tous les samedis d'hiver. Le blé est en partie livré par le curé et la fabrique. Les habitants de Groslay devaient également à dame Richilde une exemption de taxes pour vendre leurs cerises sur le marché de Saint-Denis, qui a été vigoureusement défendue jusqu'à la Révolution. — Sous tout l'Ancien Régime, Groslay dépend de l'archidiocèse de Paris, et la cure reste à la nomination du prieur de Deuil.

### La reconstruction et les extensions duXVIesiècle
La guerre de Cent Ans a dû être particulièrement ravageur à Groslay, car le village ne compte guère plus que cinquante habitants en 1470. En 1520, l'ancienne nef est reconstruite, de la première à la quatrième travée. Sous Guillaume de Montmorency puis le connétable Anne de Montmorency, le vieux chœur est au moins partiellement démoli et remplacé par une travée supplémentaire de la nef, et un nouveau collatéral de cinq travées est construit au nord. Cette extension est achevée en 1542. Une seconde extension enchaîne directement sur la première, portant sur deux travées supplémentaires pour le vaisseau central et deux autres pour le collatéral nord. Octave Comartin affirme que les chapiteaux du chœur du XIIe siècle, tant du premier ordre que du second ordre, auraient été retaillés sur place pour en faire des chapiteaux et consoles corinthiens. Mathieu Lours ne revient pas sur cette hypothèse, que la comparaison des dimensions exactes des chapiteaux gothiques conservées dans le bas-côté sud et celles de style Renaissance permettrait aisément de vérifier. En tout cas, cet emploi de l'ordre corinthien à la période de la Renaissance est rare en pays de France et ne se retrouve ici que dans l'église Notre-Dame-de-l'Assomption d'Ézanville,.
Curieusement, la dernière travée du collatéral nord se termine par un mur biais afin de ne pas empiéter sur la voie publique. Le bas-côté sud du XIIIe siècle est maintenu et seulement prolongé de deux travées supplémentaires. Les trois premières travées de la nef ancienne sont voûtées sur croisées d'ogives, et des colonnes engagées posées sur les tailloirs des piliers du XIIIe siècle pour recevoir les nervures des voûtes. Pas plus tard que 1560, une abside en hémicycle est collée à l'est devant le chœur se terminant jusque-là par un chevet plat. Cette fois-ci, le style Renaissance s'impose. Vers 1572-1575 enfin, le collatéral sud est prolongé d'une travée vers l'est, obstruant la face méridionale du chœur. En réponse au manque de solidité du clocher, un porche à deux arcades est bâti devant le portail sud vers 1750, allant du centre de la seconde travée jusqu'à la quatrième travée. Il comporte à l'étage un petit logement réservé au bedeau ou au chapelain. L'ancien portail dans la base du clocher est remplacé par un portail de style classique (aujourd'hui bouché), et le portail actuel est aménagé à sa gauche. Extérieurement, l'église obtient ainsi sa configuration actuelle. L'absence de caractère du clocher est déjà remarquée par l'abbé Lebeuf en 1742, et est donc antérieure à la construction du porche (« au dehors, il n'y a plus rien de reconnaissable »).

### Les effets de la Révolution française
La Révolution française est d'un effet particulièrement dévastatrice pour l'église Saint-Martin, car elle entraîne la destruction quasi complète du portail occidental (et non seulement la mutilation de sculpture, comme c'est le cas ailleurs). L'église est également privé d'une partie de son mobilier et de « vases sacrés ». Ces actes de vandalisme et de vol sont attestées par des documents conservés dans les archives municipales de Groslay. Comme partout en France, le conseil de fabrique est exproprié des propriétés foncières qu'il possède, et dont les rentes permettaient l'entretien de l'église. Toutes les cloches sauf une sont confisquées et fondues pour frapper de la monnaie. La seule cloche restant en place date de 1783 et avait été baptisée Louise en présence de Louis V Joseph de Bourbon-Condé. Ce baptême de cloche coïncida avec celui de Marie-Josèphe Tétart, et étrangement, la cloche se fêle lorsqu'elle sonne le glas de son enterrement, quatre-vingt ans plus tard. La nouvelle cloche est inaugurée le 6 septembre 1863 et répond au nom de Marie-Jeanne-Élisabeth.

### Les transformations duXIXesiècle
Au début du XIXe siècle, le déversement des murs sous l'effet de la poussée des voûtes d'ogives provoque des désordres importants, notamment à l'ouest, au nord de la nef et du côté du clocher. Les récits des différents auteurs ne sont ni complets, ni tout à fait concordants sur les travaux qui ont dû être exécutés d'urgence, à une époque que l'État n'accorde aucune subvention, et que la fabrique ne dispose plus de revenus réguliers. Concernant le bas-côté du XIIIe siècle, l'on ignore s'il a possédé de vraies voûtes d'ogives en pierre pendant une période donnée, ou si ses fausses voûtes actuelles représentent ses premières voûtes. Concernant la nef de la même époque, l'une de ses voûtes les plus anciennes doit être remplacée par un « plafond économique ». Le collatéral sud du chœur est reconstruit en 1818 « sans voûtes, sans nervures et sans ornements, dans un style tronqué que commandait l'état des finances de la commune », d'après Octave Comartin, maire de Groslay en 1865. En consultant les archives de la paroisse, l'abbé Georges Pacaud a retrouvé un rapport d'architecte qui dit que les forts gels de 1820 auraient contribué à l'effondrement de ces voûtes : l'année 1818 doit donc être erronée. Le baron de Guilhermy, l'un des premiers archéologues s'intéressant à l'étude des églises médiévales, visite l'église Saint-Martin vers 1842 et note que « de chaque côté du chœur, le premier des arceaux se trouve en partie obstrué par une portion des murs de l'abside de l'ancienne église ». Il n'utilise pas un vocabulaire bien précis et doit parler des grandes arcades de la sixième travée, considérée comme première travée du chœur. Comartin évoque également le buffet d'orgue sur une tribune au début de la nef : plus rien n'en subsiste,.

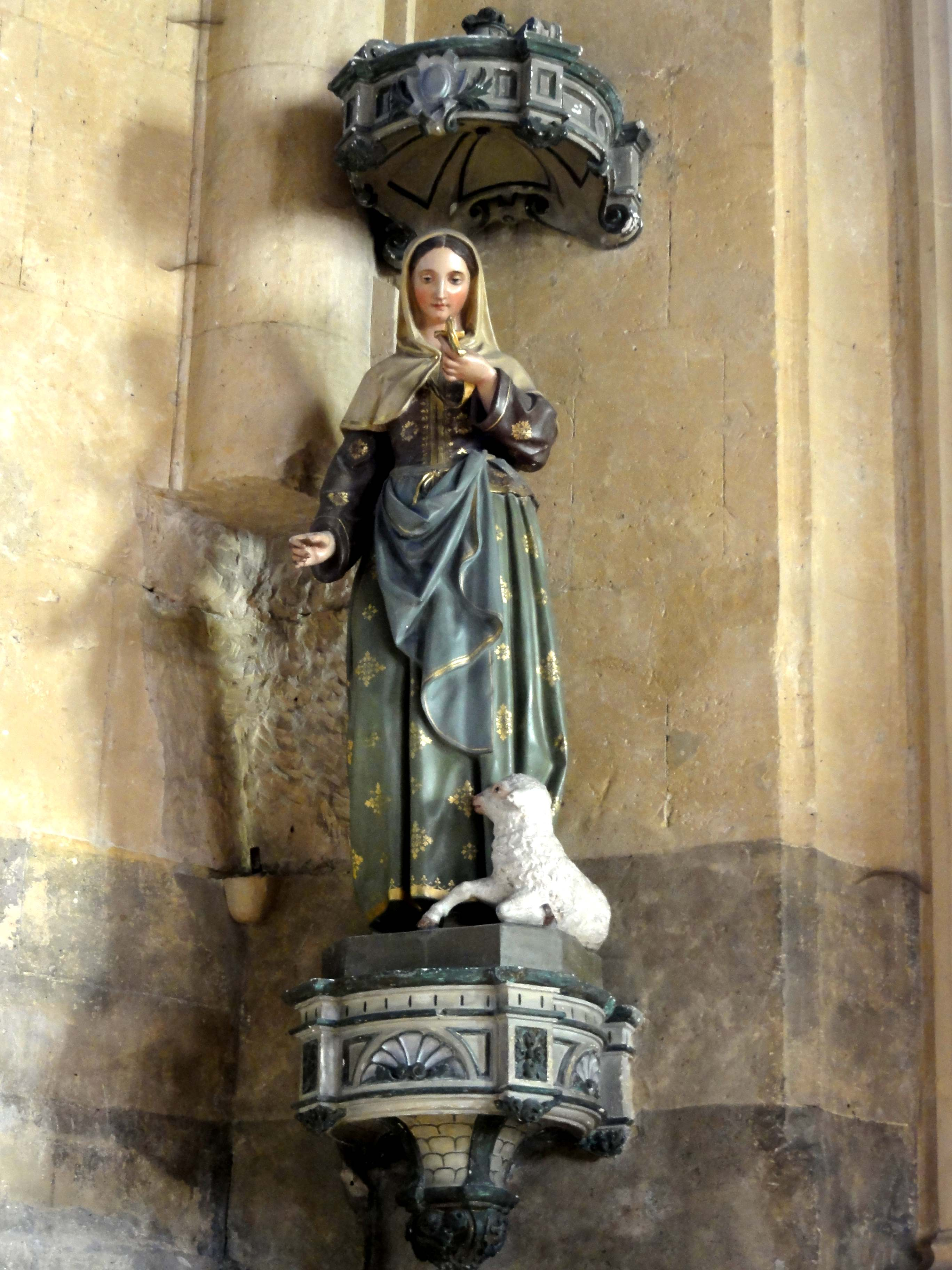
Statue de sainte Geneviève.

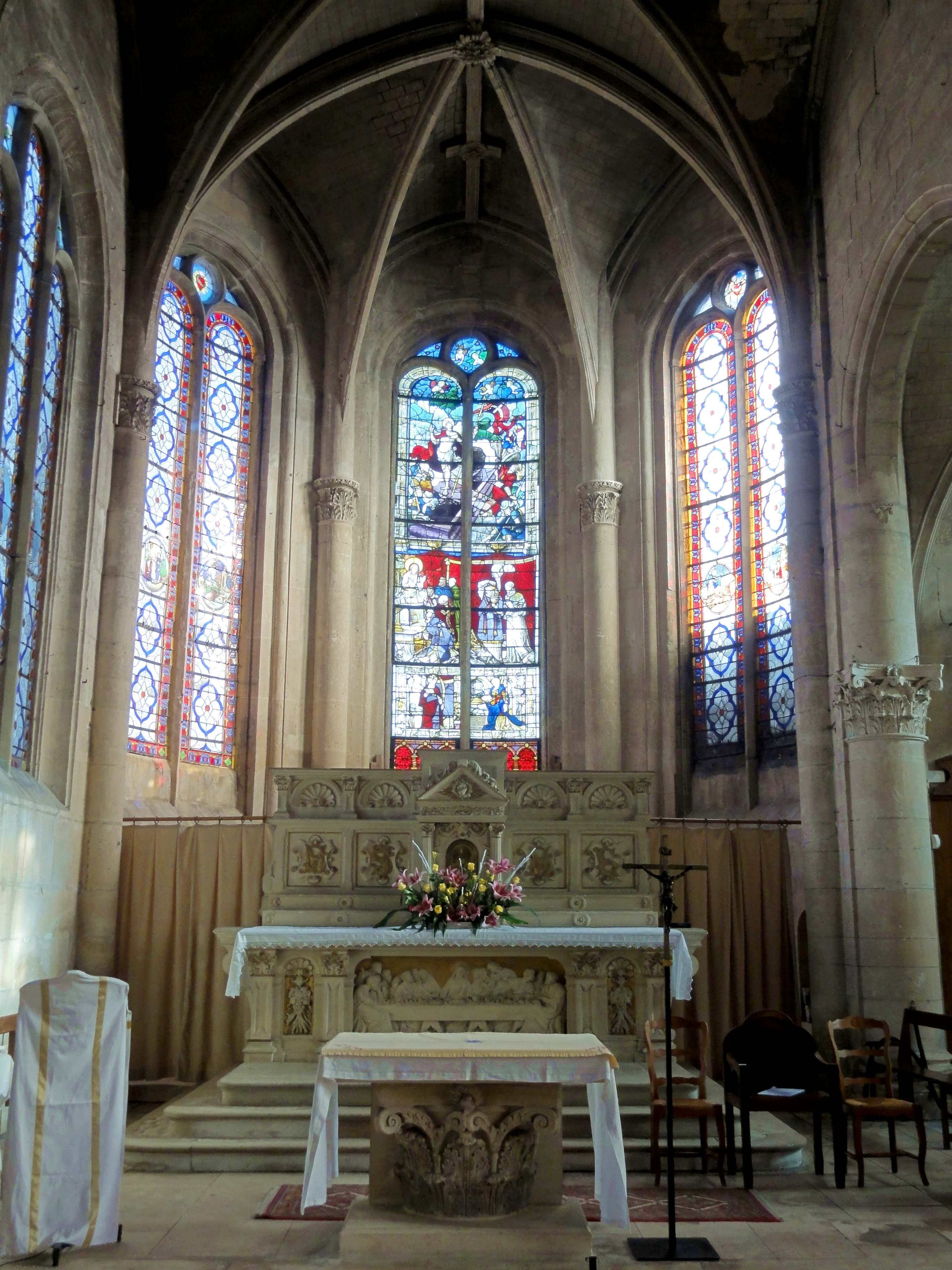
Abside.

Le cimetière occupe initialement l'actuel parvis de l'abbé Adeux, une partie de l'actuelle rue de Montmorency et l'emplacement de la sacristie. Dans un premier temps, le cimetière est divisé, puis il est réduit et enfin définitivement supprimé et remplacé entre 1824 et 1827, et en 1837 en ce qui concerne le petit cimetière à l'emplacement de la sacristie. Cette opération permet un élargissement de la rue, et l'aménagement d'une petite voie devant le portail occidental, en 1827. Une petite modification à l'intérieur a lieu après 1839, quand l'abbé Desmazure obtient des reliques de sainte Geneviève de la paroisse de Houilles, et fait aménager le chevet du collatéral nord comme chapelle Sainte-Geneviève. C'est jusque là la chapelle Saint-Nicolas, qui est donc reporté vers le milieu du mur du collatéral. Une paroi évoquant un contrefort est construit pour abriter l'autel Saint-Nicolas, disposition disgracieuse qui est annulée quelques années plus tard, mais malheureusement, l'autel disparaît également, tout comme celui dédié au saint patron de l'église, plus près du chevet de la chapelle (ni l'année, ni le motif de ces disparitions n'étant connus). En 1841, le baldaquin « d'une grande hardiesse de proportions » au-dessus du maître-autel est réduit et modifié sous l'abbé Jean Desmazure (curé de 1837 à 1846). La sacristie, entre le chevet du collatéral sud et l'abside du chœur, n'est construite qu'en 1858 sur une parcelle dite le petit cimetière. Sous l'occupation par les Prussiens en 1871, les reliques de sainte Geneviève disparaissent. L'abbé Mallard parvient à obtenir un petit fragment d'os de la sainte le 2 janvier de l'année suivante, provenant de la basilique de Longpont,.
D'après Mathieu Lours, la quatrième et la cinquième travée du vaisseau central n'ont plus de voûte à cette époque. Mais en regardant les voûtes en place, ce sont plutôt les six premières travées du vaisseau central qui sont recouvertes par de fausses voûtes d'ogives de bois et plâtre pendant une campagne de travaux allant de 1869 à 1872 ou 1882 : les voûtes encore en place ont dû être abattues. Le récit de l'abbé Pacaud va dans ce sens. D'après lui, le tassement du mur occidental aurait provoqué des désordres dans le mur haut de la nef côté nord, au-dessus des grandes arcades ouvrant sur le collatéral. Les colonnettes corinthiennes au-dessus des chapiteaux s'étaient brisés. Une reprise en sous-œuvre s'impose. Les piliers des trois premières grandes arcades subsistant du XIIIe siècle (et cantonnés de colonnettes du XVIe siècle selon l'abbé Lebeuf) sont remplacés par de grosses colonnes corinthiennes recopiées sur celles de l'extension de 1542. Plus près du chœur, les énormes massifs de maçonnerie qui encastraient les anciens piliers sont à leur tour supprimés. Malheureusement, les auteurs ne précisent pas quels piliers sont concrètement concernés. Il doit s'agir des derniers vestiges de l'ancien chœur, ou de ce qui était considéré comme tels par les contemporains. Dans ce contexte, l'abbé Pacaud parle d'un élargissement de la nef, ce qui est tout relatif, puisque le bas-côté sud date bien du XIIIe siècle et les voûtes du collatéral nord du XVIe siècle. Le carrelage est refait en 1872, année ou la réfection et homogénéisation des piliers du nord doit être terminée. Depuis, il est bien difficile de distinguer les piliers du XVIe siècle de ceux construits entre 1869 et 1872. L'abbé Pacaud dit que « c'est au cours de ces travaux que furent refaites les voûtes de la grande nef ». Est-ce qu'il faut comprendre que les nouvelles voûtes sont jetées en 1872, et est-ce que le chiffre 1882 serait une erreur ? La voûte de la sixième travée est subdivisée par des liernes, à l'instar de la voûte de la septième travée apparemment authentique. Le bas-côté sud de la nef et le collatéral sud du chœur, jusque-là simplement plafonnés, sont également pourvus de fausses voûtes d'ogives en plâtre,. L'édifice est classé au titre des monuments historiques par arrêté du 9 décembre 1929.

### Développements récents
En 1951, la hauteur du retable d'autel est réduite afin de dégager la vue sur le vitrail Renaissance situé derrière. Grâce aux produits d'un appel aux dons lancé en 1954 par l'abbé Pacaud, deux nouvelles cloches peuvent être acquises et sont bénites le 6 mars 1955, par l'évêque de Versailles, Mgr Alexandre Renard. La cloche fa-dièse pèse 760 kg et est baptisée, Jeanne-Andrée-Marie-Lucie, et la cloche la pèse 460 kg et obéit au nom de Martin-Andrée-Thérèse. En 1960, les stalles avec leurs hauts dossiers qui occupent la sixième travée du vaisseau central sont enlevées, ce qui est favorable à l'esthétique de l'espace intérieur et permet d'installer des chaises supplémentaires pour les fidèles. À partir du milieu des années 1960, les vitraux Renaissance sont successivement restaurés par le maître verrier Michel Durand d'Orly. Dans les verrières composées de fragments, plusieurs panneaux changent de place, et les verrières sont recomposées pour obtenir une mise en valeur optimale des œuvres d'art du XVIe siècle. — À la suite de la réforme liturgique, le père Baltischwiler fait installer un nouvel autel dans le chœur en 1984, constitué d'un bloc en pierre de Saint-Maximin s'appuyant sur un chapiteau corinthien provenant du palais des Tuileries. La nouvelle crédence est quant à elle l'un des trois chapiteaux gothiques du XIIIe siècle déposés en 1869 lors de la reprise en sous-œuvre des grandes arcades au nord de la nef. En 1986, le mur occidental de la nef est réparé, ce qui permet la suppression du contrefort central posé au plus tard à la fin de l'Ancien Régime pour parer au déversement de ce mur. Une fenêtre haute et un portail peuvent ainsi être ouverts, et l'église retrouve enfin une modeste façade occidentale qui lui avait fait défaut depuis plus de deux siècles.

## Description

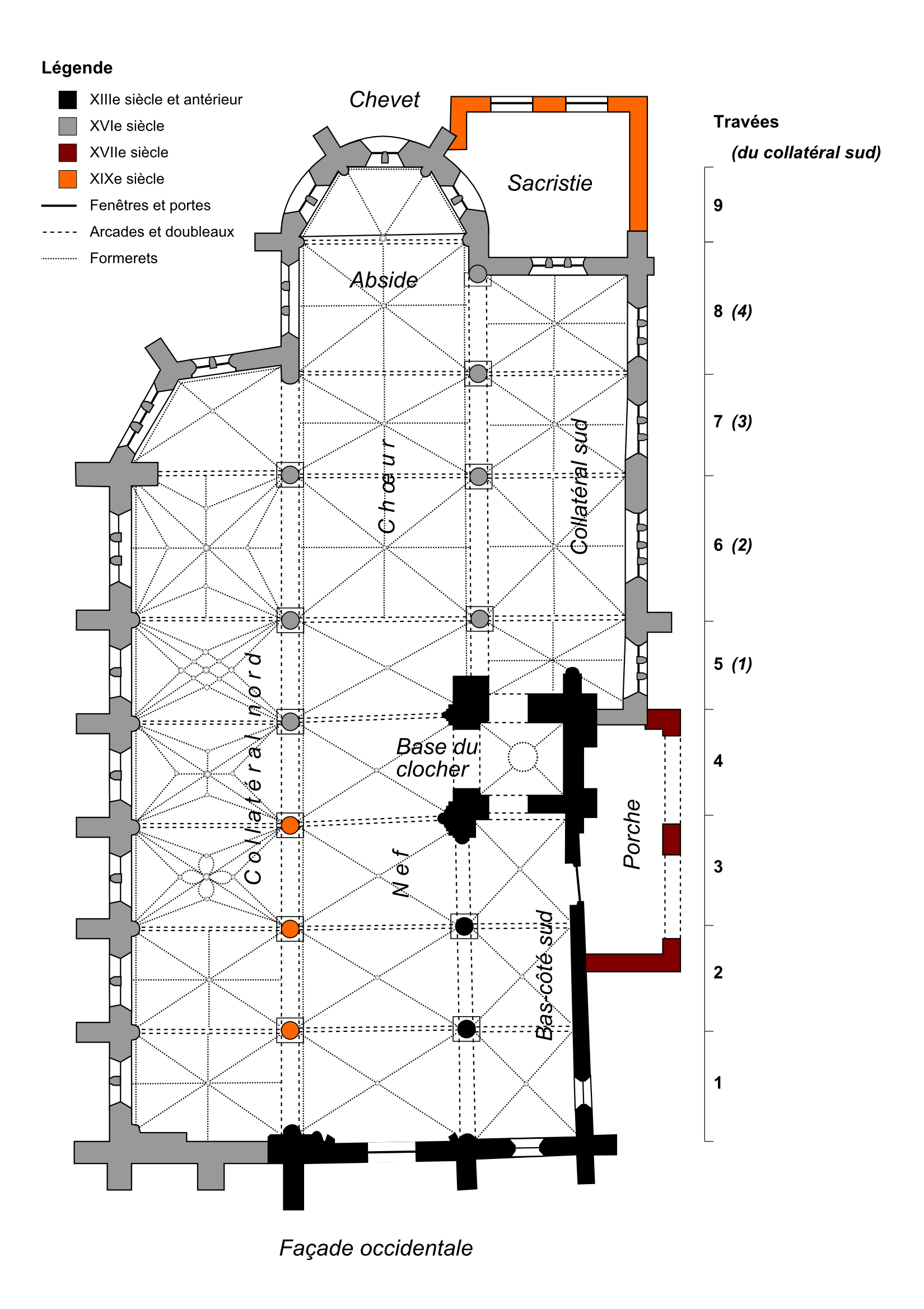
Plan des masses.

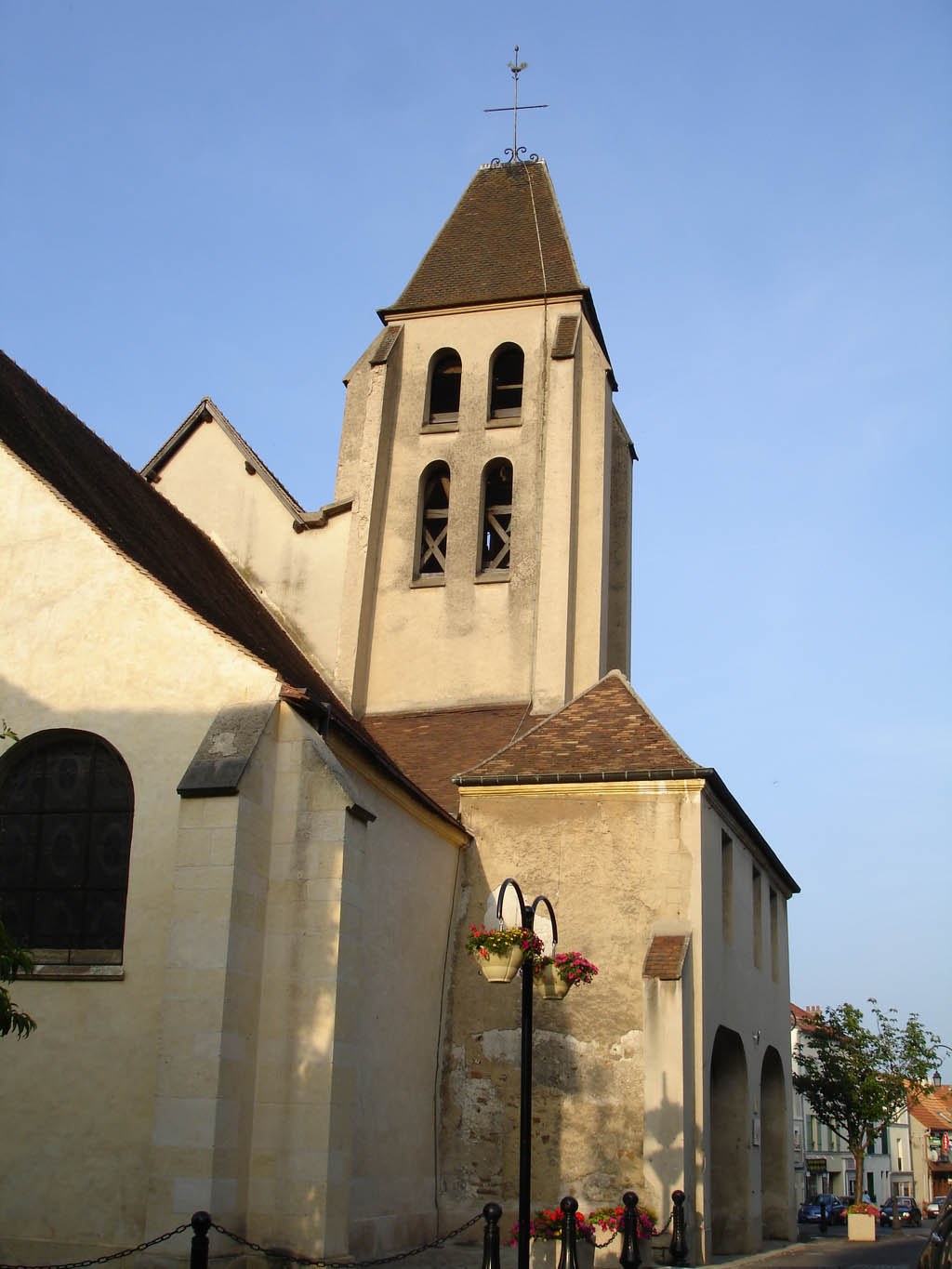
Vue depuis le sud-ouest.

### Aperçu général
L'église se compose de quatre parties bien distinctes, à savoir une nef de cinq travées avec bas-côté sud du XIIIe siècle ; un clocher à la base peut-être romane s'élevant au-dessus de la quatrième travée du bas-côté sud ; un double porche de 1750 avec son logement à l'étage, dans un style dénué de caractère sacral ; et un complexe du XVIe siècle. Ce dernier se compose du collatéral nord totalisant sept travées ; d'un chœur de trois travées à l'abside en hémicycle à l'extérieur et à pans coupés à l'intérieur ; et d'un collatéral sud de trois travées et demi. En plus, au sud du chœur, une sacristie a été ajoutée au XIXe siècle à l'angle avec le collatéral, parachevant la défiguration de la façade méridionale. Le plan est dissymétrique : le collatéral nord s'arrête avant la dernière travée du chœur, et sa septième travée est pentagonale, avec un mur biais au nord-est pour ne pas empiéter sur la rue. Le collatéral sud est de même longueur que le vaisseau central, soit de huit travées, mais les cinq premières travées sont moins larges que les trois suivantes. La toiture des trois premières travées de la nef est moins élevée que la toiture des travées suivantes. Le collatéral sud est couvert de toits en appentis entrecoupés par le clocher, alors que les cinq premières travées du collatéral nord ont reçu un toit en bâtière. Curieusement, le maître d'œuvre est revenu vers un toit en appentis pour la sixième et la septième travée. Le clocher possède un toit à la hache, couvert de tuiles plates comme tout le reste. Le portail principal se situe sous le porche, mais un portail occidental peu utilisé subsiste. Aucune partie de l'église ne possède de fenêtres hautes au-dessus des toits des collatéraux, ce qui est la règle à la période flamboyante. Au nord et au sud, l'élévation du vaisseau central se réduit donc aux grandes arcades et aux murs hauts qui sont aveugles.

### Extérieur
La nef tout comme le clocher ont été fortement retouchés, ce qui leur a fait perdre tout caractère à l'extérieur. Ils sont couverts d'un enduit qui cache toute indice évoquant l'âge de l'édifice, et le porche n'arrange rien. Les baies abat-son plein cintre des deux étages supérieurs du clocher datent bien de la période romane, mais ne se distinguent pas des fenêtres Renaissance également plein cintre. La façade occidentale est déséquilibrée avec un bas-côté sud plus étroit que le collatéral nord, un portail désaxé et une disposition irrégulière des ouvertures. Seule la façade septentrionale, construite dans un délai d'une vingtaine d'années et donc presque d'un seul tenant, est homogène. Les sept baies en arc légèrement brisé du collatéral sont pourvues d'un remplage avec deux, trois ou quatre arcatures plein cintre, surmontées selon les cas d'un oculus ou de soufflets et mouchettes simplifiés. Les contreforts largement saillants sont garnis de petits animaux fantastiques, de têtes grimaçantes et d'angelots, dont celui du cinquième contrefort est accompagné de la date de 1542. L'abside fait preuve d'une certaine ambition architecturale, avec une ébauche d'étage d'attique percé d'oculi elliptiques s'ouvrant entre les piédestaux aux sommets des contreforts couronnés par des vases. Une frise finement ciselée court en haut du mur. Le niveau du rez-de-chaussée se termine par l'esquisse d'un entablement Ordre dorique, et les contreforts sont scandés de trois larmiers successifs, dont celui du premier niveau fait tout le tour du chœur. Le remplage des fenêtres est de type Renaissance. Comme déjà évoqué, la sacristie ne permet pas au chœur d'exposer son architecture soignée. Elle dissimule en partie la fenêtre du chevet du collatéral sud, dont le mur a de toute façon été remanié d'une manière peu heureuse. Entre la cinquième travée, remaniée au XVIe siècle et portée à la largeur des trois travées supplémentaires, et la cinquième travée, l'on peut voir un contrefort Renaissance. Le remplage des baies du collatéral comporte trois arcades plein cintre pour la cinquième, septième et huitième travée, et quatre arcades surmontées par des soufflets et mouchettes simplifiées du type flamboyant tardif pour la sixième.

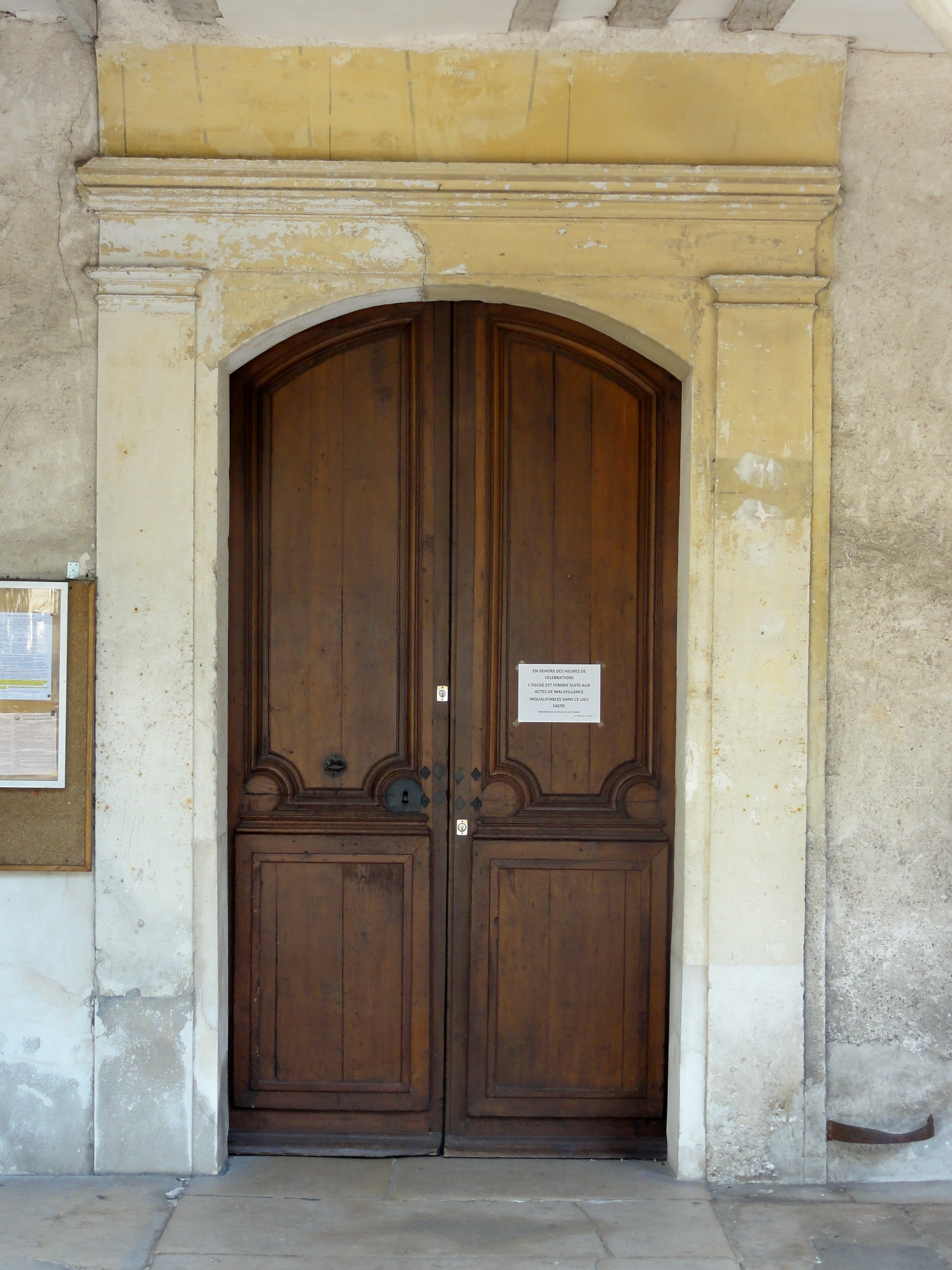
Portail sous le porche.
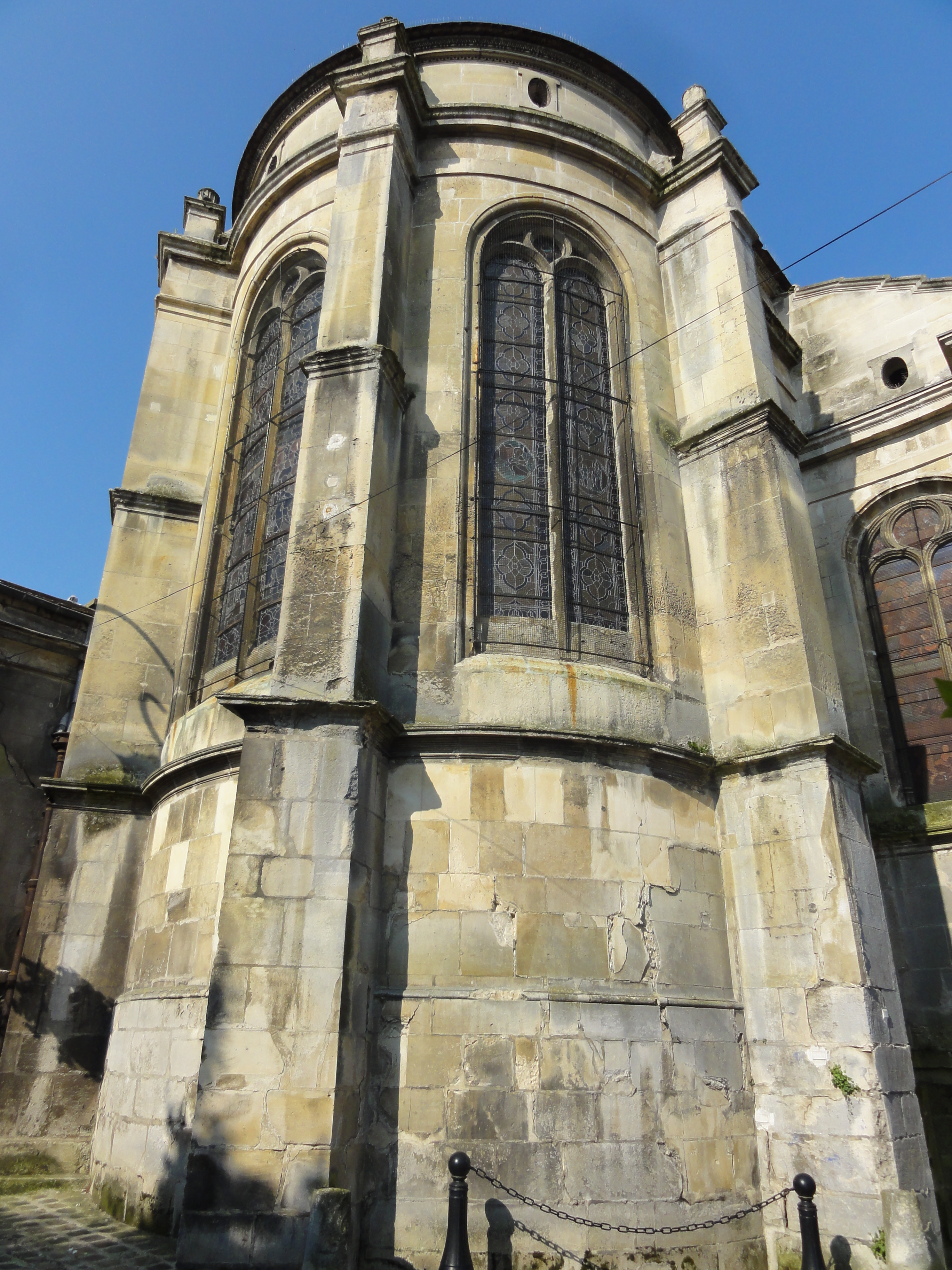
Chevet, côté nord-est.
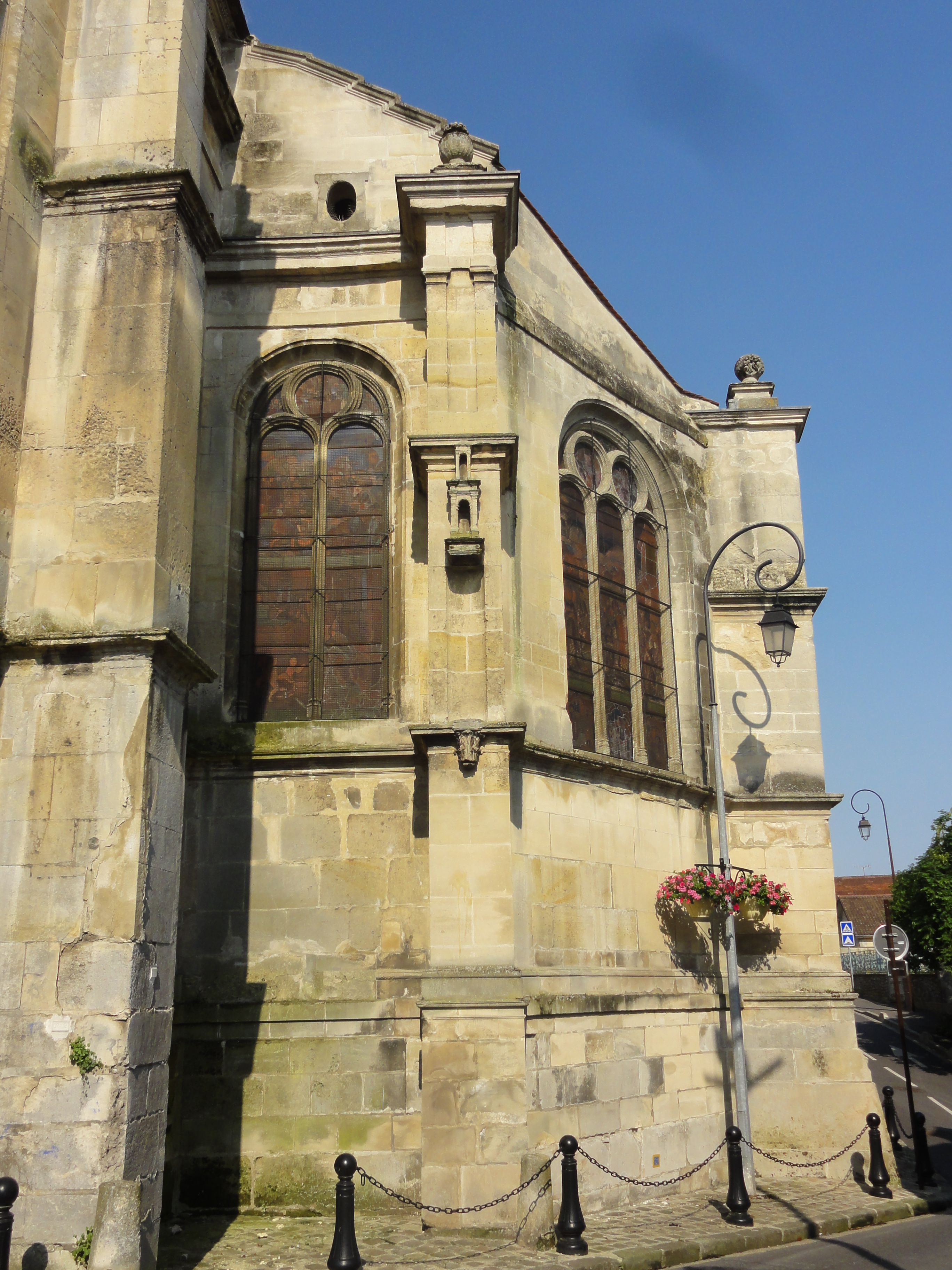
Chevet du collatéral nord.
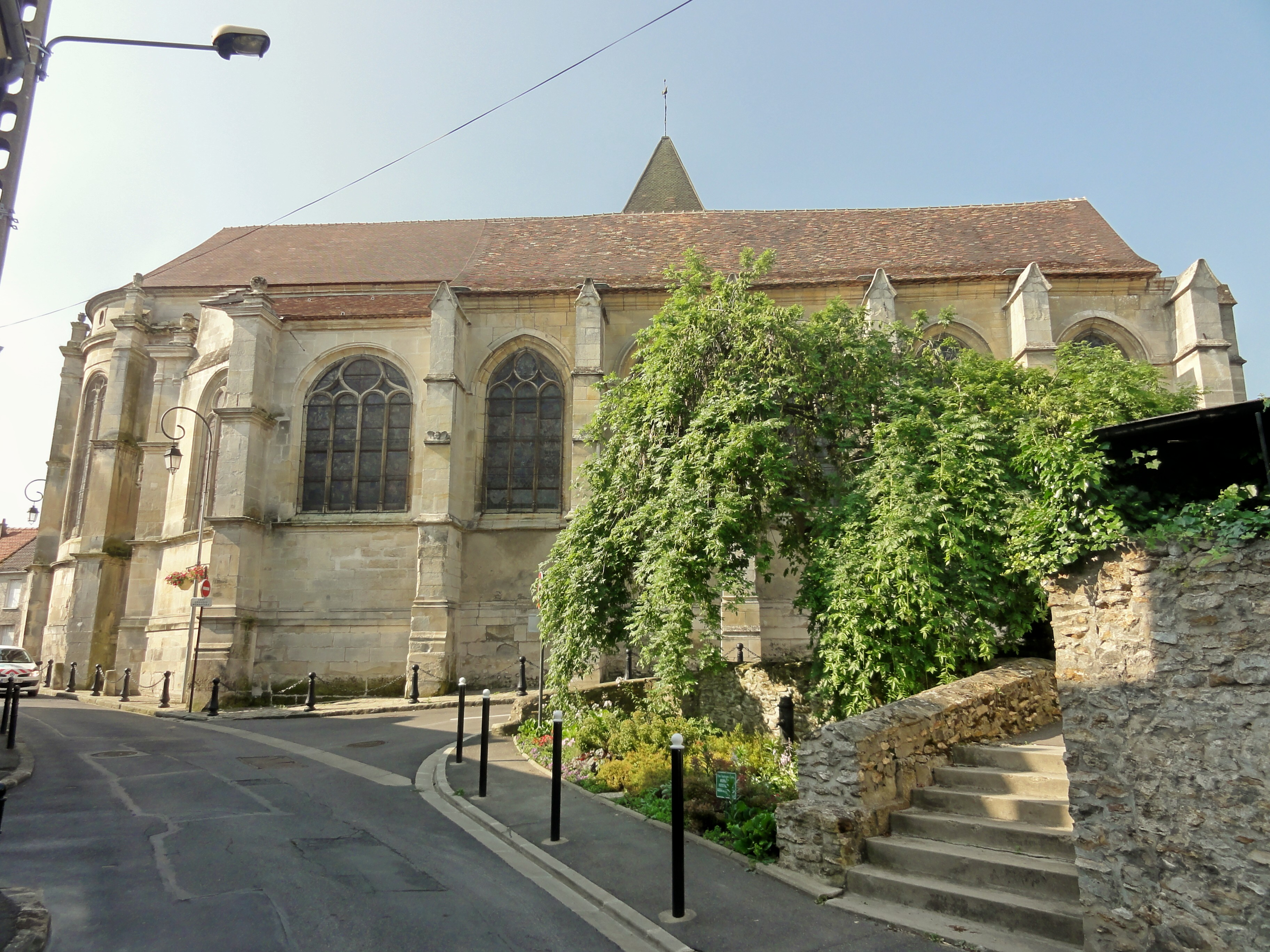
Vue depuis le nord.
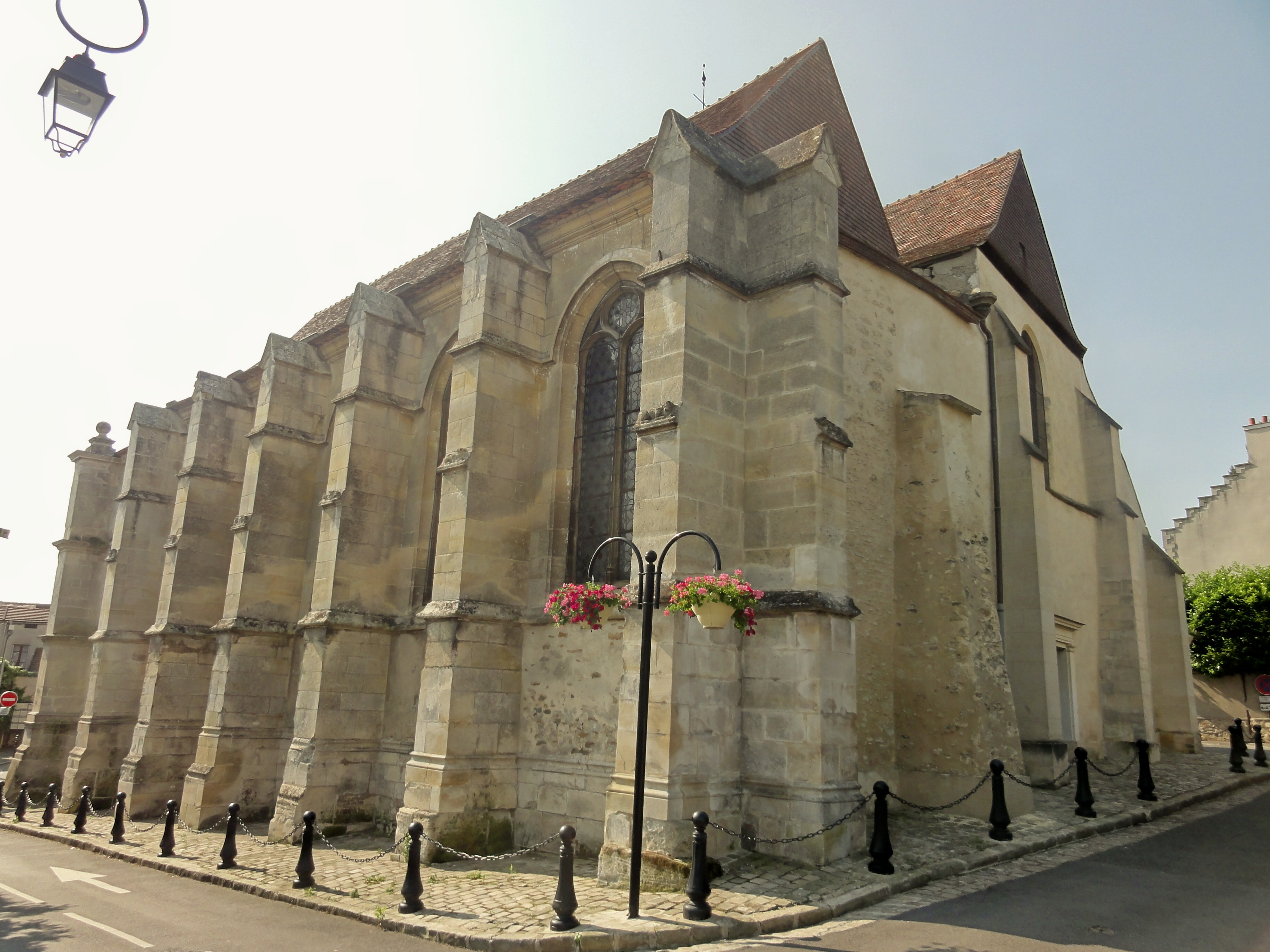
Vue depuis le nord-ouest.
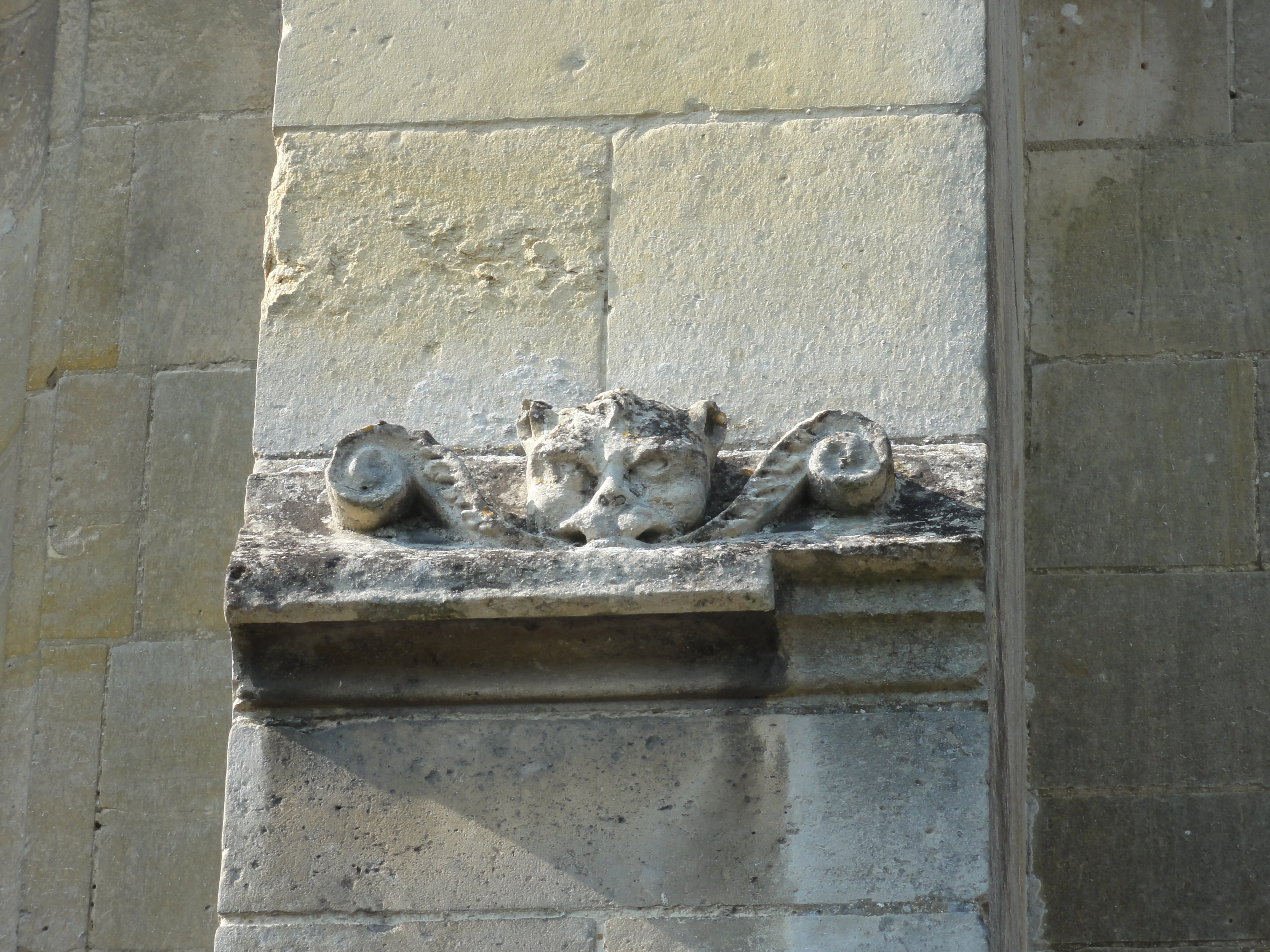
Troisième contrefort au nord.

### Intérieur

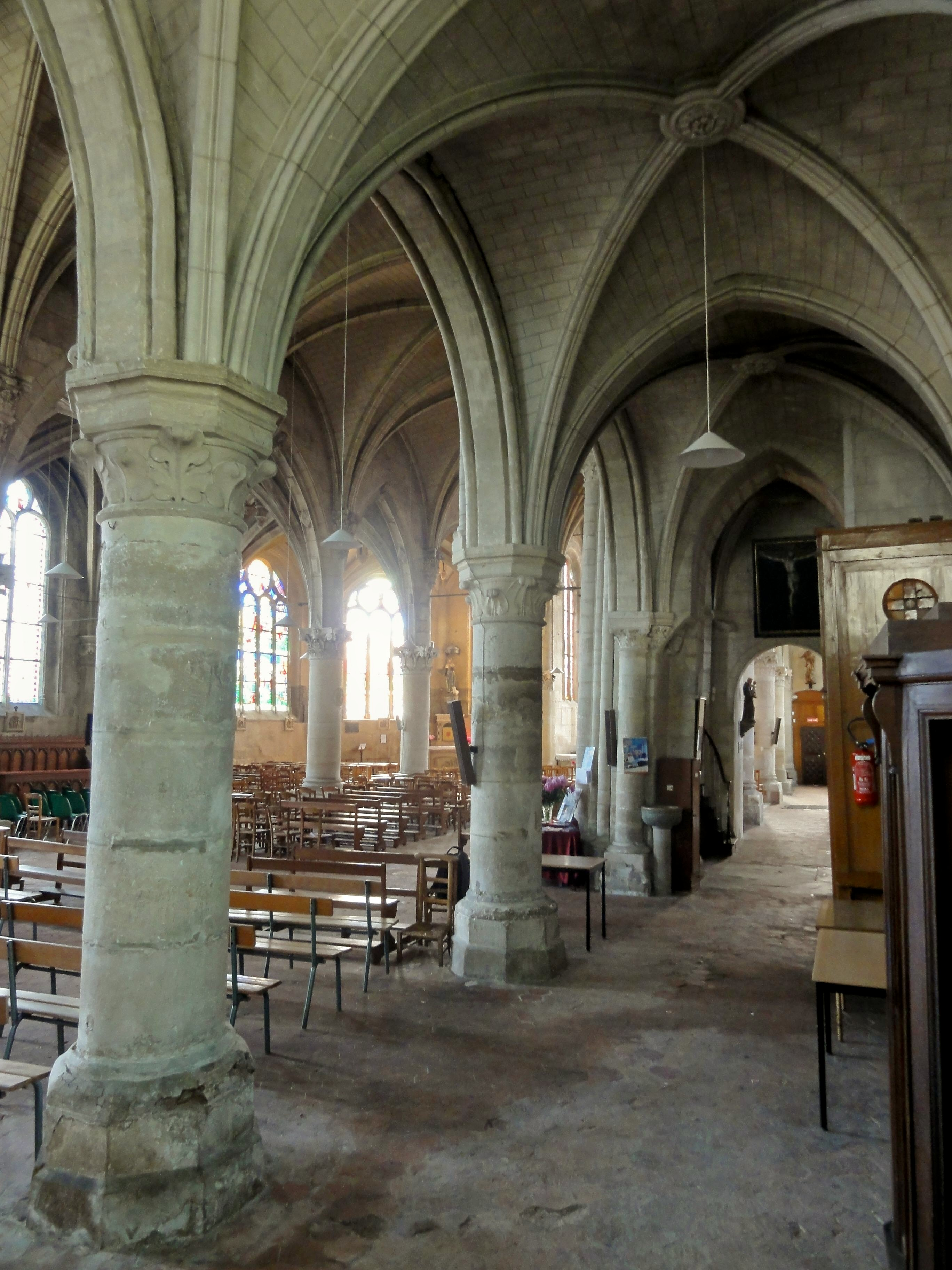
Bas-côté sud, vue vers l'est.

#### Bas-côté sud de la nef
Le bas-côté sud de la nef comporte trois travées, et est contigu à l'est à la base du clocher. Le bas-côté proprement dit est considéré comme lieu d'implantation de la première église ou chapelle de Groslay, et ses murs pourraient en conserver des vestiges. Ils sont entièrement recouverts d'un enduit peint en faux appareil et les pierres n'affleurent pas non plus à l'extérieur, ce qui ne permet pas de vérifier la plausibilité de l'hypothèse. Du fait des remaniements du XIXe siècle, le bas-côté sud a perdu presque tout son caractère. Tout ce qui reste d'authentique sont les deux piliers cylindriques isolés et les deux demi-colonnes adossées au revers de la façade occidentale et à la pile nord-ouest du clocher. Ils supportent les trois grandes arcades à peine brisées séparant le bas-côté de la nef, et leurs fûts sont appareillés en tambour. Le décor des deux gros chapiteaux de crochets est très stylisé, et leurs tailloirs sont octogonaux sur les piliers isolés, mais carrés sur les demi-colonnes. Le chapiteau au revers de la façade a été restauré ou plutôt remodelé en plâtre, alors que les autres sont en bon état. Les tailloirs des piliers cylindriques sont suffisamment grands pour recevoir les faisceaux de trois colonnettes, d'authenticité douteuse, du côté de la nef, et les doubleaux et ogives des voûtes du bas-côté au sud. Par contre, des culs-de-lampe ont été adjoints aux chapiteaux des demi-colonnes afin de recevoir les ogives du bas-côté à ses deux extrémités. Le long du mur méridional, ce sont également des culs-de-lampe qui reçoivent les ogives et doubleaux. Cette disposition indique que le bas-côté n'avait pas été construit pour être voûté. Les combles devraient garder les traces des supports de la charpente d'origine. La première travée comporte deux fenêtres en plein cintre sans caractère, une à l'ouest et une au sud ; la troisième travée comporte le portail méridional.

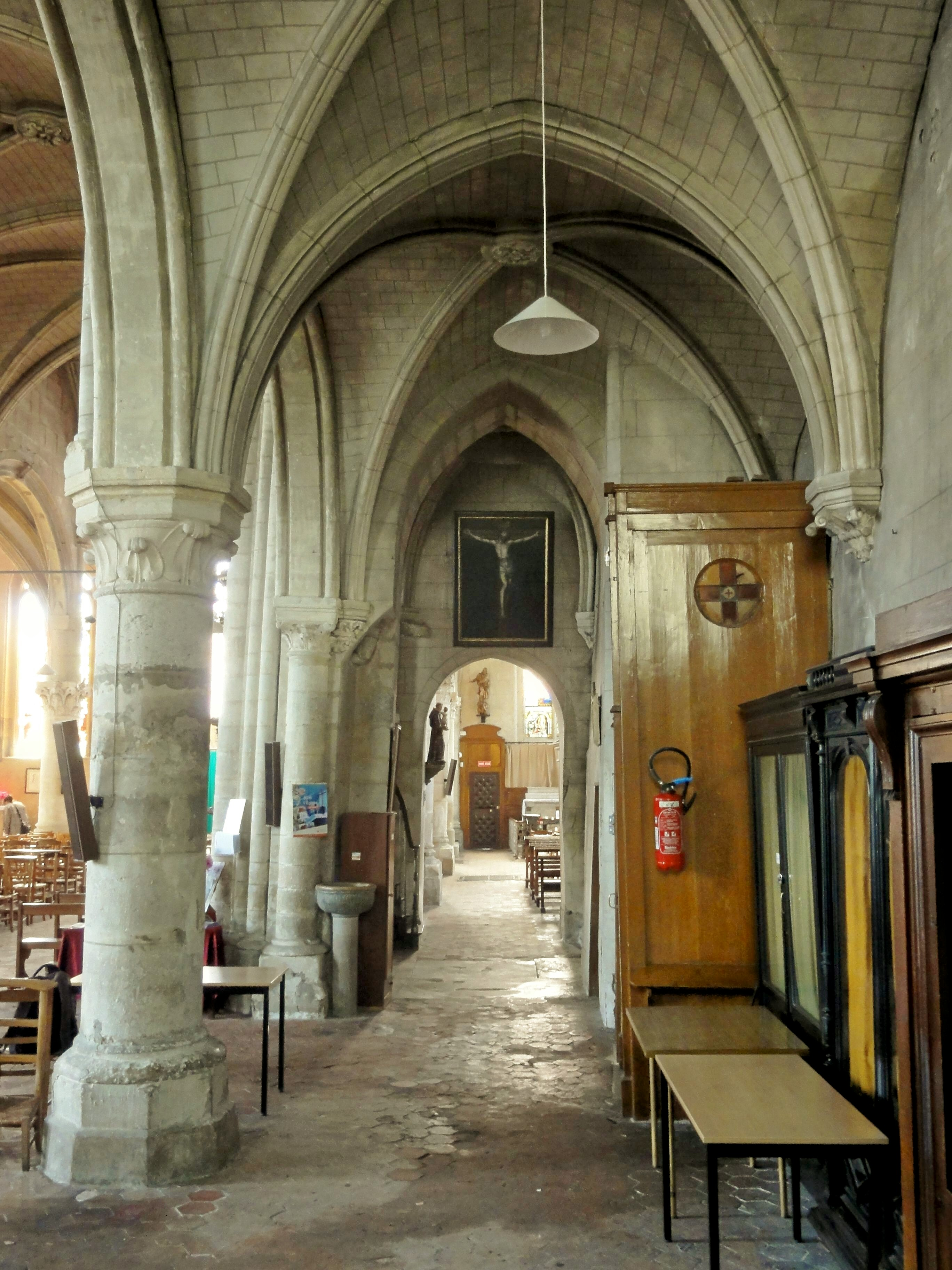
Bas-côté sud.
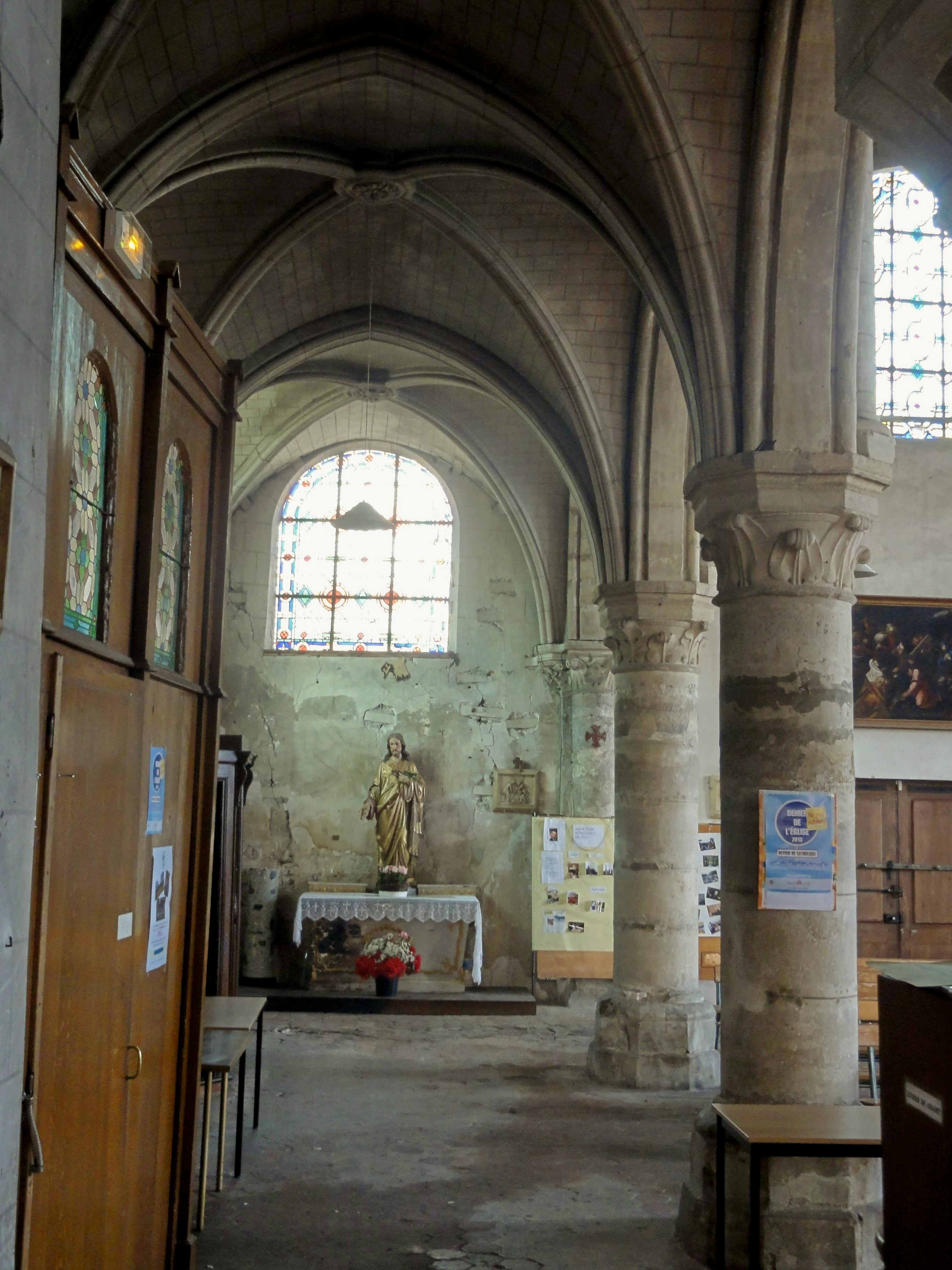
Bas-côté sud.
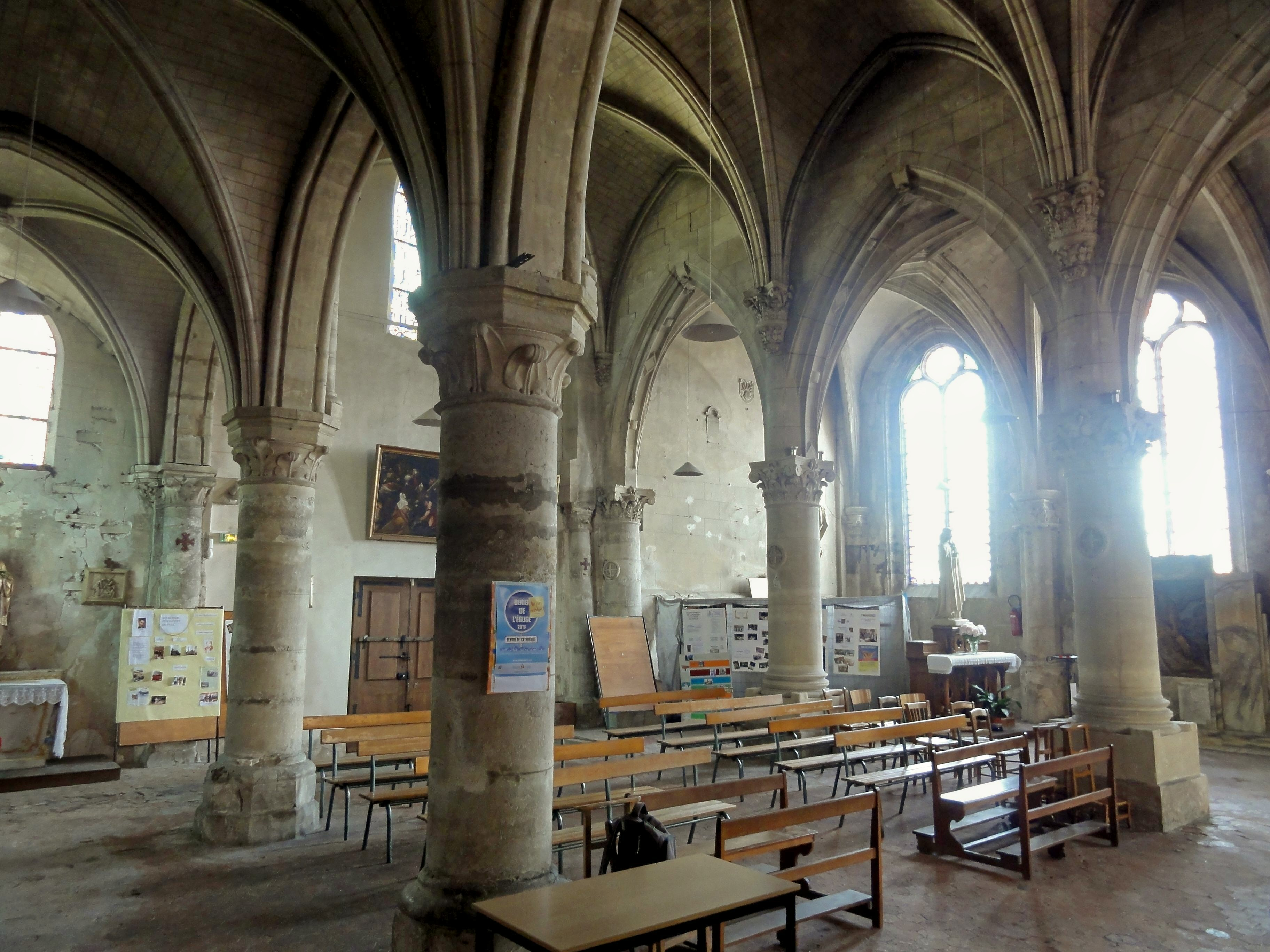
Vue diagonale vers le nord-ouest.
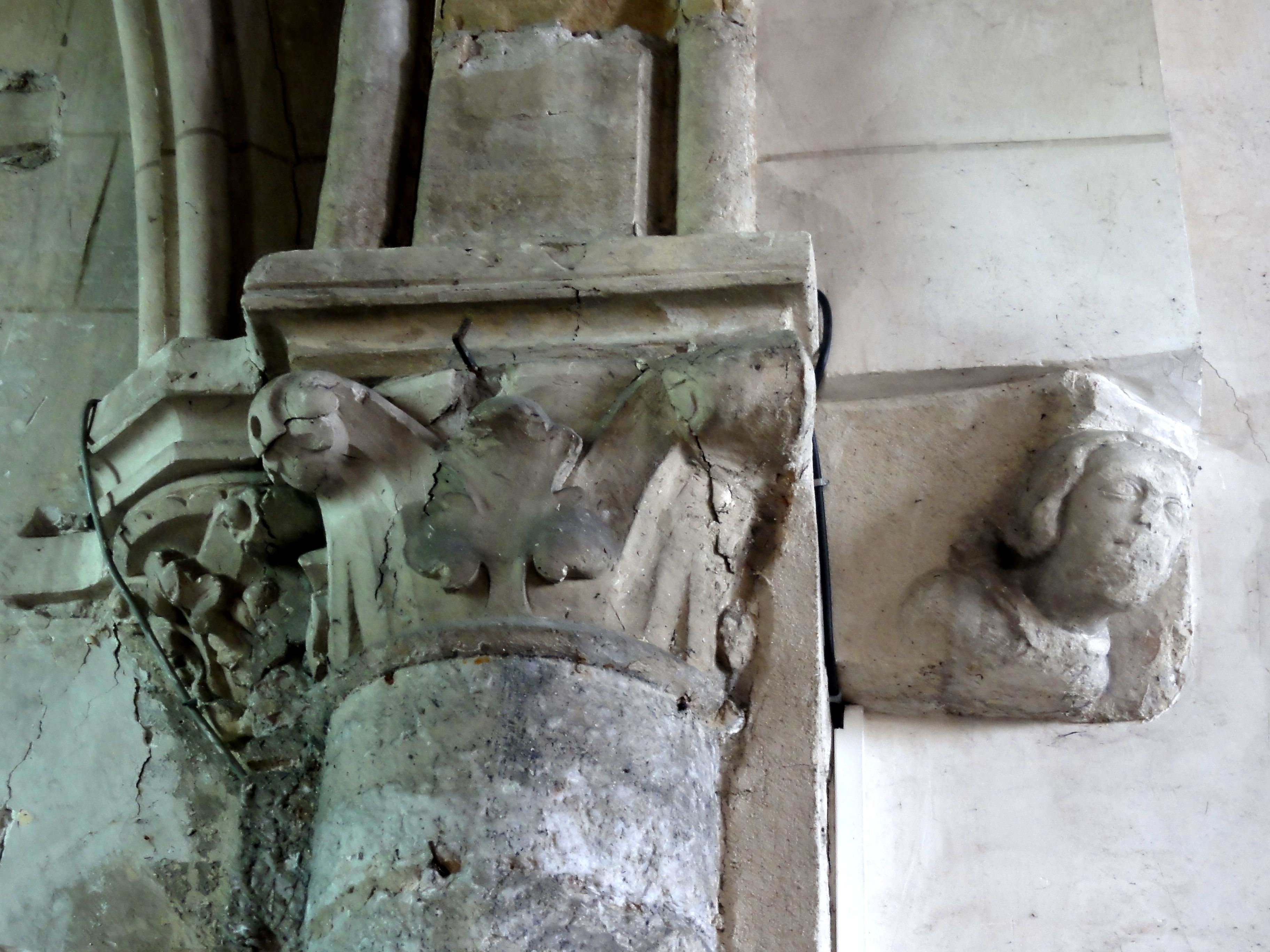
Chapiteau côté ouest.
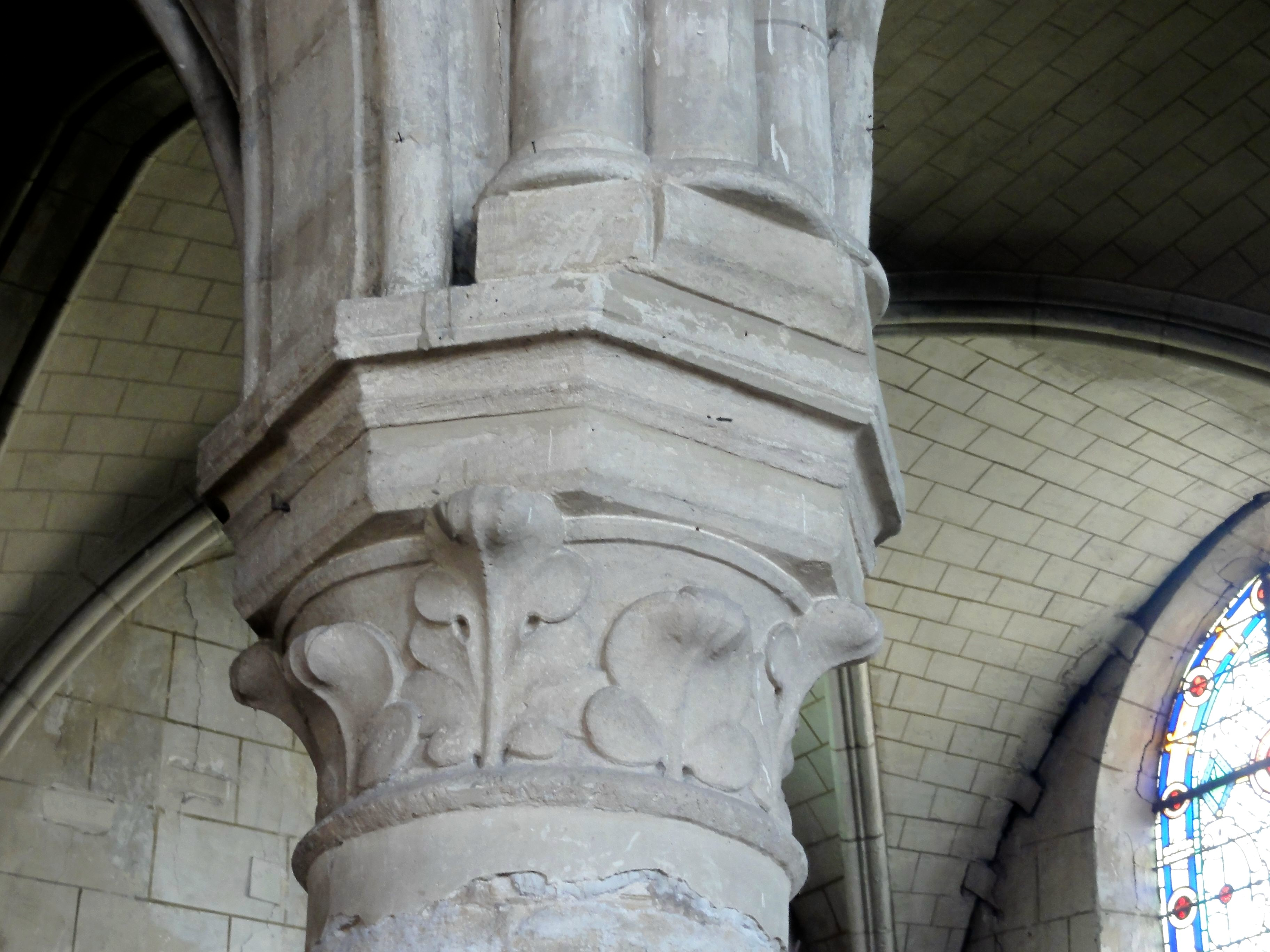
Chapiteau du 1er pilier.
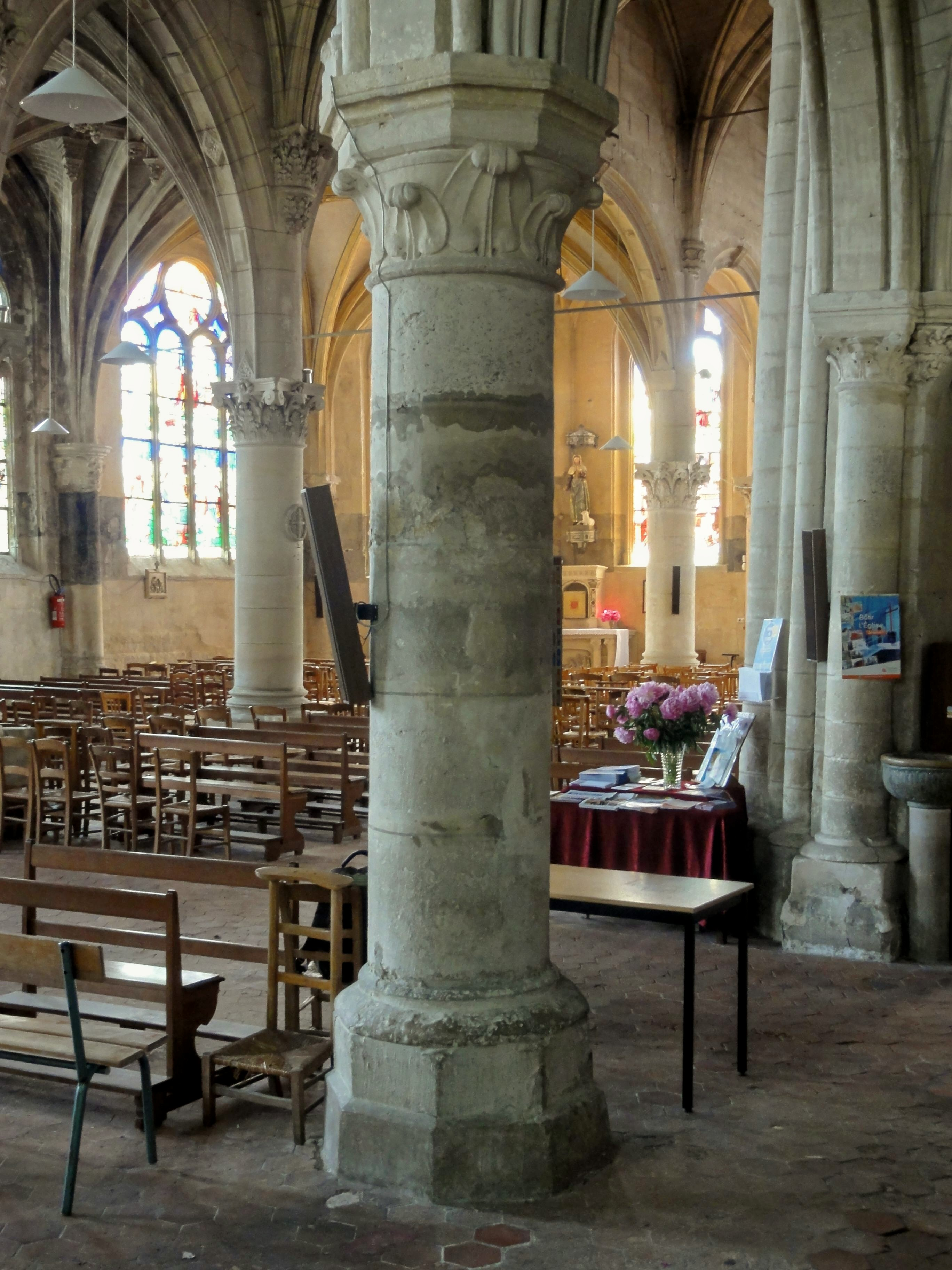
2e pilier cylindrique.

#### Base du clocher

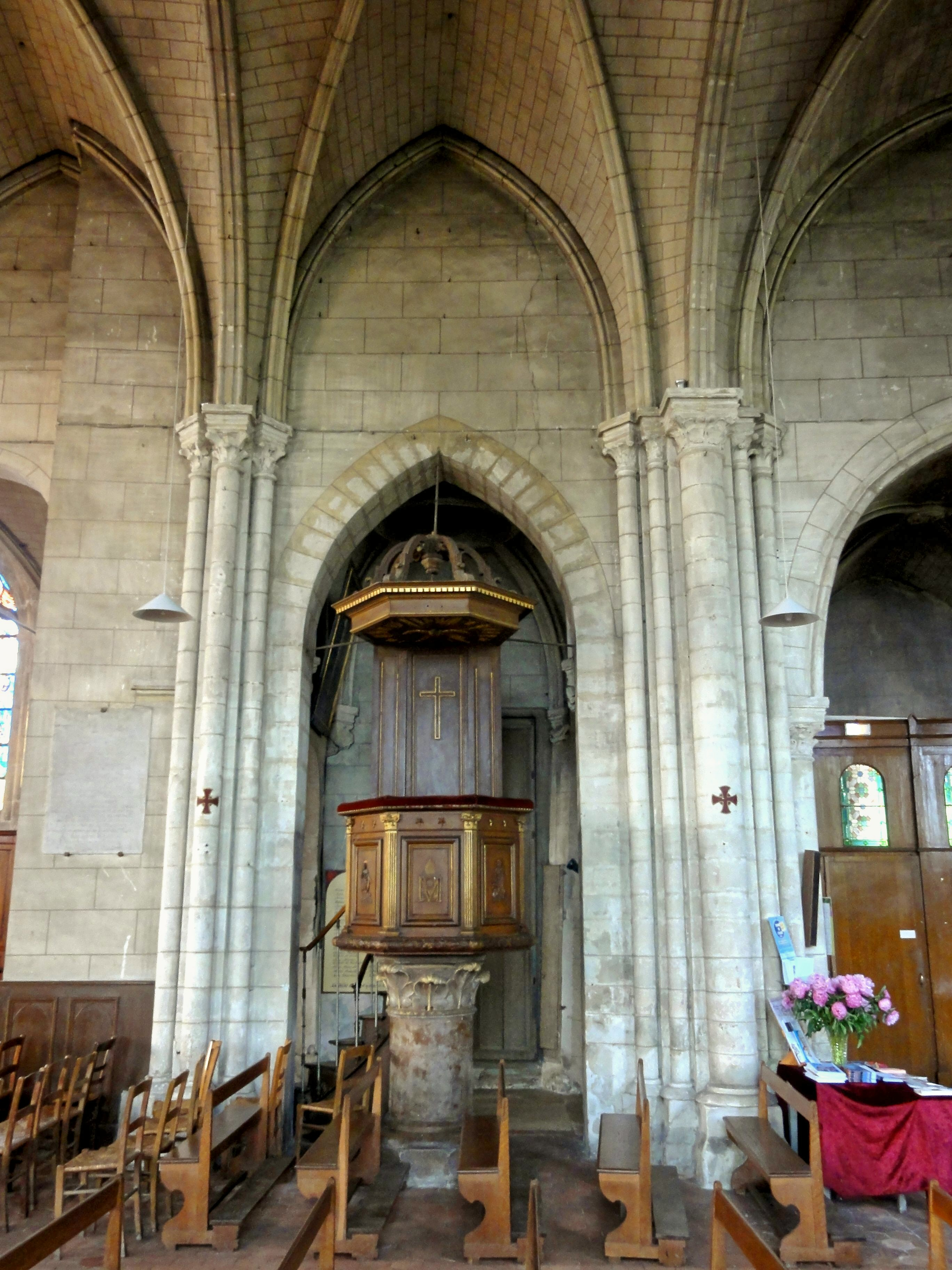
Vue depuis la nef.

La cage d'escalier desservant l'ancien logement à l'étage du porche déborde en partie sur la troisième travée. À sa gauche, une étroite arcade aigüe et non décorée ouvre dans la base du clocher, elle-même encombrée par la cage d'escalier. L'arcade s'arrête net à la hauteur du chapiteau gothique où elle se termine dans le vide, afin de préserver la vue sur un cul-de-lampe ancien de la base du clocher. Elle semble dater du voûtement du bas-côté au dernier quart du XIXe siècle et témoigne de l'embarras de l'architecte pour joindre les voûtes du bas-côté à la base du clocher. Quant au cul-de-lampe, il représente le buste d'un homme et ne remplit plus aucune fonction. En effet, l'espace sous la base du clocher se rétrécit après la fausse arcade et le cul-de-lampe. De ce fait, aucune des ogives de sa voûte ne pourrait l'atteindre. De surcroît, il regarde vers le sud-ouest, soit vers le bas-côté, et non vers le centre de la base du clocher, ce qui rend la mission de cet élément encore plus énigmatique. Au centre, la voûte est percée d'un grand trou de cloches, qui doit être largement postérieur à la construction du clocher, les trous de cloches n'existant pas encore à l'époque. Les quatre ogives de la voûte retombent sur des culs-de-lampe logés dans les angles. Celui du nord-ouest montre la tête d'un homme barbu aux cheveux longs, qui bien que sculptée sans finesse ne paraît nullement caricatural, et pourrait représenter Jésus Christ. Celui du nord-est montre des feuillages, et est accompagné d'une représentation mutilée et méconnaissable d'un personnage ou d'un animal fantastique. Celui du sud-est n'est plus qu'un vestige. — Vers le nord, s'ouvre une arcade en tiers-point de la même hauteur que les grandes arcades du bas-côté, mais plus étroite. Elle est entièrement occupée par la chaire à prêcher. Vers l'est, c'est-à-dire vers le collatéral sud du chœur, la base du clocher est cloisonnée par un mur dans lequel est percée une basse arcade en plein cintre. Le mur sert de support à un tableau du Christ en croix. Il est à souligner que la base du clocher sépare nettement le bas-côté de la nef du collatéral sud du chœur, situé dans le même axe ; de ce fait, l'utilité du bas-côté se trouve réduite, car elle n'offre aucune visibilité sur le chœur.

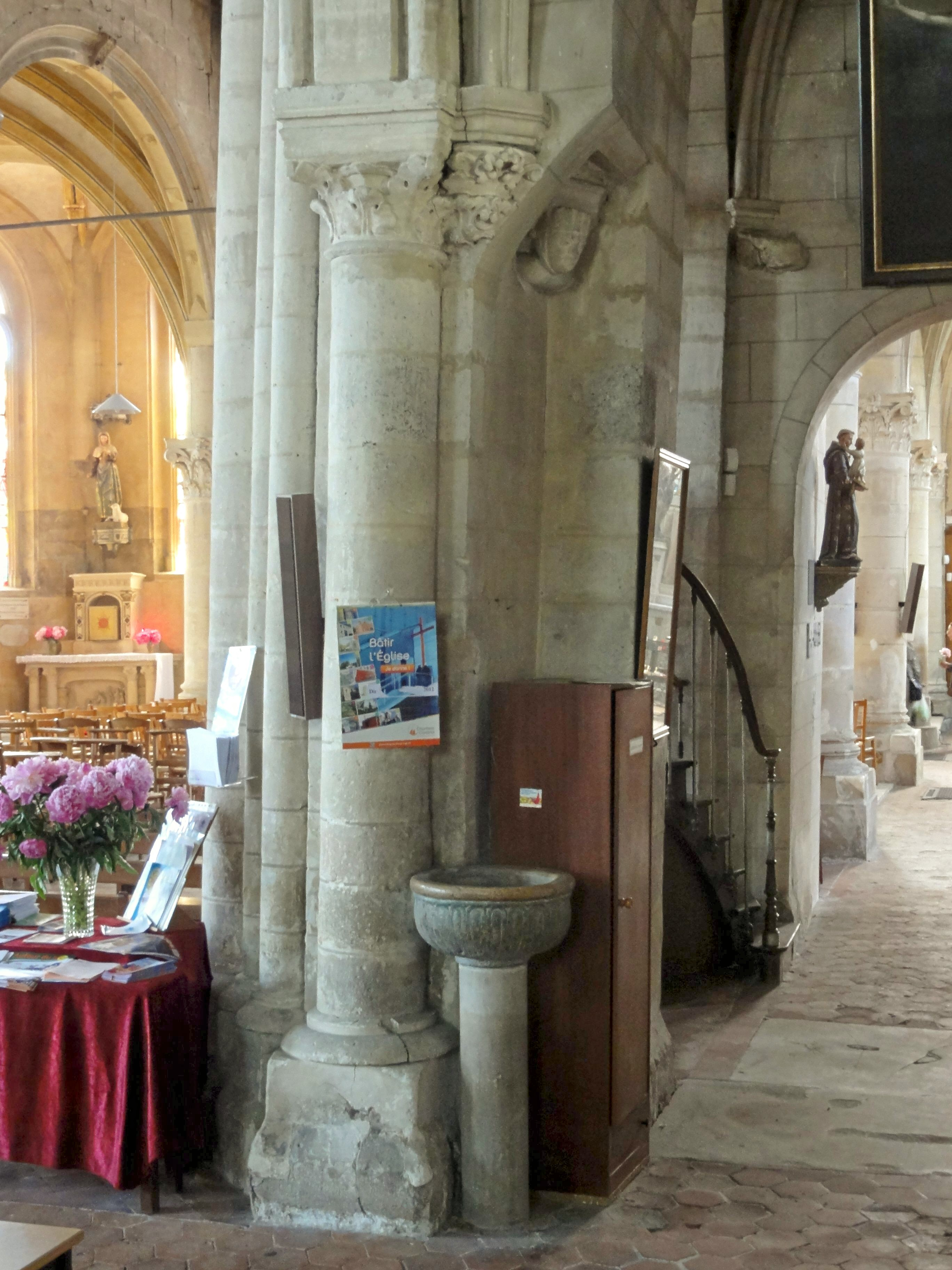
Pile nord-ouest du clocher.
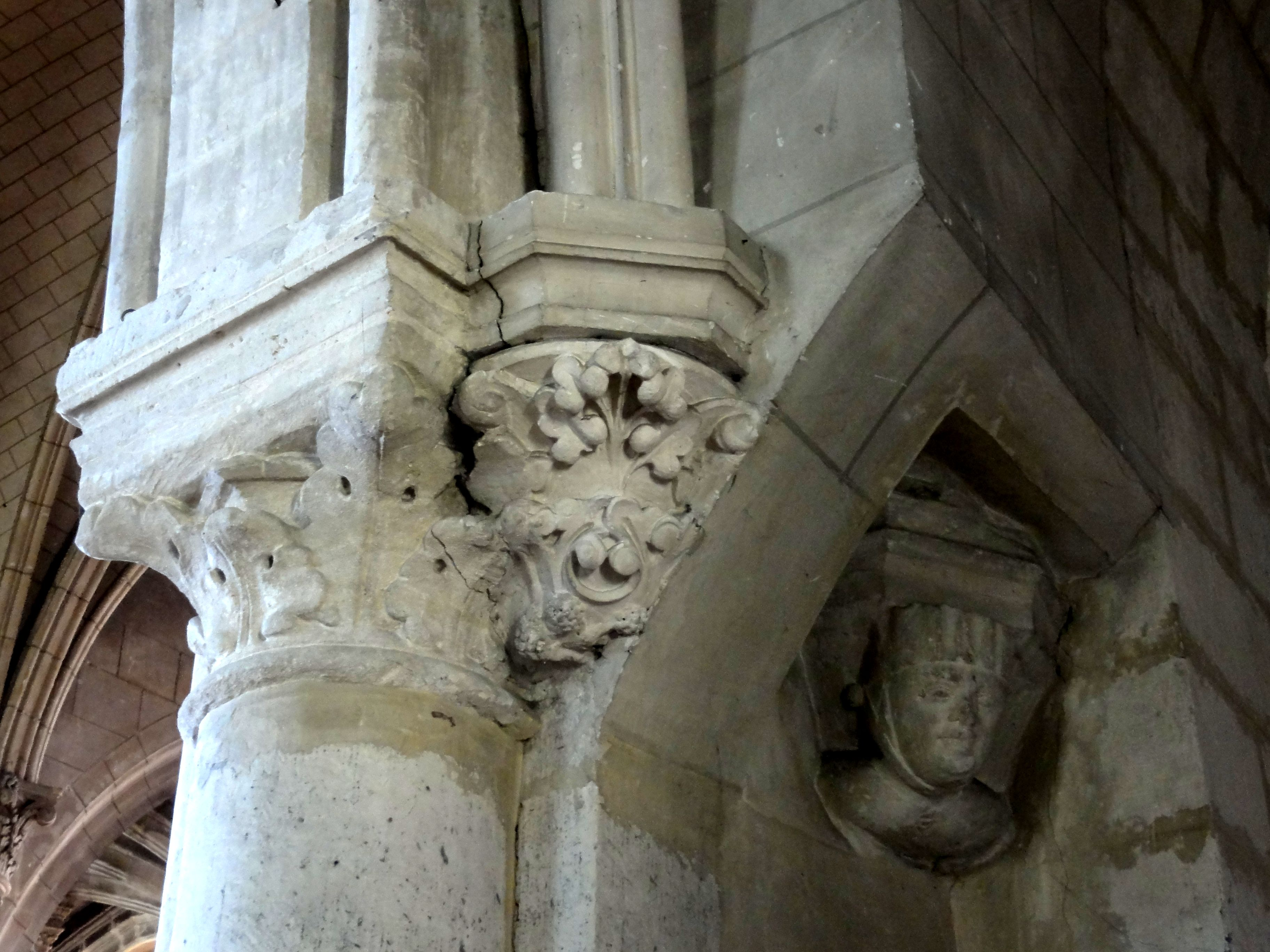
Vue de détail.
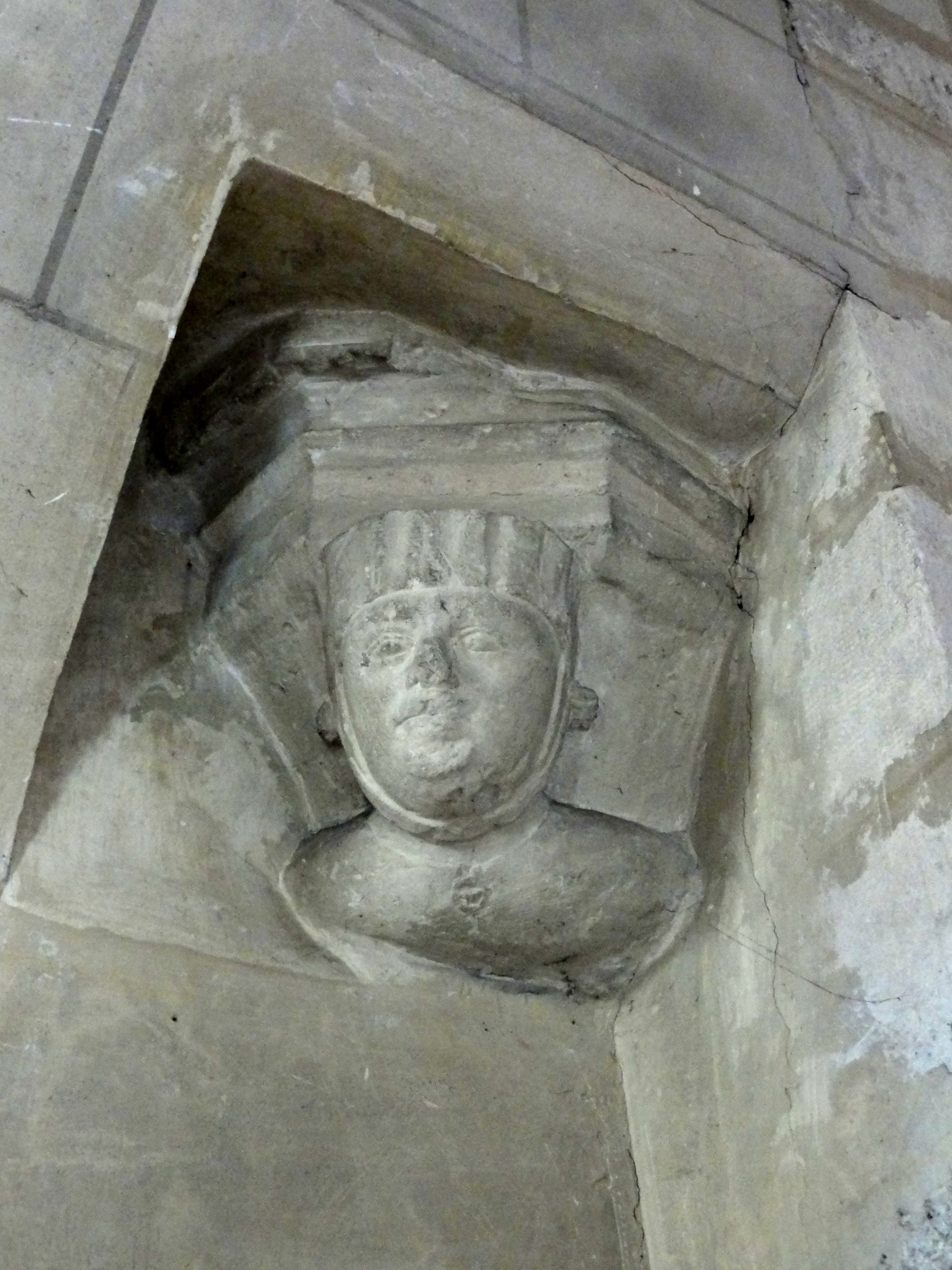
Vue de détail.
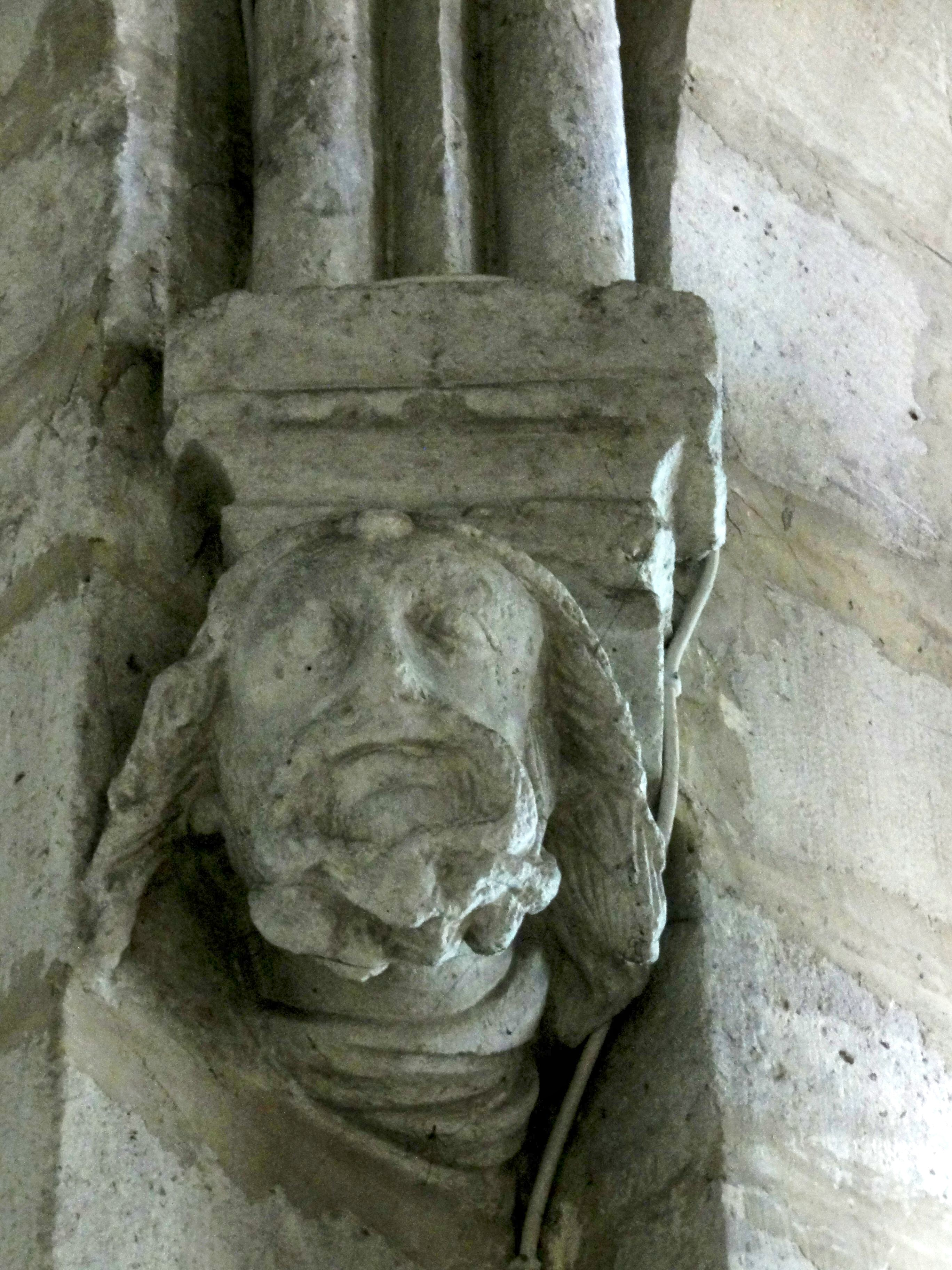
Tête d'homme barbu.
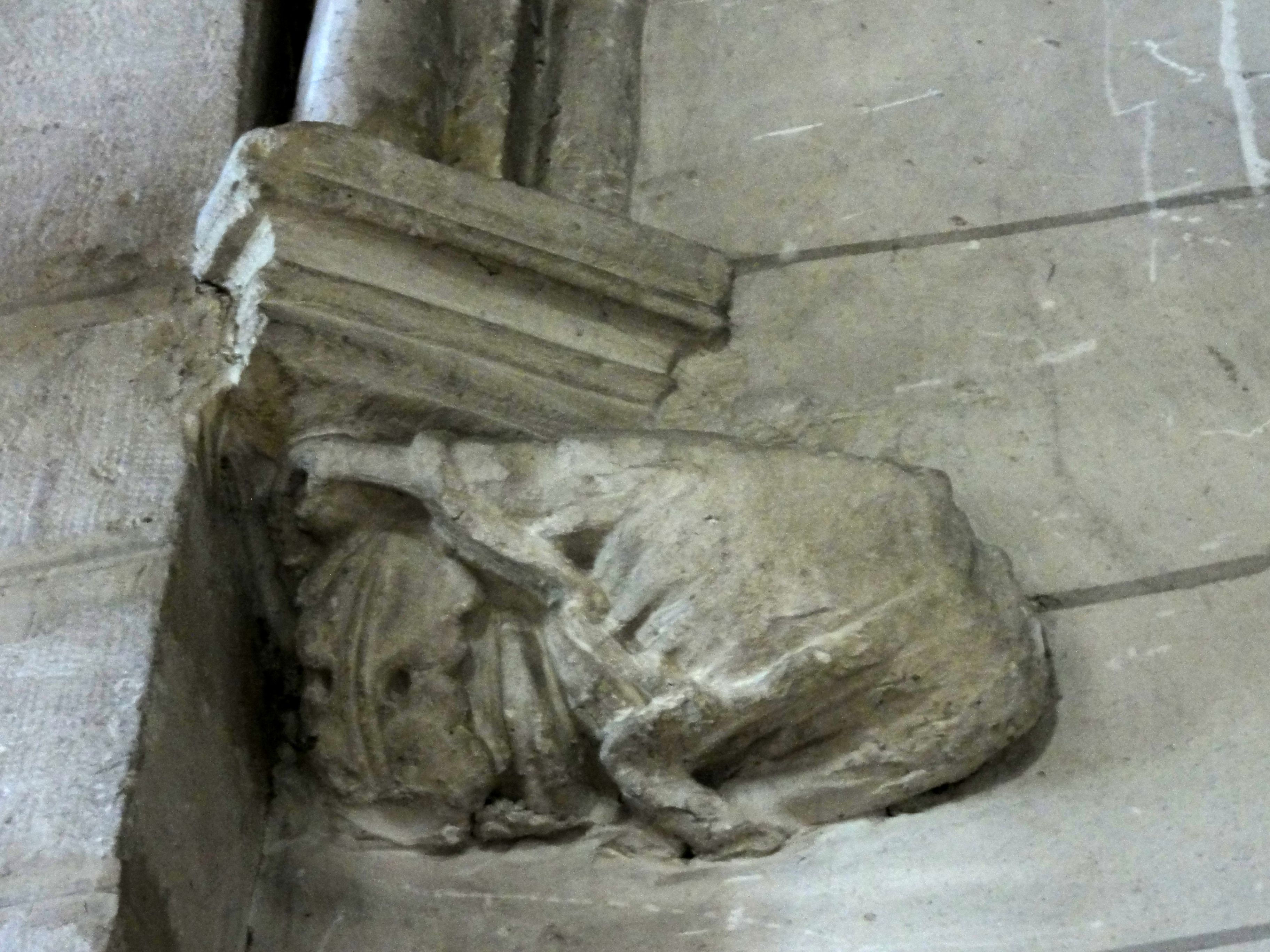
Cul-de-lampe mutilé.
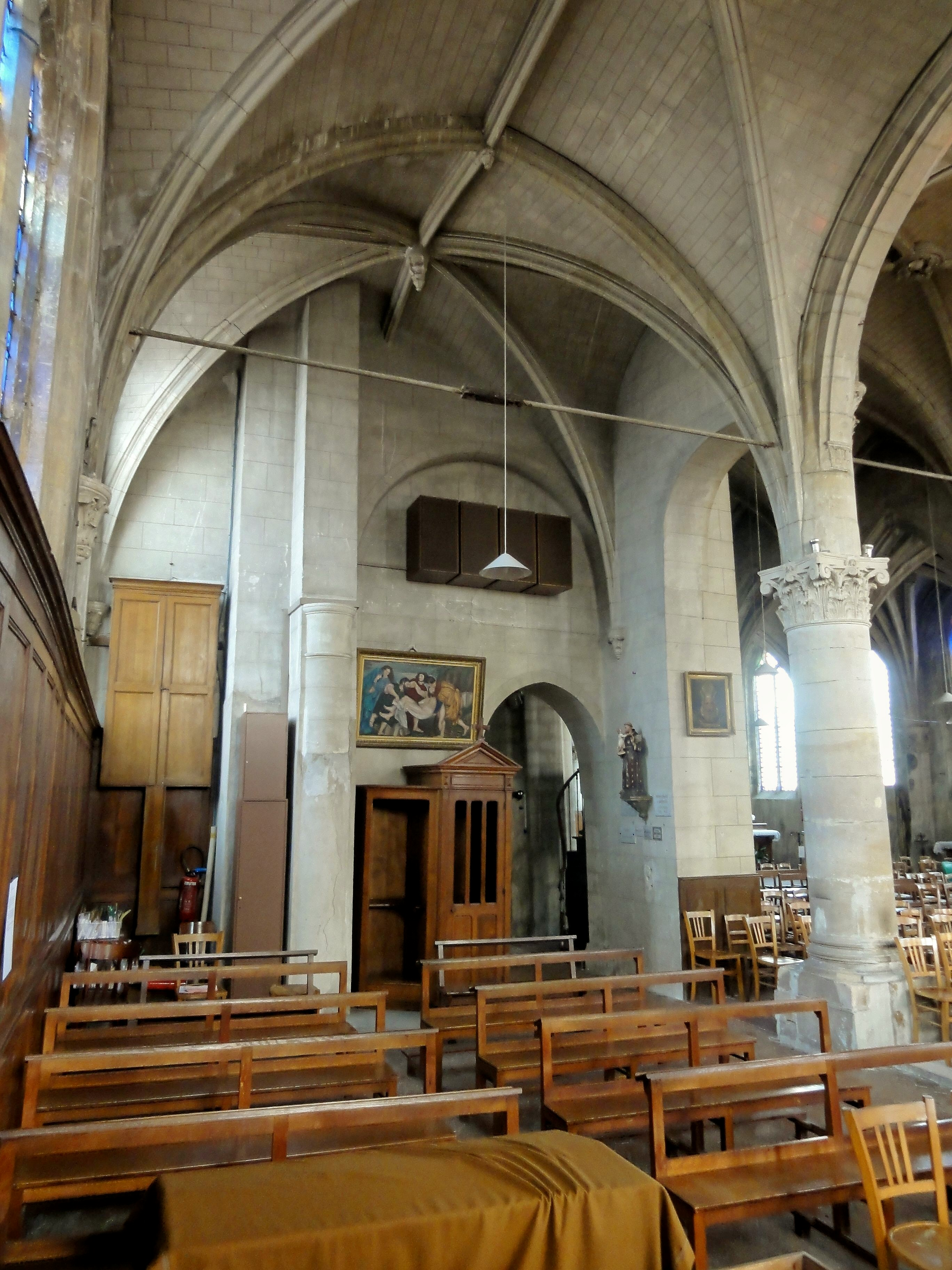
Vue depuis le collatéral sud.

### Vaisseau central

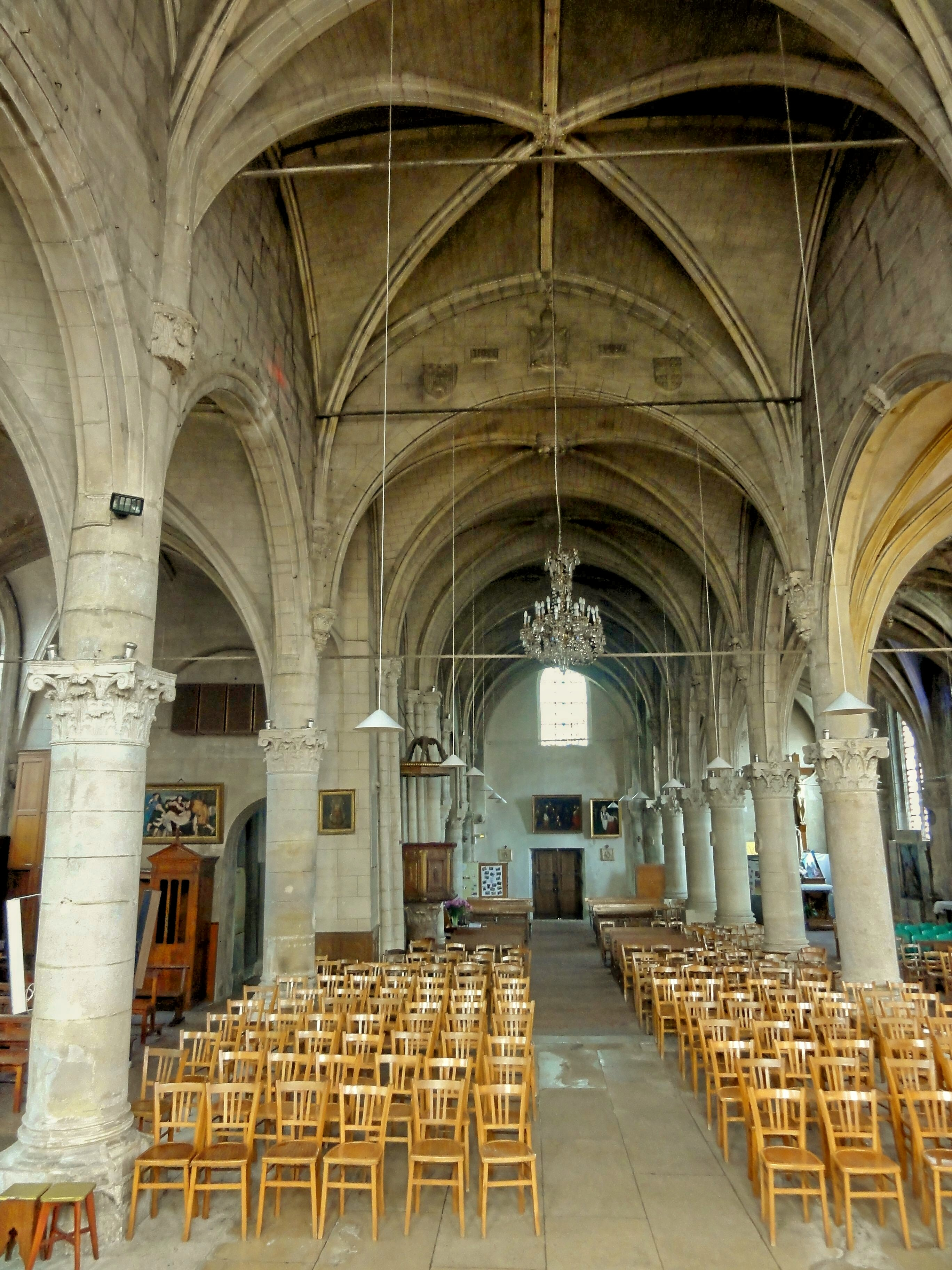
Nef, vue vers l'ouest.

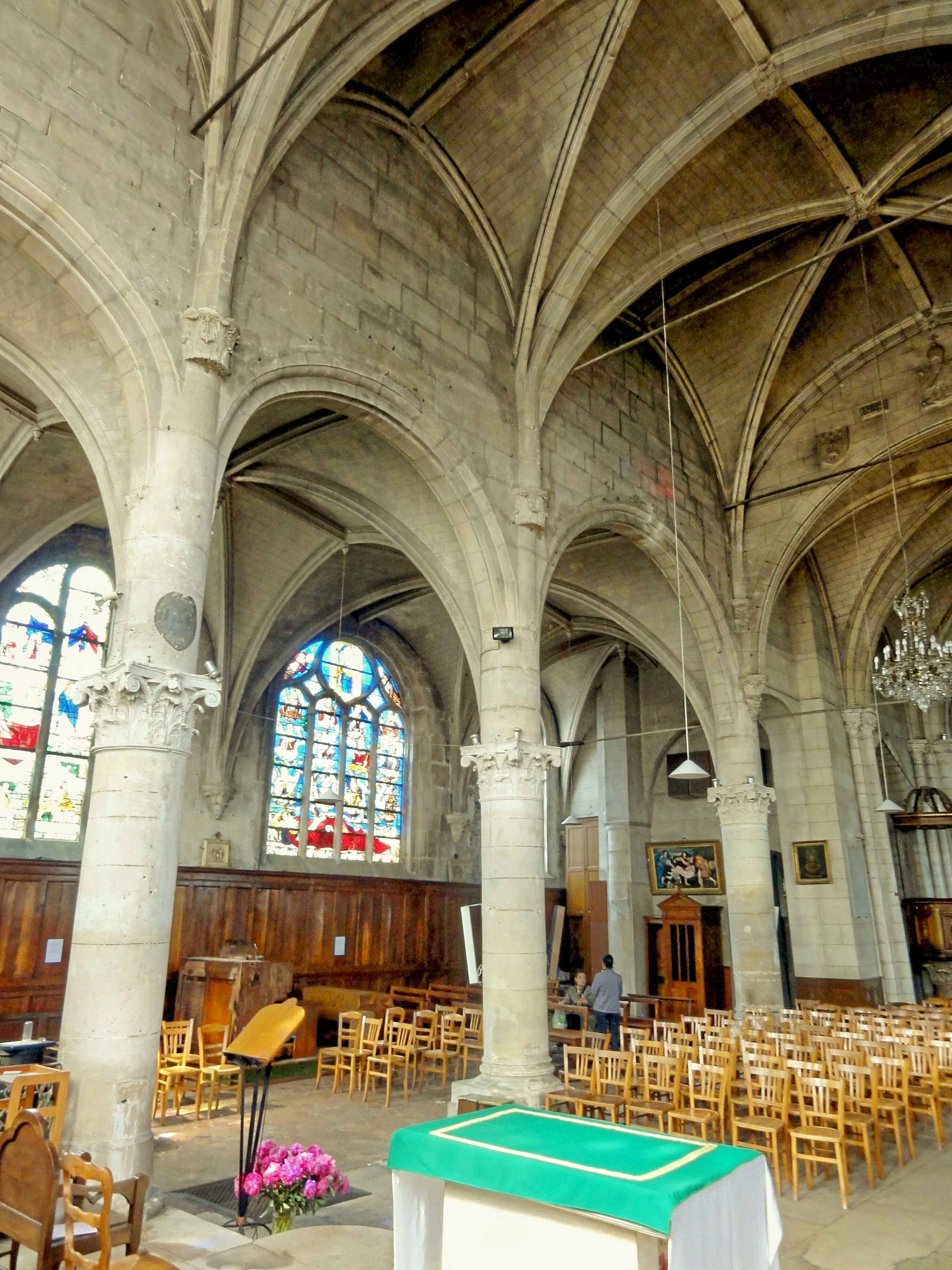
Grandes arcades au sud du chœur.

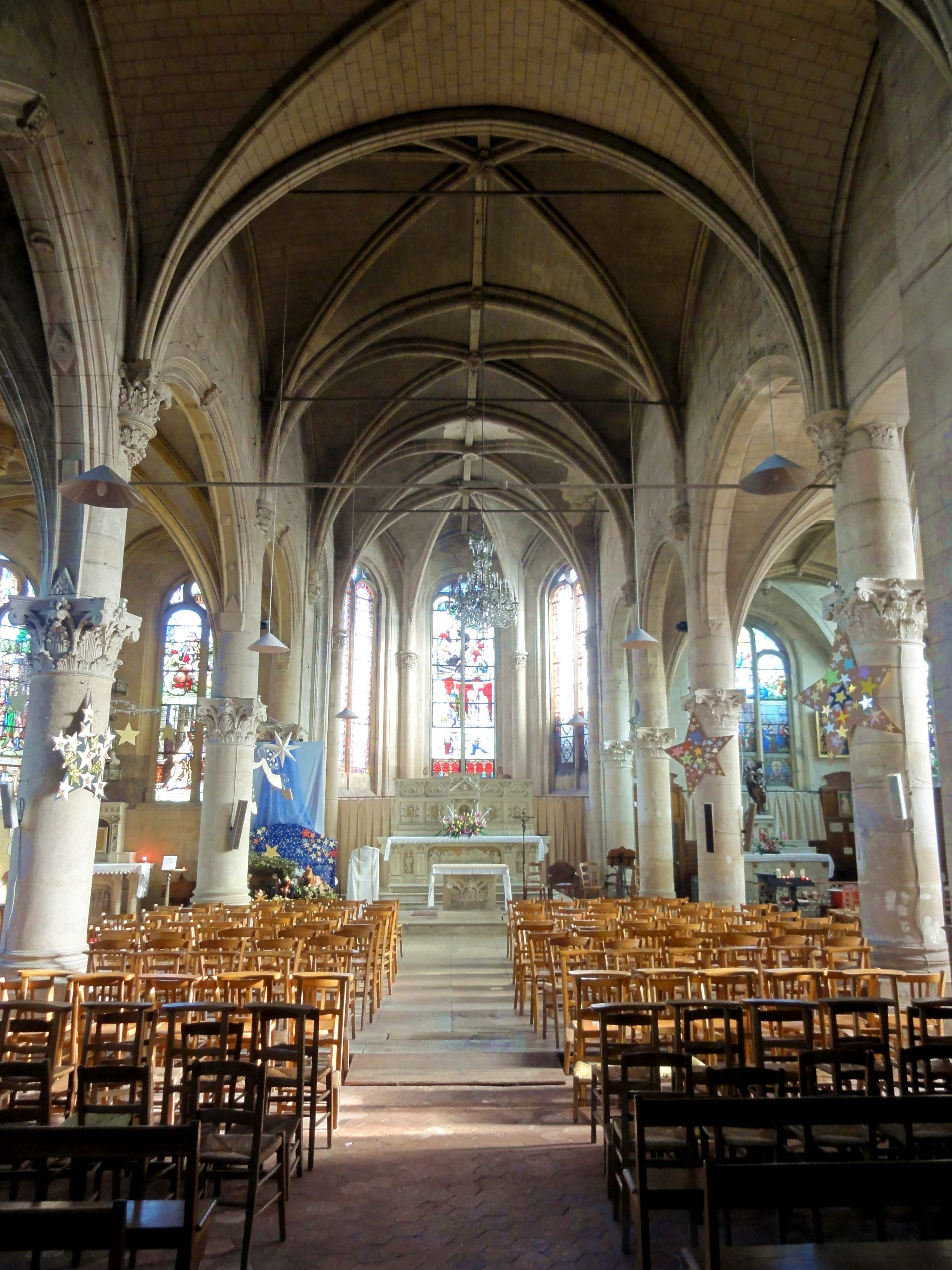
Chœur à partir de la 6e travée.

Le vaisseau central est issu de quatre campagnes de construction : les quatre premières travées datent du début du XIIe siècle, la cinquième travée a remplacé la première travée de l'ancien chœur pendant les années 1530 environ, la sixième et la septième travée ont été bâties peu avant le milieu du siècle, et l'abside vers 1560. D'après Mathieu Lours, le doubleau entre la quatrième et la cinquième travée serait le dernier qui subsiste du XIIIe siècle. À partir du milieu de la cinquième travée, la nef s'élargit vers le sud, ce qui produit un ressaut dans cette travée et une arcade d'une forme disgracieuse vers la première travée du collatéral sud du chœur. Une différence de hauteur existe entre la cinquième et la sixième travée, faisant apparaître une portion de mur en regardant depuis l'est. Elle est décorée de trois blasons. Les grandes arcades conservent par contre une hauteur identique, et les chapiteaux du premier ordre sont tous alignés sur un même niveau. La sixième travée est plus profonde que les autres et presque carrée, irrégularité qui est bien sûr reproduite dans les collatéraux. Avec une hauteur identique des grandes arcades partout mais une largeur plus importante, les arcades de la sixième travée suivent donc un profil en cintre surbaissé, alors que les cinq premières grandes arcades du nord affichent un profil en tiers-point très aigu. Si le cintre surbaissé pour la sixième travée est issu d'une contrainte, le plein cintre pour les grandes arcades de la septième et huitième travée résulte d'un choix délibéré, témoignant dans changement des goûts sous l'influence de la Renaissance.
Malgré tout, le vaisseau central présente une grande homogénéité sur le plan des voûtes et des grandes arcades du nord. Elle a toutefois été acquise moyennant deux compromis discutables. Le premier consiste en la reprise en sous-œuvre du premier pilier au nord engagé dans le revers de la façade, ainsi que des trois premiers piliers isolés, comme déjà mentionné, avec la suppression de chapiteaux du début du XIIIe siècle qui ont pourtant leurs homologues au sud (l'un sert de support à la chaire du XIXe siècle). La littérature ne dit pas si les murs hauts au-dessus des grandes arcades sont encore ceux du XIIIe siècle, ou s'ils ont été repris pendant la campagne des années 1520. Le second consiste en l'application du même profil des nervures que dans le bas-côté sud, bien que correspondant au style gothique rayonnant que se l'on est en même temps efforcé d'effacer avec la suppression des chapiteaux anciens au nord de la nef. Il s'agit d'une mesure d'économie, qui devient surtout évidente à la retombée des nervures sur les culs-de-lampe jusqu'à la limite entre la cinquième et la sixième travée incluse, car les nervures ne s'interpénètrent pas comme ce fut toujours le cas à la période flamboyante, et comme c'est également le cas dans le chœur. La demi-travée du chevet possède une voûte tripartite indépendante, ce qui est à souligner, car le plus souvent, la partie droite de l'abside et le chevet sont voûtés ensemble par une voûte aux nervures multiples. Mais la partie droite de l'abside étant aussi profonde que les autres travées du vaisseau central, cette disposition n'aurait pas été adaptée. Tout au long du vaisseau central, les médaillons décorés en guise de clé de voûte et les petites clés de feuillages sont de faible intérêt.
L'homogénéité de l'élévation nord du vaisseau central a été évoquée, relativisée par une différence du profil des grandes arcades. Mais ces dernières reposent partout sur de gros chapiteaux corinthiens, qui adoptent tous les mêmes dimensions. Ils ne sont tous identiques qu'au premier regard. En détail, les volutes peuvent être plus ou moins travaillées, et les feuilles d'acanthe peuvent être naturalistes ou stylisés, avec des extrémités se recourbant en crochets, ce qui inspire à Mathieu Lours une comparaison avec les chapiteaux du XIIIe siècle de l'église, comparaison sans doute plus pertinente si les feuilles d'acanthe apparaissaient sur ces chapiteaux gothiques. Tous les chapiteaux corinthiens sont dépourvus de tailloirs ou d'entablements. Sachant que les entablements Renaissance sont plus hauts que les minces tailloirs du début du XIIIe siècle, c'est peut-être une indice qu'Octave Comartin a vu juste en affirmant à deux reprises que les chapiteaux anciens ont juste été retaillés sur place. Jusqu'à la limite entre la cinquième et la sixième travée, les nervures des voûtes s'arrêtent sur les chapiteaux corinthiens du second ordre, qui paraissent comme des miniatures de ceux du premier ordre, et qui reposent sur des culs-de-lampe de feuilles d'acanthe. De là, une ondulation dans le mur descend jusqu'au chapiteau du premier ordre, ce qui est un anachronisme : en effet, si les voûtes flamboyantes continuent d'être appliquées jusque loin dans le XVIIe siècle dans les églises de style Renaissance, les piliers ondulés et ondulations caractéristiques du style flamboyant sont typiquement remplacés par des pilastres. Or, aucun pilastre n'est présent dans l'église Saint-Martin. À partir de la sixième travée, les nervures s'interpénètrent avant de retomber sur les culs-de-lampe. Il n'y a plus de chapiteaux du second ordre, et les culs-de-lampe sont différents. Entre la septième travée et l'abside, il n'y a plus d'ondulation, et le chapiteau du premier ordre au droit du chevet du collatéral nord est incomplet.
Dans le contexte du bas-côté sud de la nef, les piliers cylindriques isolés remontant à l'église précédente ont déjà été décrits. Puis au droit de la base du clocher, l'on retrouve une disposition différente du fait de l'absence de grande arcade. Cette disposition est propre aux chapiteaux du second ordre, et Mathieu Lours pense qu'elle résulte ici d'une campagne de construction postérieure à la construction de la nef gothique (sans expliquer comment les supports auraient pu se présenter jusqu'à ce remaniement). Concrètement, l'on trouve deux faisceaux de colonnettes engagées dans le mur nord de la base du clocher. Le faisceau de droite se compose d'une colonne et de deux colonnettes, la colonne au milieu correspondant normalement au doubleau, les colonnettes adjacentes aux doubleaux secondaires et les colonnettes des extrémités aux ogives. Or, le système de fausses voûtes d'ogives ne connaissant apparemment pas de doubleaux secondaires, les colonnettes leur étant réservées reçoivent les ogives, et les colonnettes des extrémités les formerets. Le faisceau de gauche se compose de seulement trois colonnettes, soit un pour le doubleau et deux pour les ogives. Plus vers l'est, entre la cinquième et la sixième travée où existe la différence de hauteur, l'on note une superposition de deux culs-de-lampe, qui n'existe pourtant pas au nord. Ensuite, les dernières voûte retombent sur de petits chapiteaux de feuilles d'acanthe liées ensemble dans une gerbe, dont le décor n'a rien d'exceptionnel, mais qui présentent l'originalité d'être dépourvus d'astragale, et le dessous des chapiteaux ouvre la vue sur les tiges coupées des feuilles. Les chapiteaux des quatre colonnettes encadrant les trois baies du chevet sont similaires, mais puisqu'il s'agit de colonnettes et non d'ondulations, les dessous des tiges ne sont pas visibles.

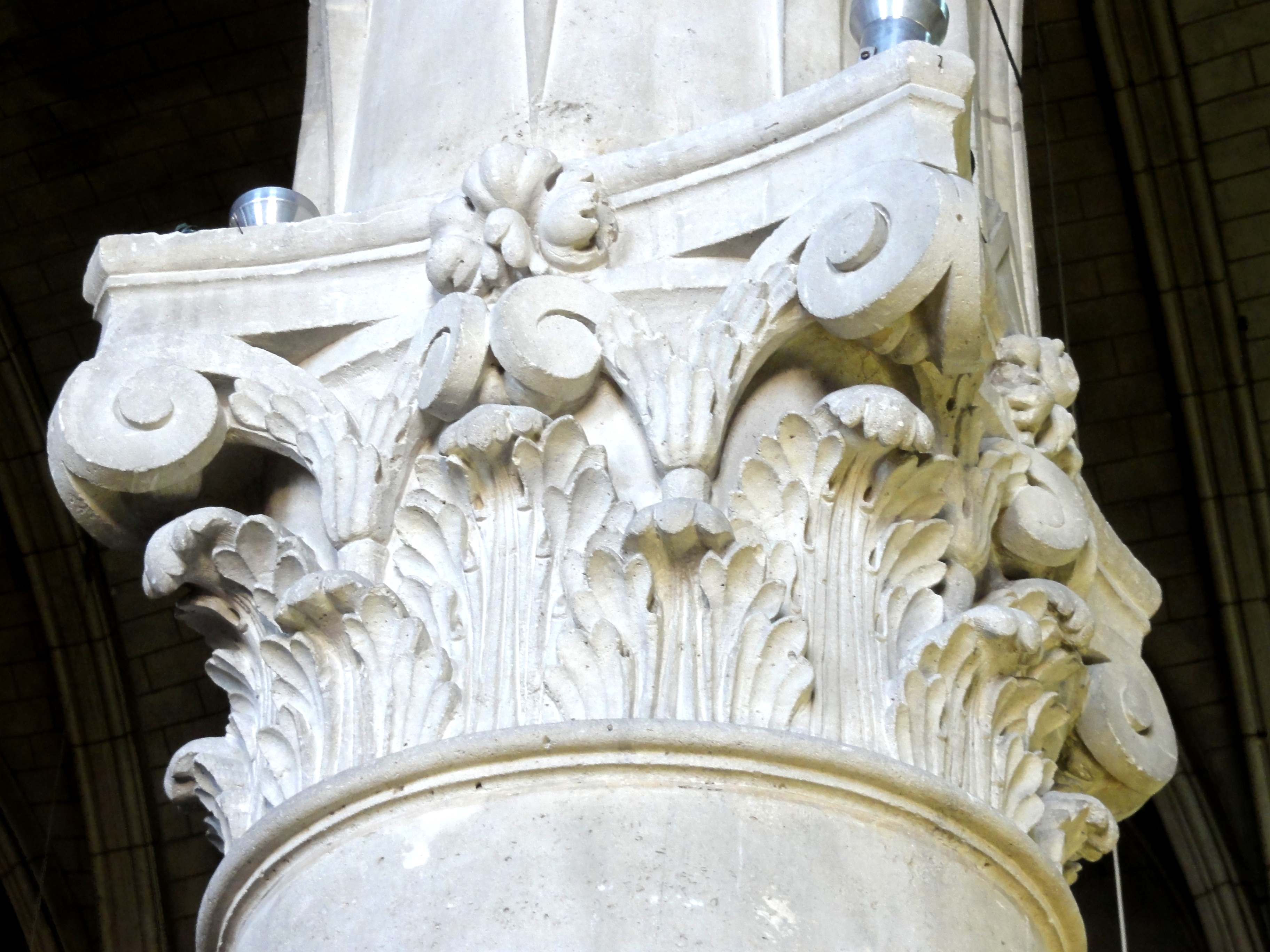
Chapiteau corinthien des grandes arcades.
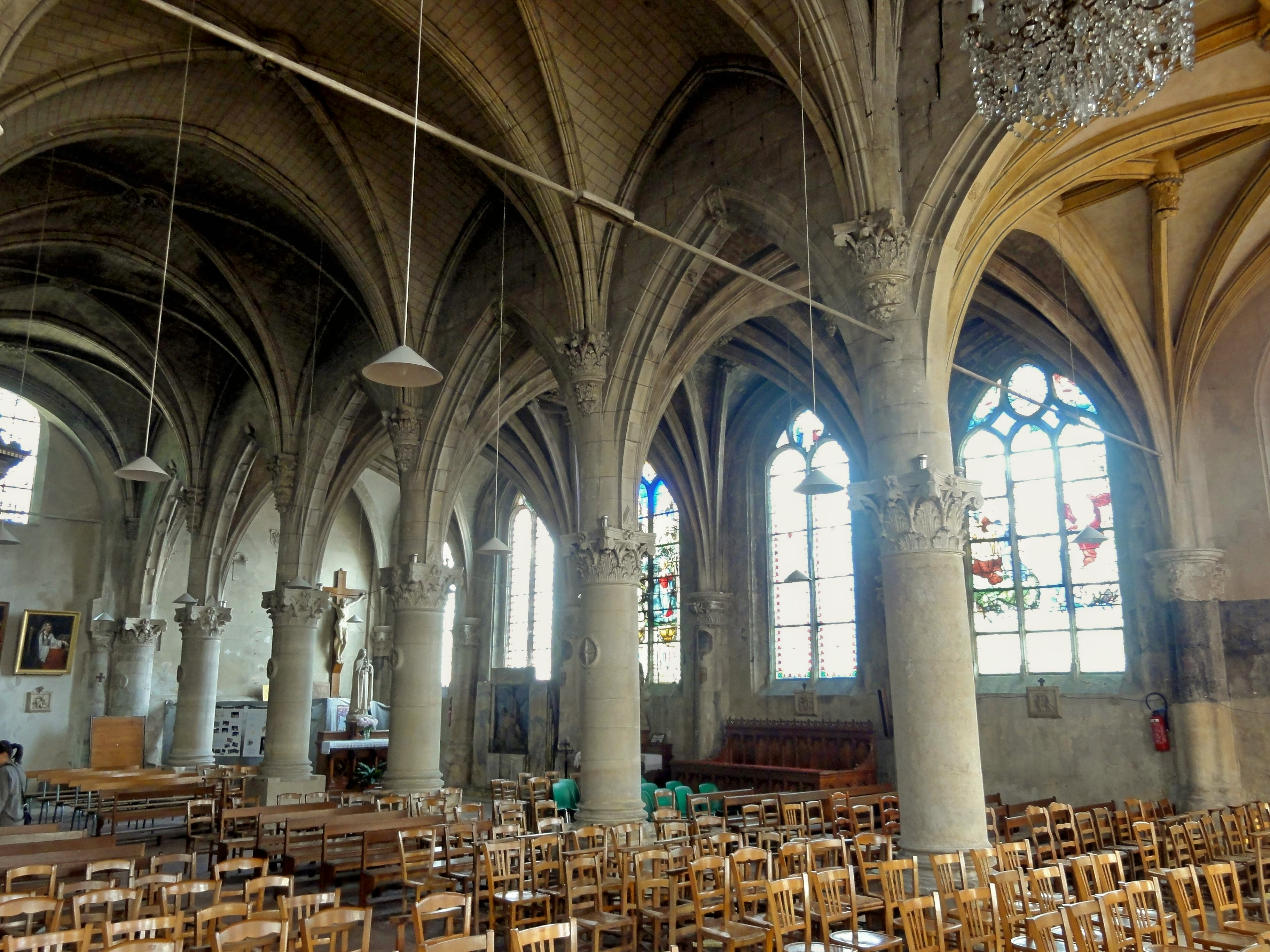
Grandes arcades au nord du vaisseau central.
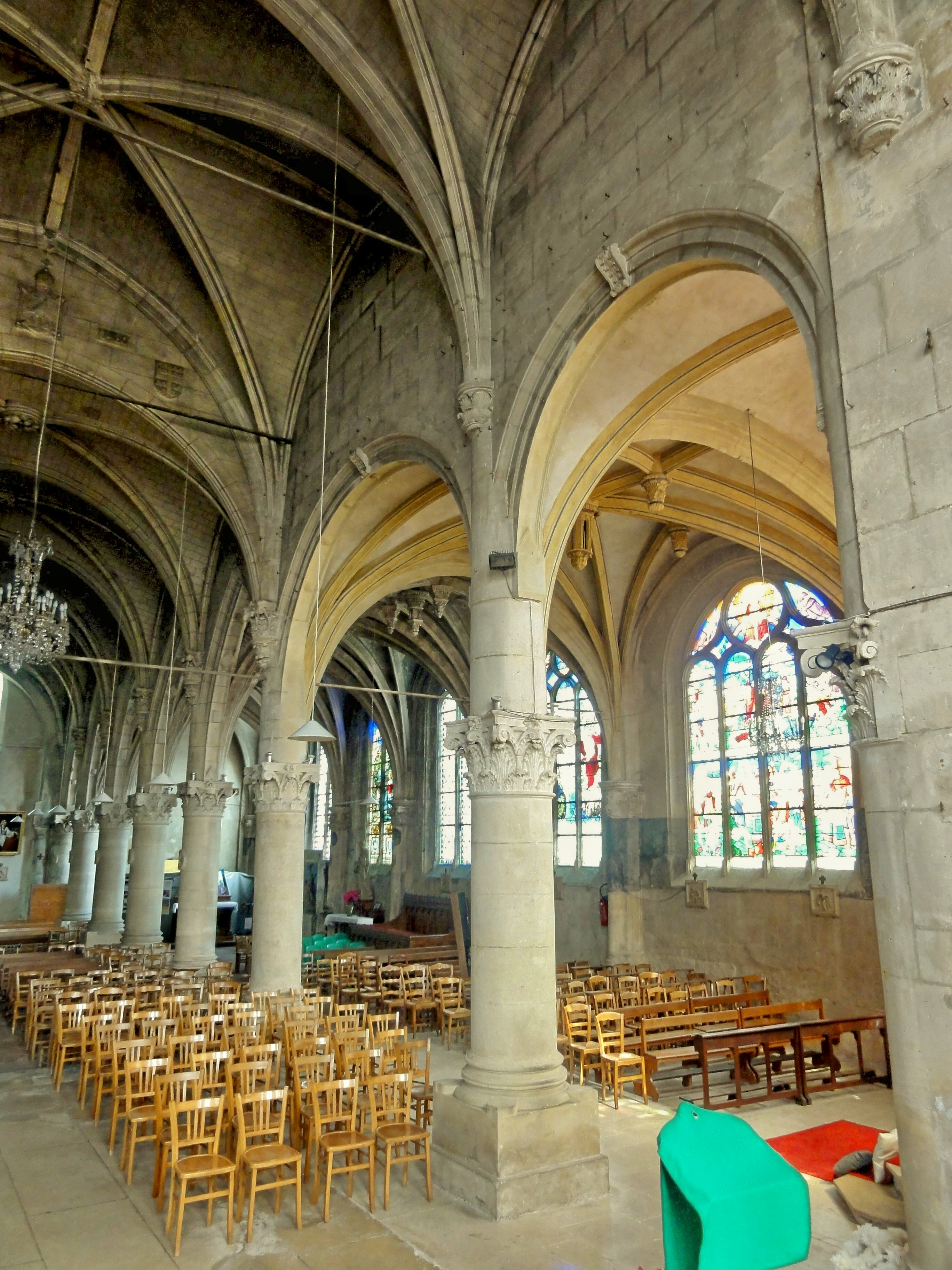
Autre vue des grandes au nord ; vue vers l'ouest.
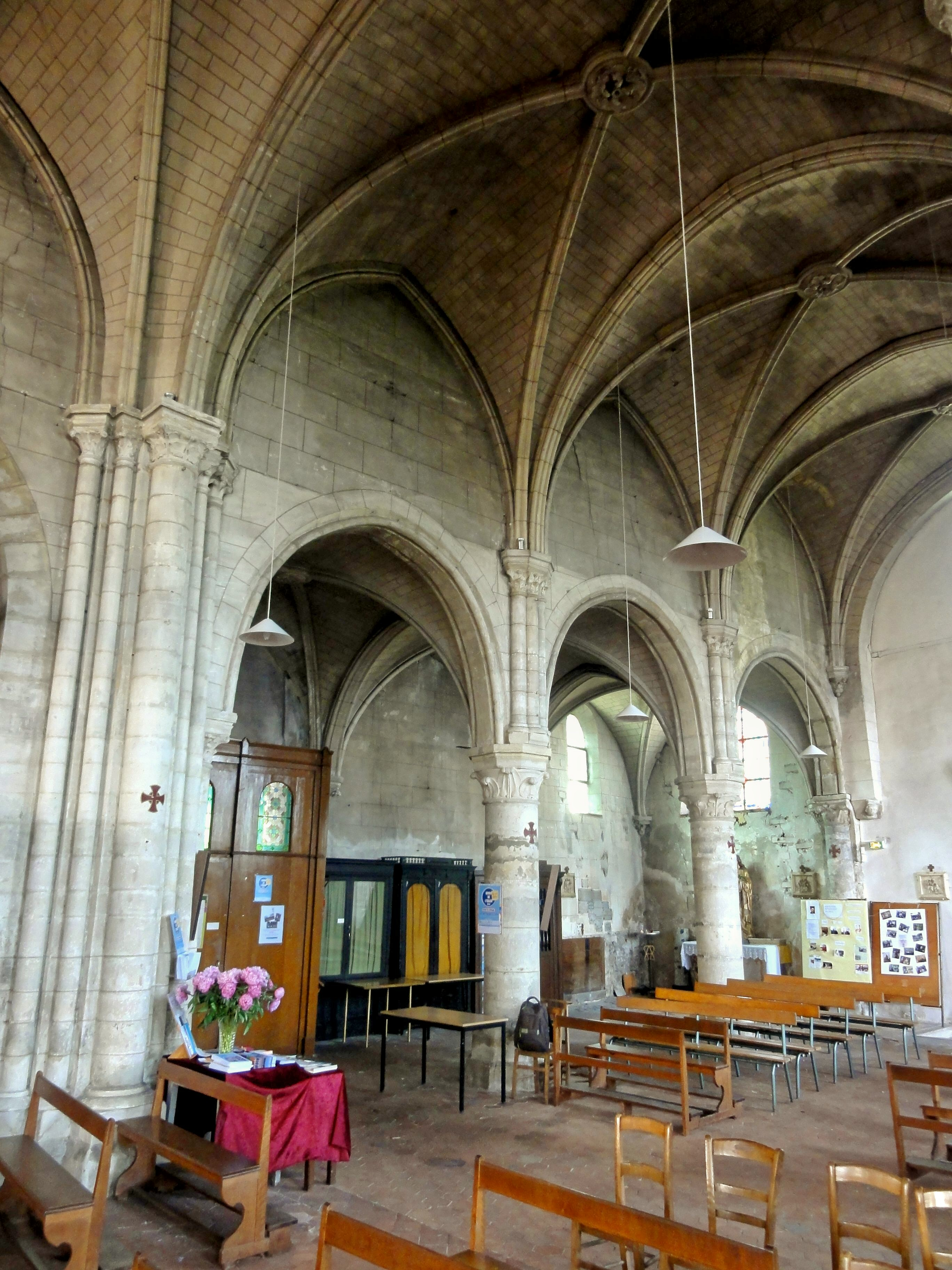
Grandes arcades au sud de la nef ; vue vers l'ouest.
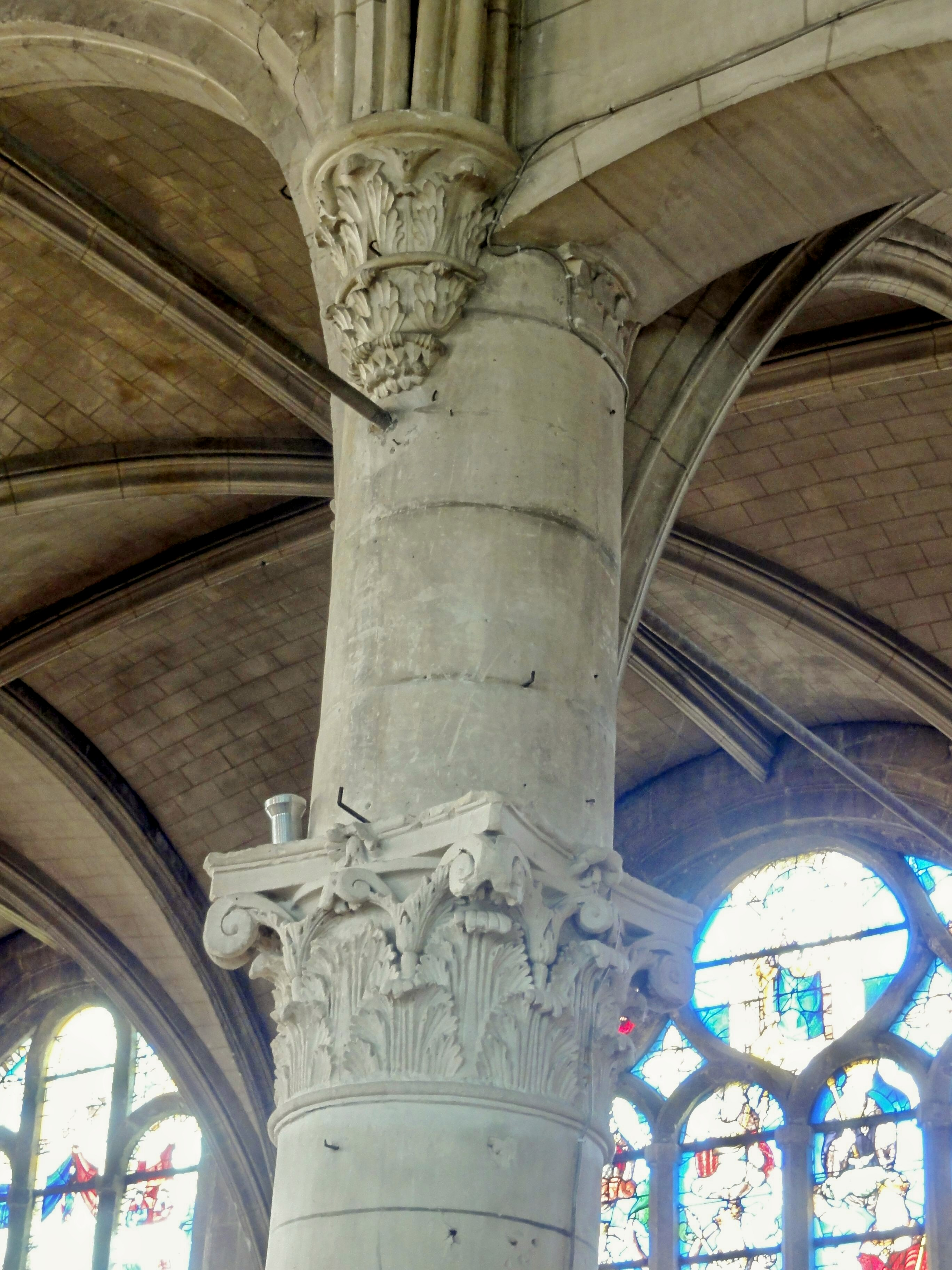
Disposition entre la 5e et la 6e travée, au sud.
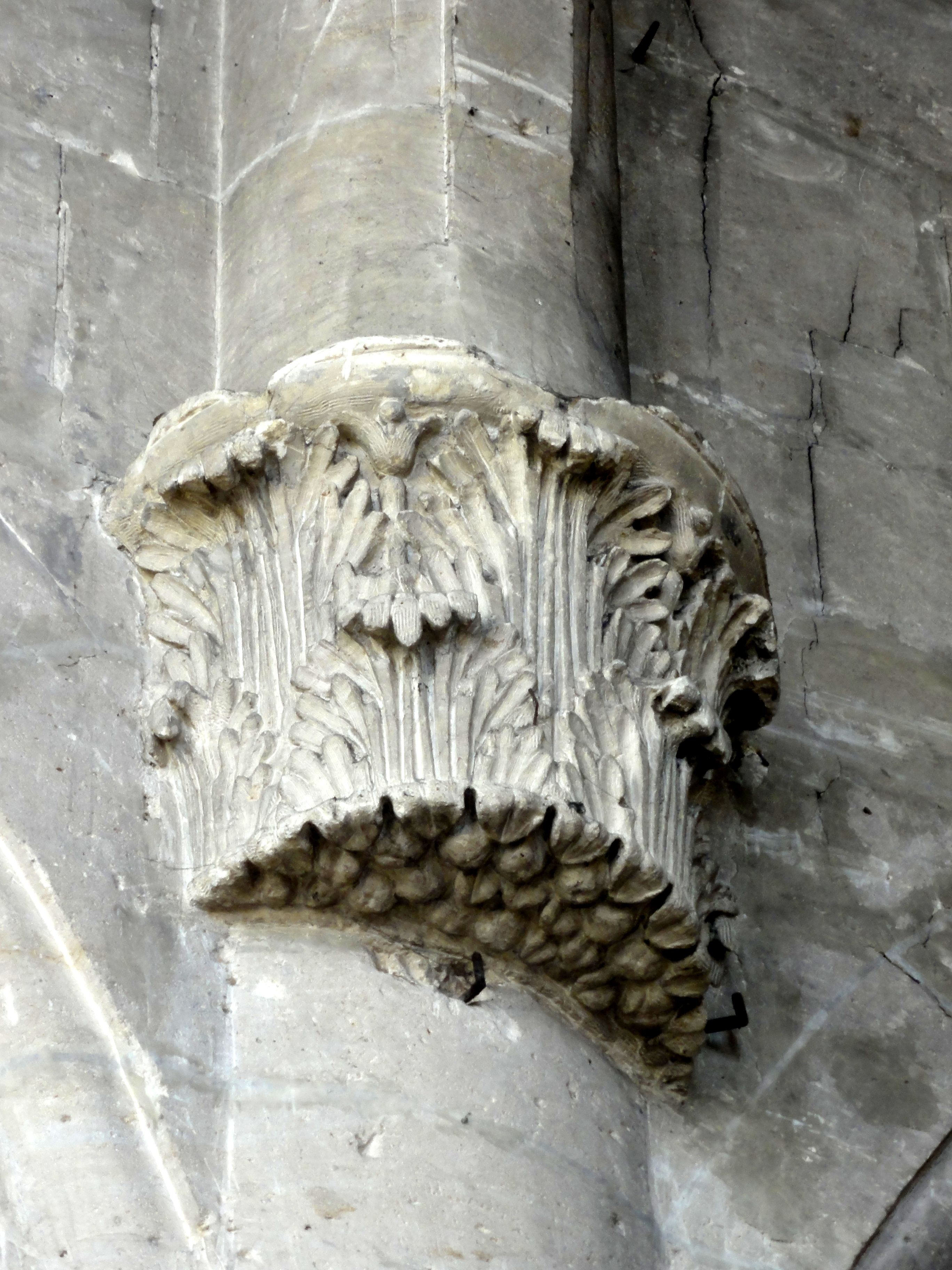
Chapiteau du second ordre au sud du chœur.

#### Collatéral nord

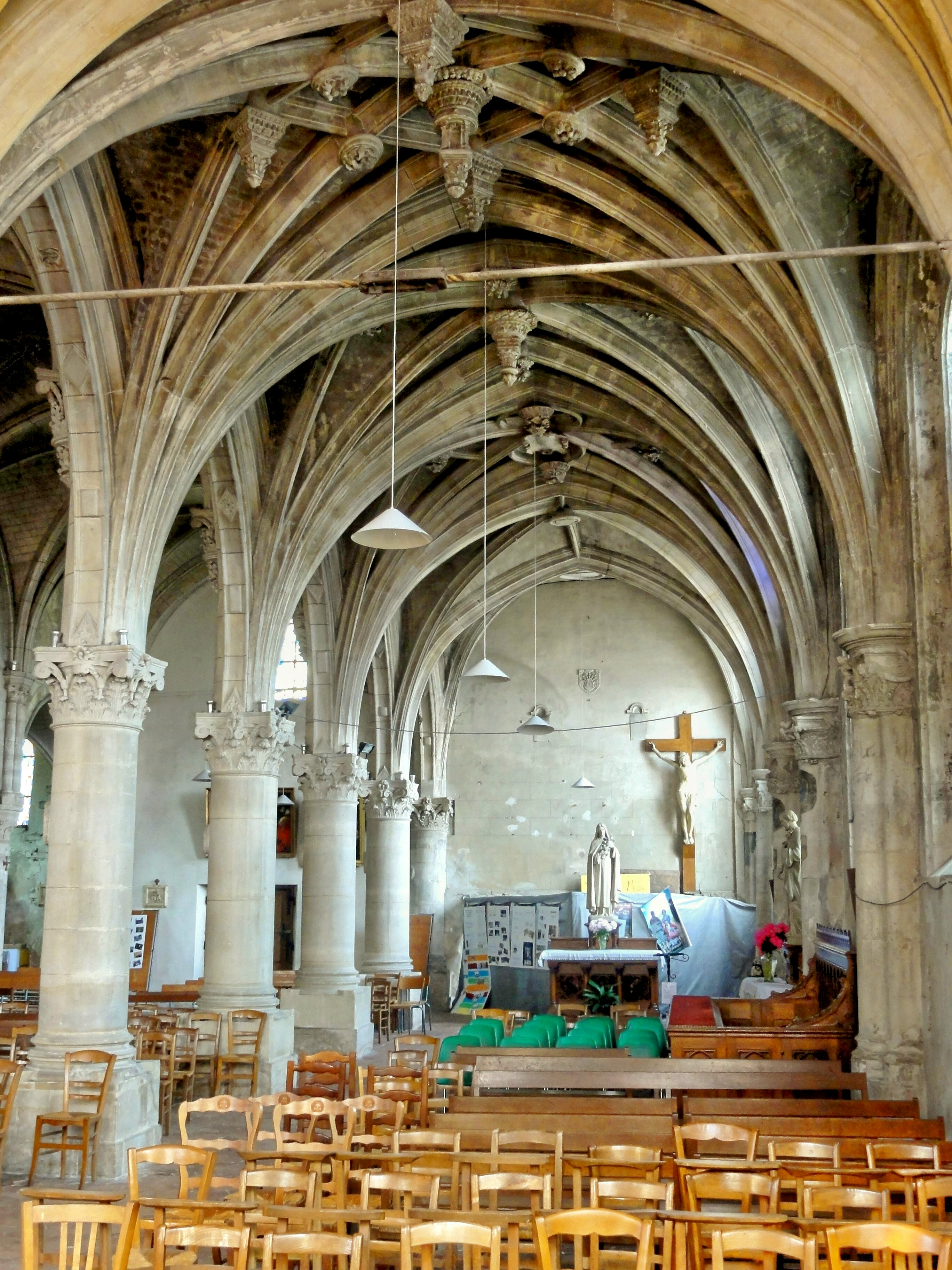
Collatéral nord, vue vers l'ouest.

Le collatéral sud est le fruit de deux campagnes de construction, la première s'étant terminée en 1542 d'après la date gravée sur le cinquième contrefort (en comptant depuis la façade). Elle porte sur les cinq premières travées, conformément au nombre de travées reconstruites du vaisseau central. Le chœur roman, dont la démolition était sans doute déjà envisagée depuis de longue date, n'est donc pas doté d'un collatéral neuf. L'on attend sa suppression pour construire d'un seul jet un nouveau chœur de deux travées et deux autres travées du collatéral, vers 1550 environ. La septième et dernière travée comporte un mur biais au nord-est du fait du passage de la rue derrière le chevet. À l'instar des grandes arcades déjà décrites, les fenêtres des cinq premières travées sont également en tiers-point. Les quatre premières sont à un seul meneau central, et comportent deux arcades en plein cintre surmontées par un oculus ou soufflet. La cinquième est à deux meneaux, et comporte trois arcades en plein cintre, dont celles des extrémité sont surmontées par une accolade encadrant le soufflet au centre. Le même type de remplage flamboyant tardif à soufflets et mouchettes est employé pour la baie à quatre formes de la sixième travée. Dans la septième travée, l'on trouve une baie à trois formes surmontées par deux oculi dans le mur biais, et une baie plus étroite identique à celle des quatre premières travées dans le mur du chevet.
Après les vitraux qui font le principal attrait de l'église, c'est le voûtement qui représente l'intérêt du collatéral nord. Règnent les nervures prismatiques qui se fondent dans les piliers cylindriques isolés au-dessus des chapiteaux corinthiens, et dans les piliers ondulés engagés dans le mur, propre au style flamboyant. Les chapiteaux corinthiens sont contraires à ce style, car la logique des nervures pénétrantes est justement de pouvoir renoncer aux chapiteaux afin d'éviter toute lourdeur et d'obtenir une construction élégante et élancée. Les consoles Renaissance que portent les piliers ondulés le long du mur n'auraient donc pas lieu d'être, mais elles sont d'une belle facture et assez intéressantes, car associant feuilles d'acanthe et guirlandes à de tout petits chérubins, malheureusement souvent abîmés. La voûte de la première et de la deuxième travée évoquent les dernières voûtes du vaisseau central. Leurs voûtains sont subdivisés par des liernes, mais le dessin reste en somme très simple, et les médaillons des clés de voûte ne sont pas décorés. Les voûtes de la troisième à la sixième travée présentent des dessins compliqués et des clés de voûte pendantes. Dans la troisième travée, le sommet de la voûte est occupé par quatre boucles, une par voûtain, qui sont reliées aux extrémités de la voûte par des tiercerons. Dans la quatrième travée, l'on trouve un dessin à liernes et tiercerons classique. Dans la cinquième travée, le dessin est en étoile à losange central : la voûte est subdivisée en huit segments par les ogives et liernes, et un losange occupe le sommet. Les nervures se croisent en neuf points, qui sont tous agrémentés d'une clé. Dans la sixième travée, l'on trouve une deuxième fois un dessin à liernes et tiercerons classiques, avec des liernes qui rejoignent toutefois les doubleaux et le formeret, contrairement à la quatrième travée. La septième travée ne possède qu'une voûte sur croisée d'ogives simple, mais ornée d'une clé pendante. Elle est considérée comme chapelle Sainte-Geneviève et dédiée à cette sainte, qui est la deuxième patronne de la paroisse. Initialement, ce fut la chapelle Saint-Nicolas, auquel l'un des vitraux est toujours consacré. La chapelle Saint-Nicolas aurait été « reportée plus bas, dans la travée de gauche, adossée à un contrefort », d'après Octave Comartin, qui n'est pas bien clair ici.

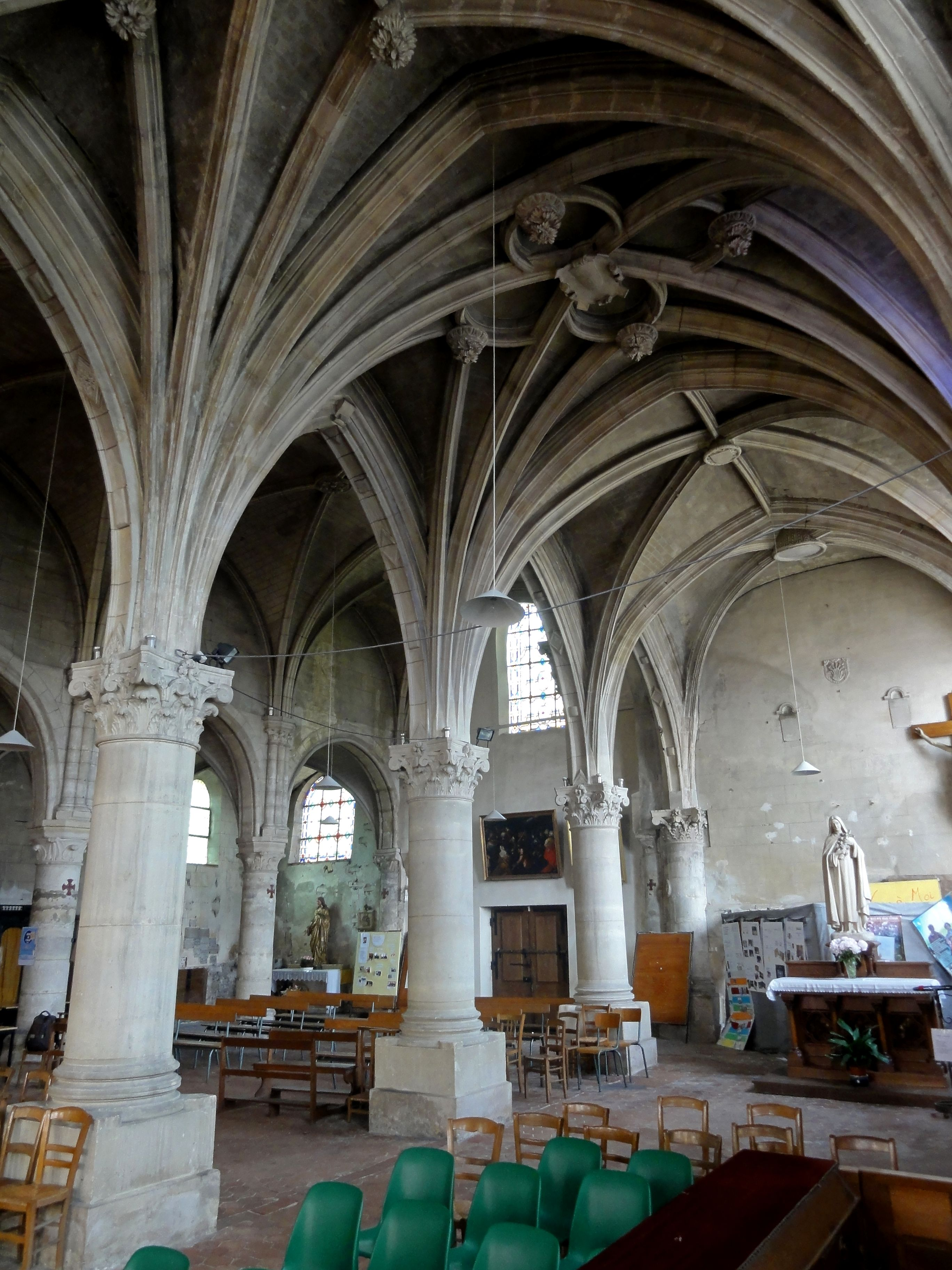
Les quatre premières travées ; vue vers l'ouest.
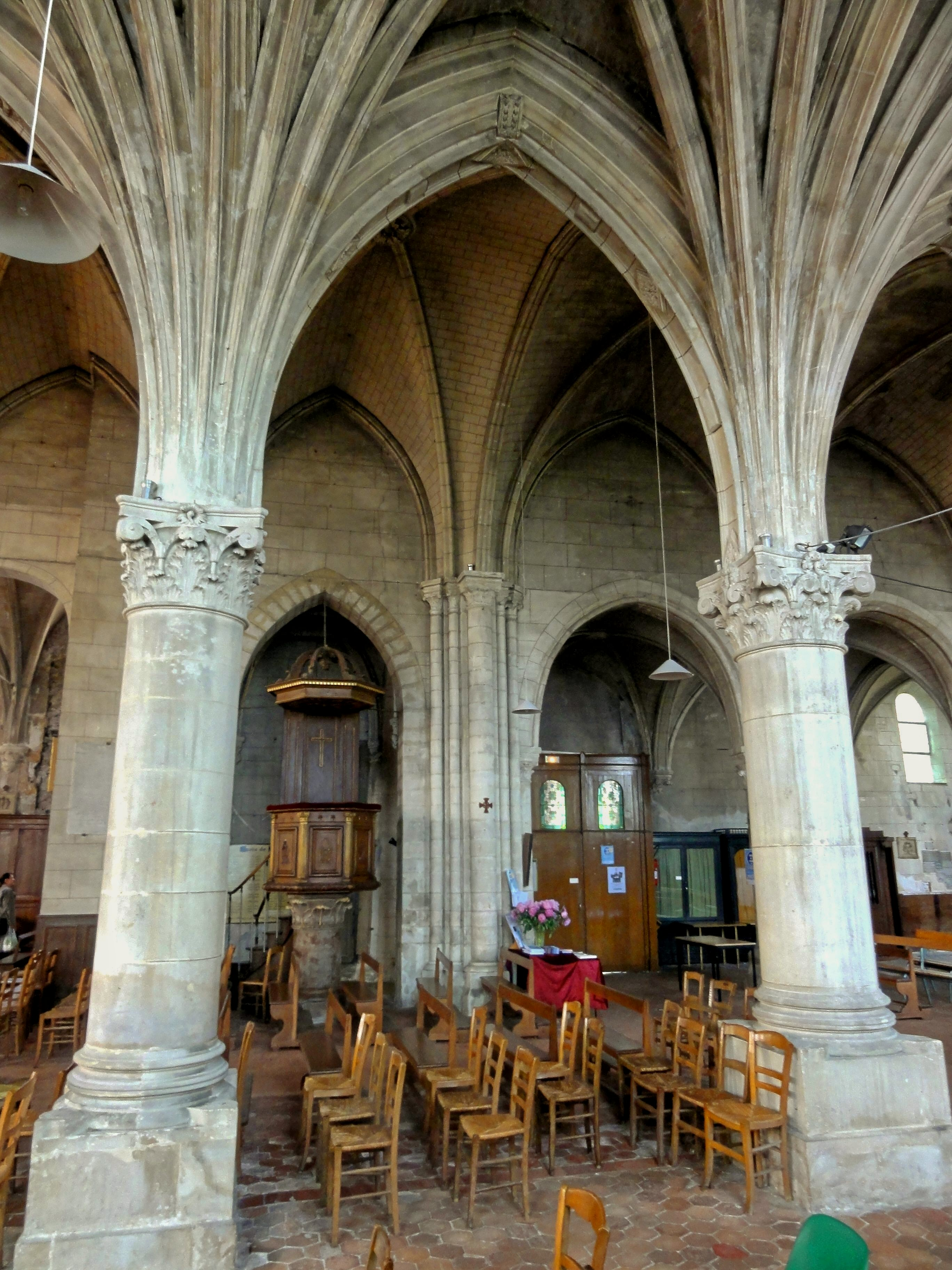
Vue par la 4e grande arcade vers le sud.
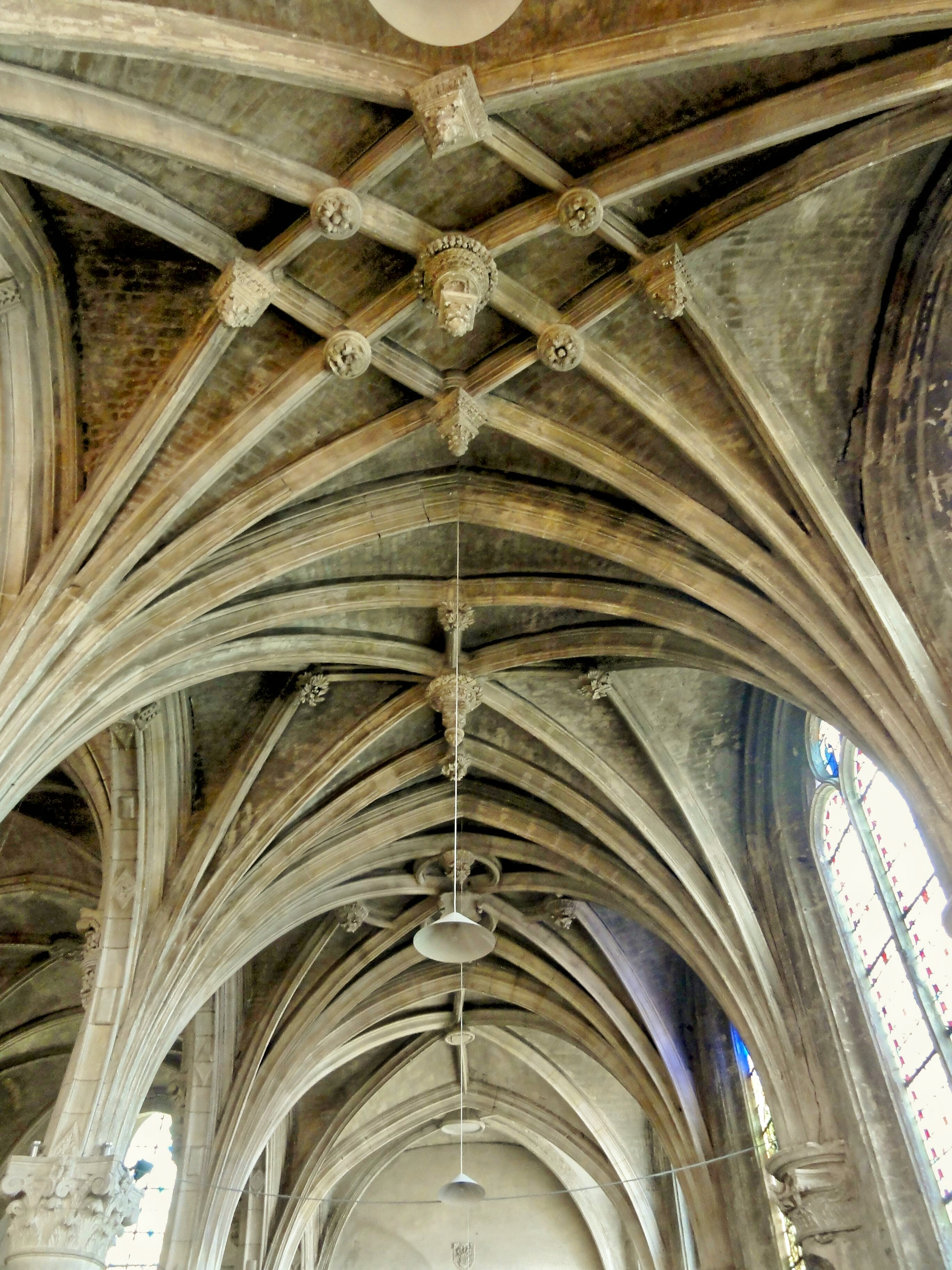
Voûtes de la 5e à la 1re travée.
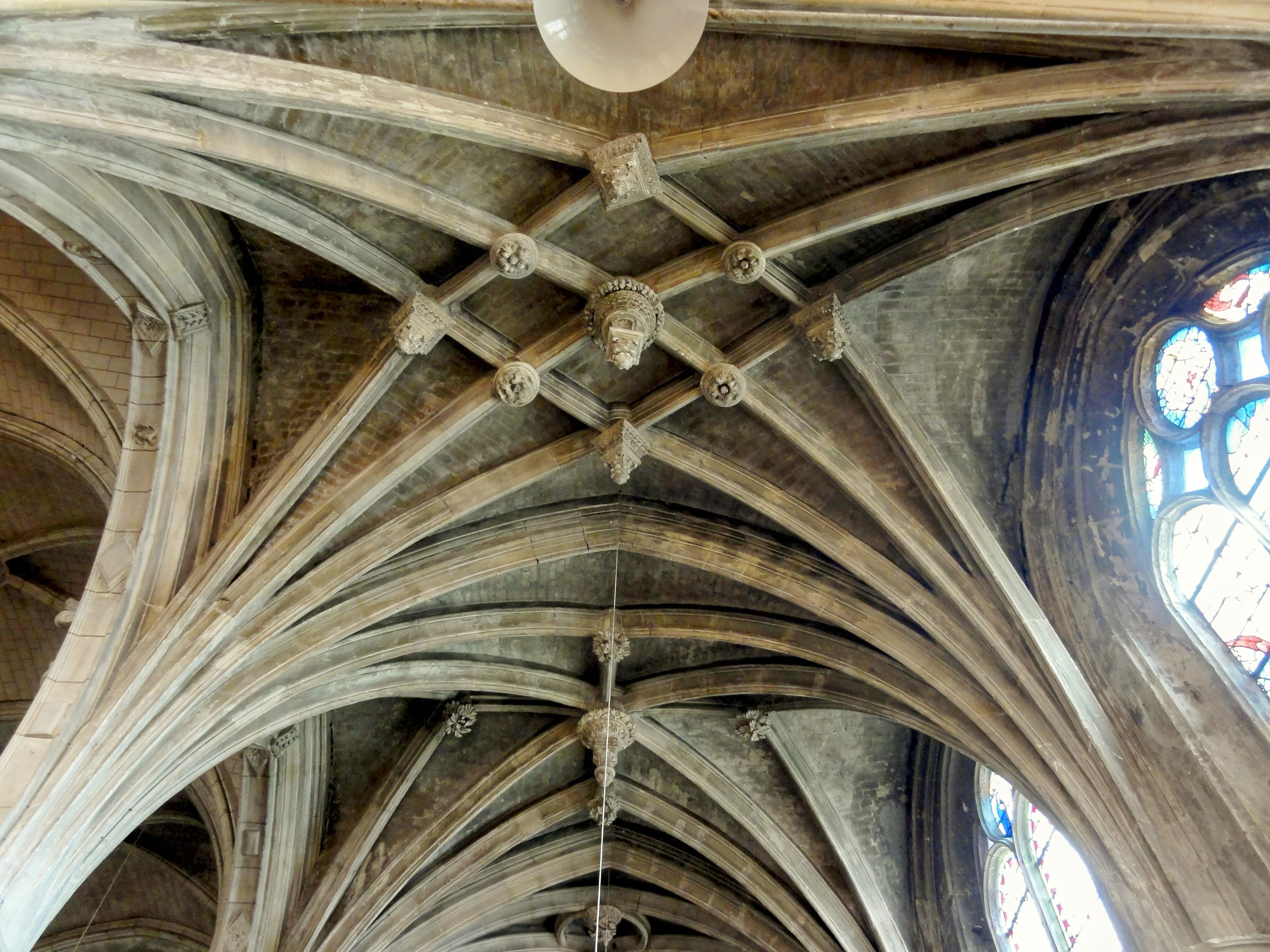
Voûte de la 5e travée, en étoile à losange central.
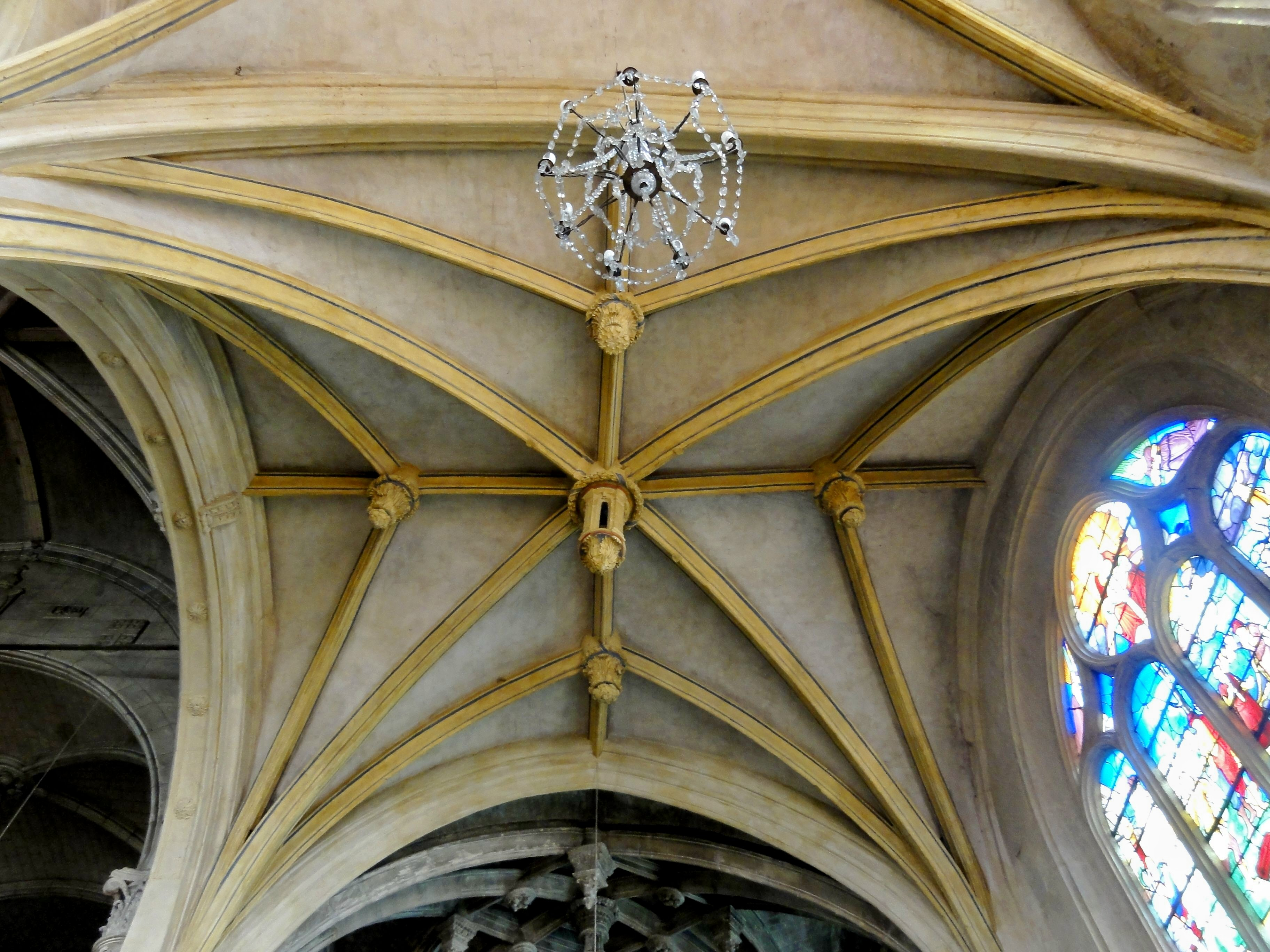
Voûte de la 6e travée, à liernes et tiercerons.
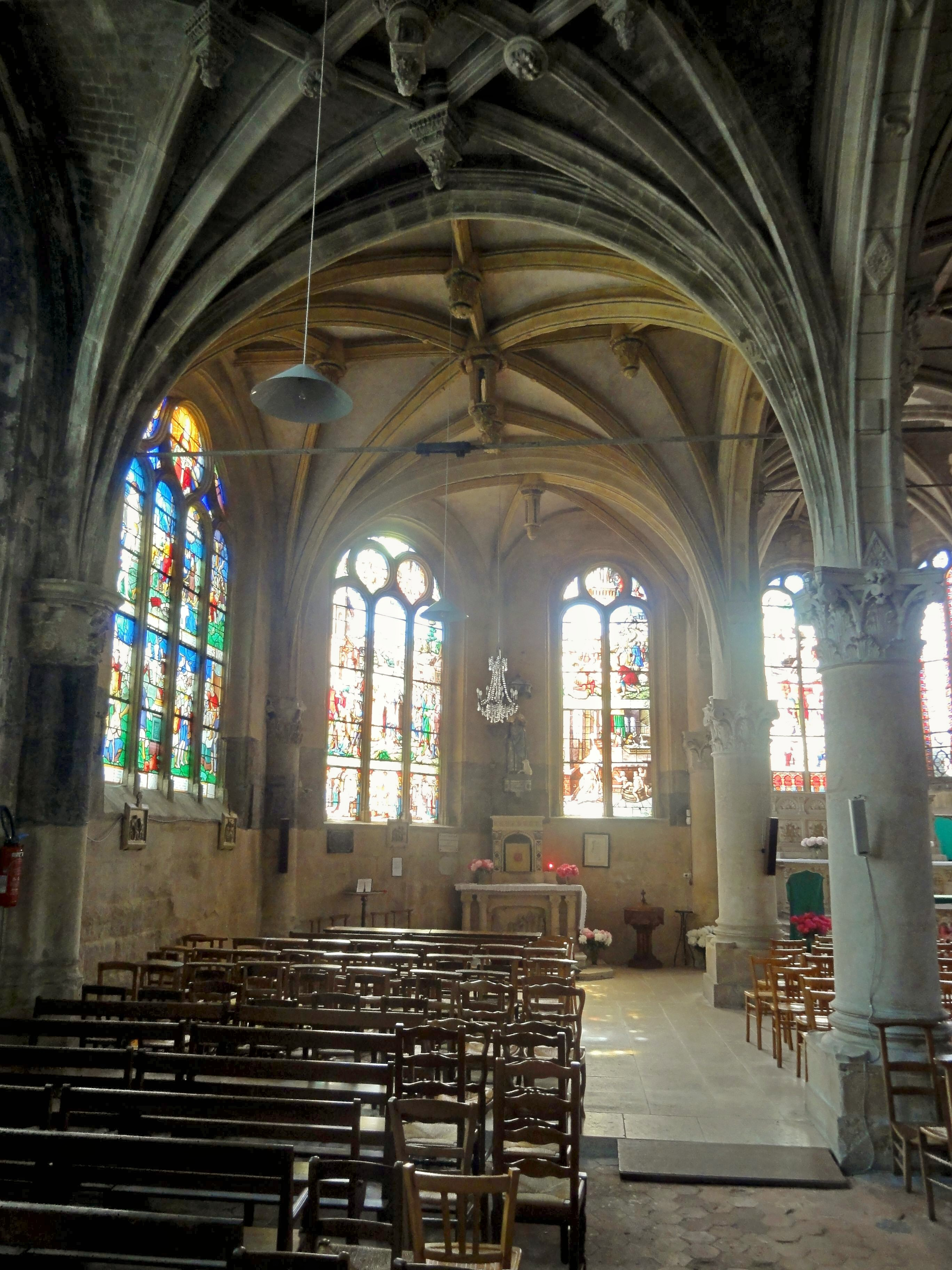
Chevet du collatéral nord.

#### Collatéral sud
Hormis les grandes arcades qui appartiennent en même temps au chœur, le collatéral nord ne renferme d'authentique que les vitraux, et cette partie de l'église est vraiment avant tout un support pour ces vitraux de premier intérêt, dont l'arbre de Jessé (voir plus bas). Devant le chevet, la statue en bois de la Vierge à l'Enfant du XVIe siècle a été donnée à l'église avant 1865 par la baronne de Doucette. Elle a la particularité de détourner sa tête de Jésus, qui tient entre ses mains deux bâtons évoquant la Croix et augurant de la mort qu'il devra trouver. Cette statue est une œuvre anonyme d'une grande qualité. Le soubassement des fenêtres est revêtu par des boiseries médiocres, et le voûtement réalisé en bois et plâtre date du troisième tiers du XIXe siècle. Le mur occidental du collatéral correspond à la base du clocher et fait apparaître une haute arcade en plein cintre bouchée, sans doute pour stabiliser le clocher, et ne laissant libre qu'une petite arcade brisée. À gauche de l'arcade bouchée, les contreforts du clocher font saillie dans l'intérieur de l'église.

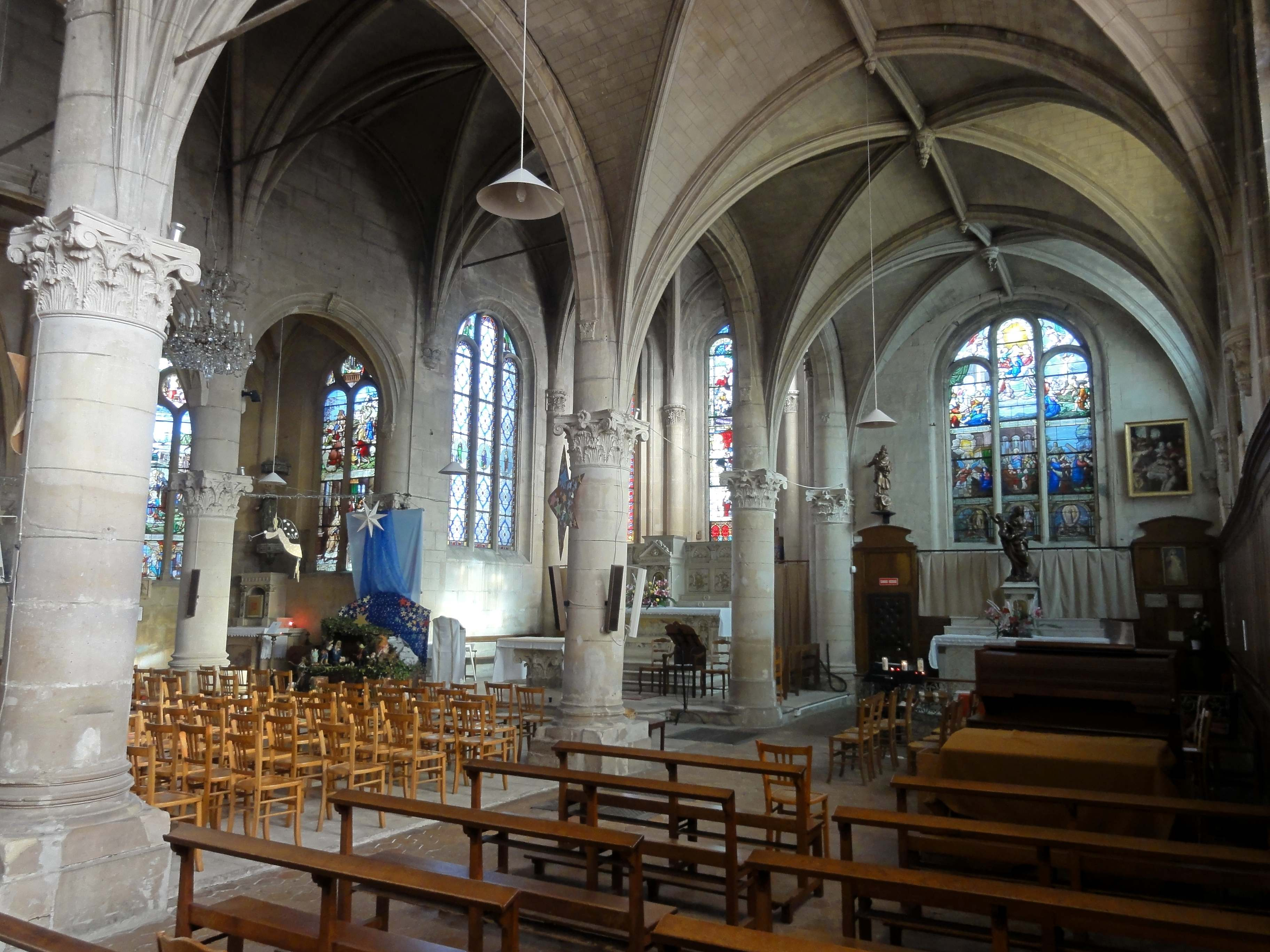
Collatéral sud, vue vers le nord-est.
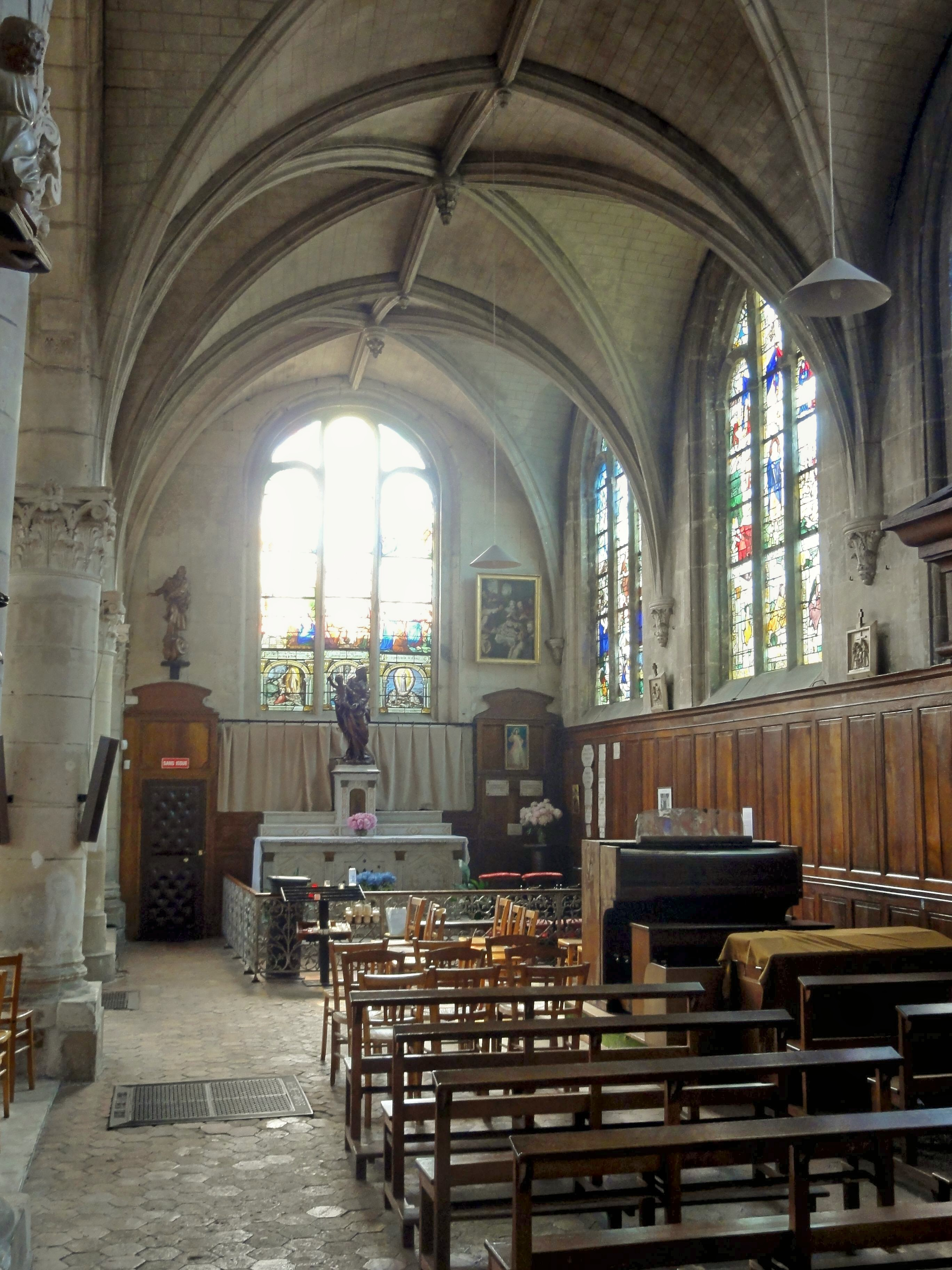
Collatéral sud, vue vers l'est.
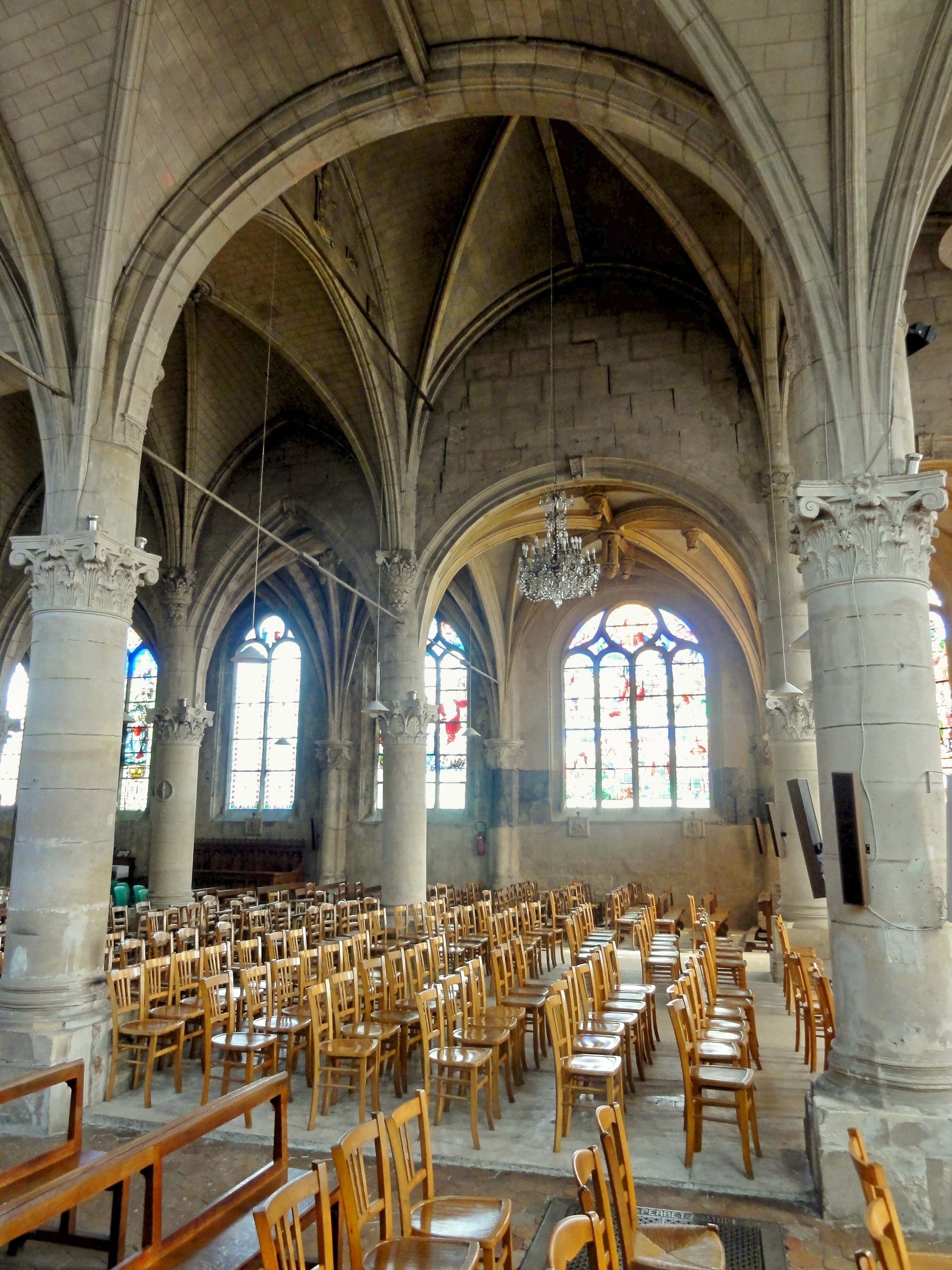
Sixième travées, vue sud-nord.
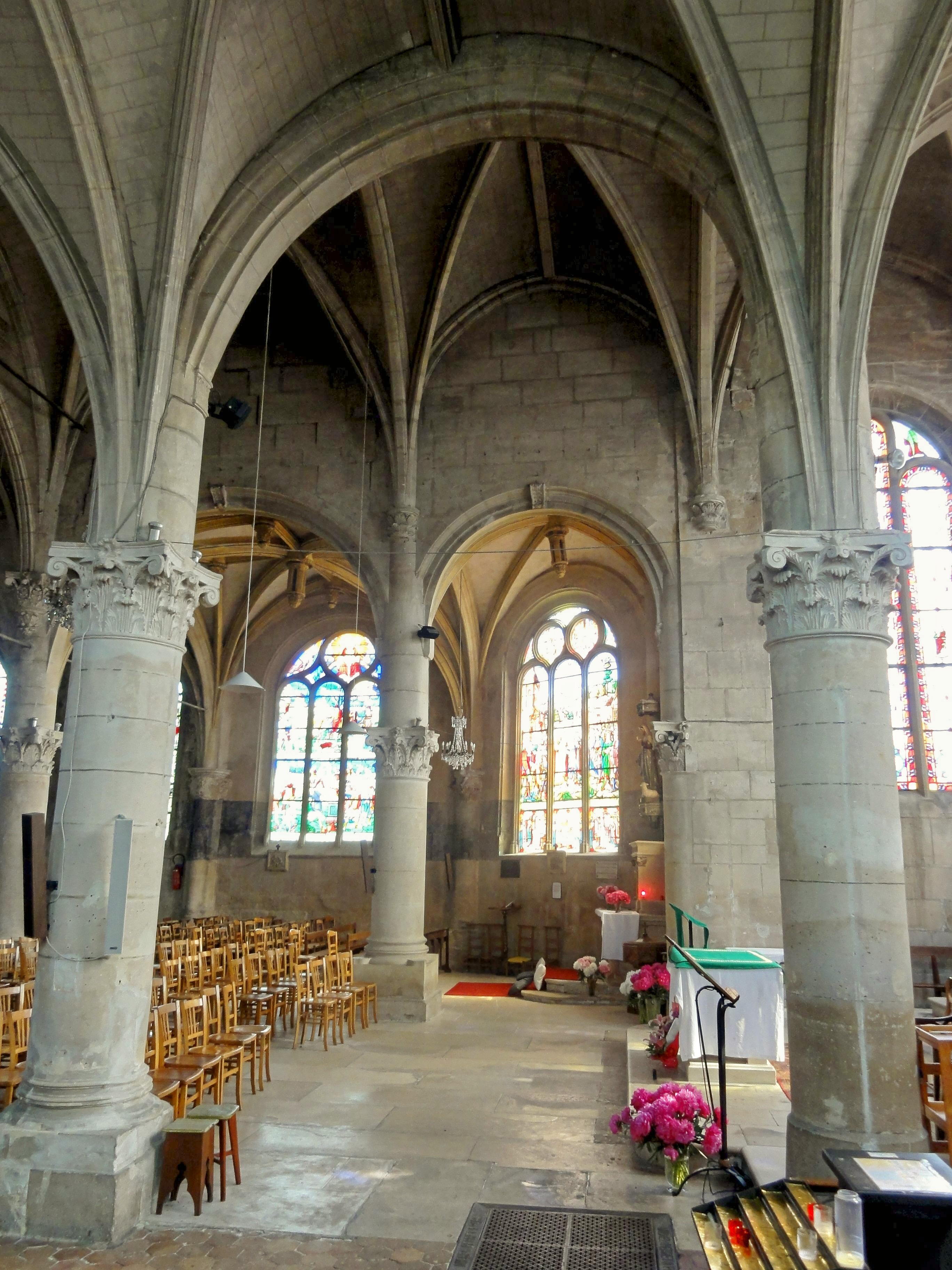
Vue par la 3e grande arcade vers le nord.
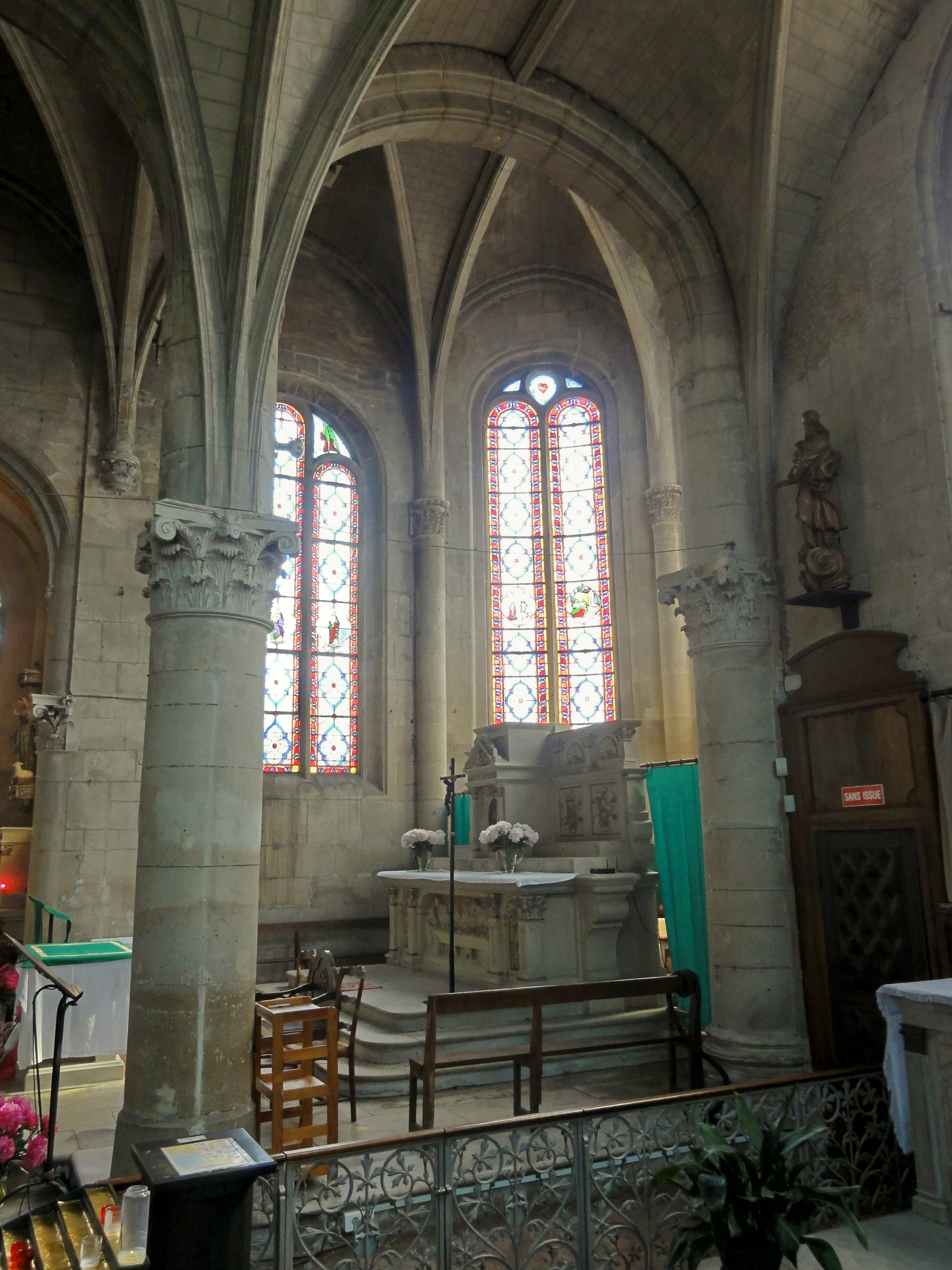
Vue par la 4e grande arcade sur le sanctuaire.
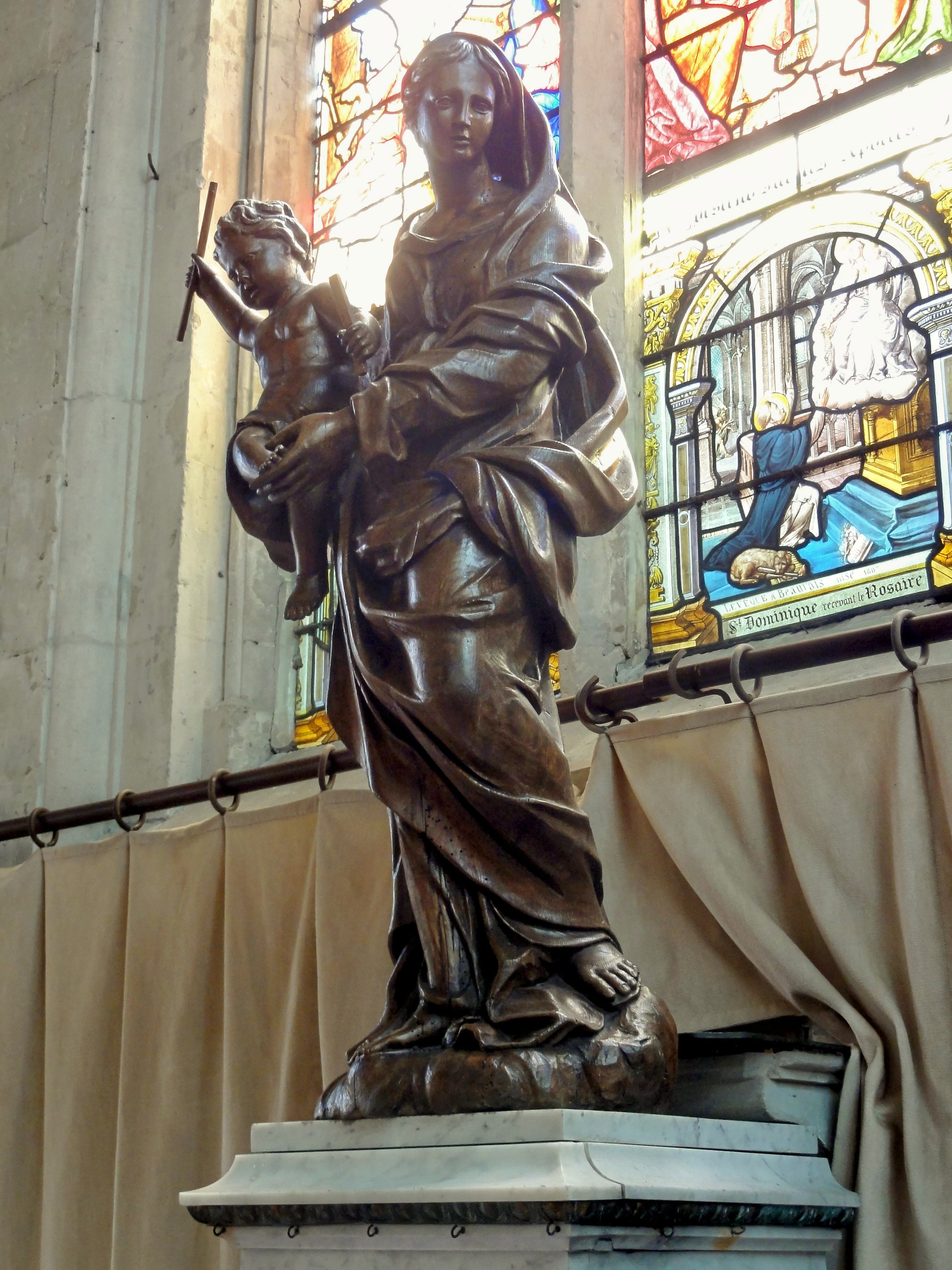
Vierge à l'Enfant.

## Mobilier

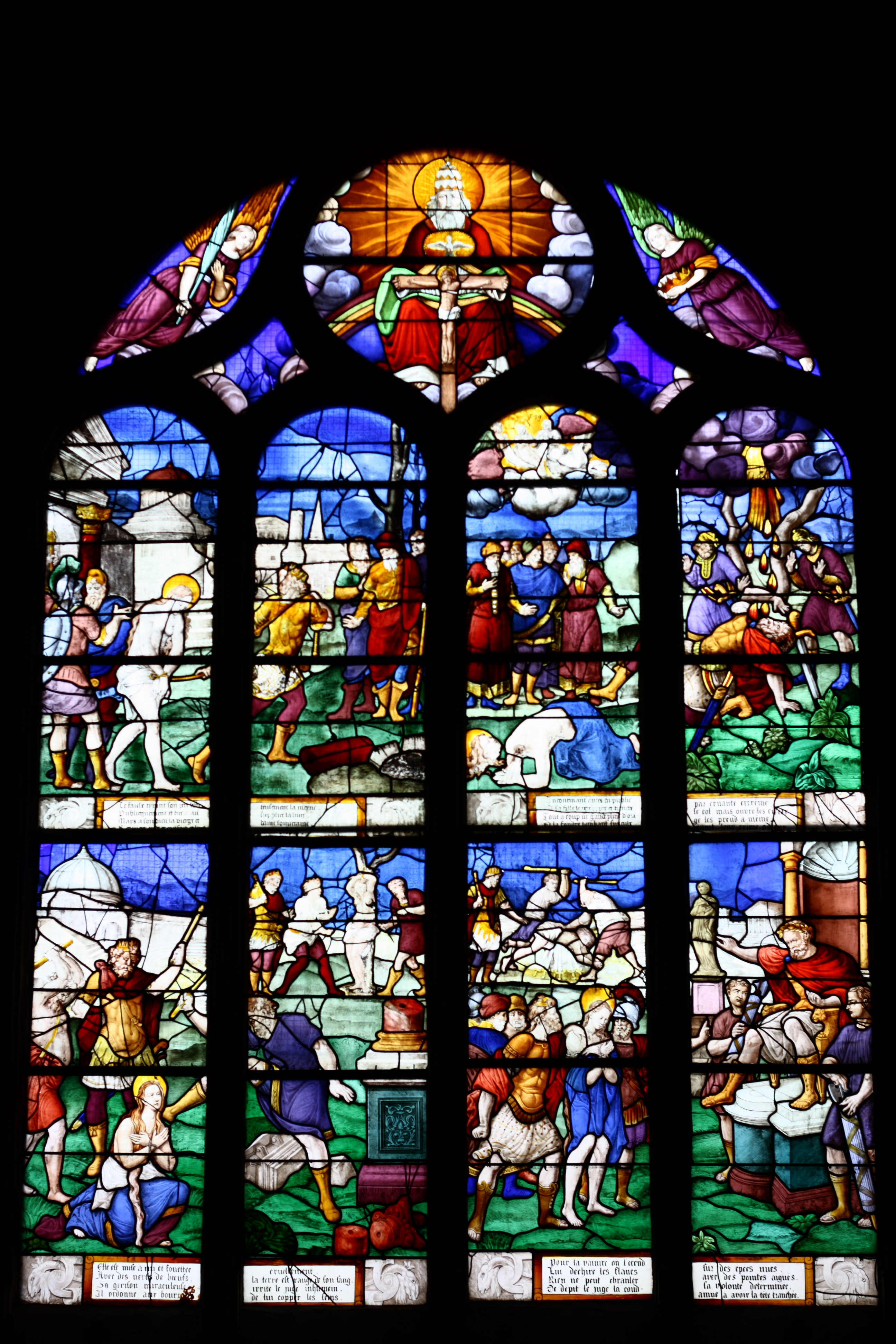
Vitrail de sainte Barbe.

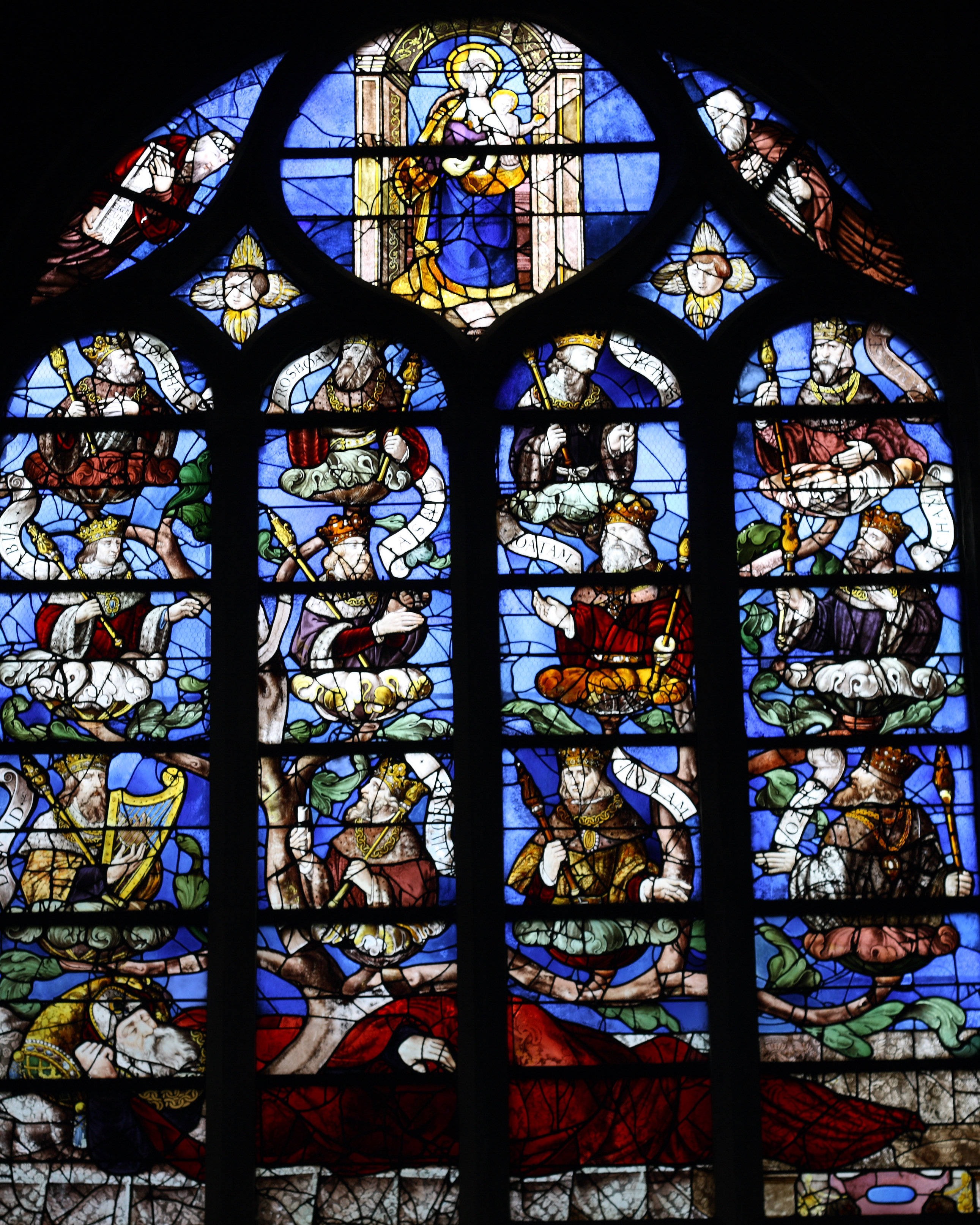
Vitrail de l'Arbre de Jessé.

L'intérêt de l'église réside surtout dans ses six grandes verrières Renaissance. Elles ont été très restaurées et se composent pour partie de fragments, et les différents panneaux n'ont trouvé leur emplacement actuel qu'en 1949. Les fragments du XVIe siècle sont classés monuments historiques au titre objet depuis 1897 :
- Vitrail de la résurrection du Christ, au centre du chevet : La verrière centrale de l'abside regroupe des panneaux provenant de trois vitraux distincts. Le registre inférieur date des années 1550. L'on y voit sainte Geneviève portant un cierge dont un ange protège la flamme, alors qu'un diable tente de l'éteindre. Le registre médian est l'œuvre du même artiste qui a confectionné la plupart des vitraux de la collégiale Saint-Martin de Montmorency, vraisemblablement Jean Chastellain. La scène représentée est la Messe de saint Grégoire, et les panneaux sont datables des années 1520. Le registre supérieur illustre la résurrection du Christ, avec la scène du Noli me tangere en arrière-plan à droite. Ces panneaux datent des années 1560 ou 1570[27].
- Vitrail de la Nativité, 4e et dernière travée du collatéral sud du chœur, côté sud : Il regroupe plusieurs fragments se rapportant à Noël. Les lancettes de gauche et du centre montrent deux Nativités différentes, datant respectivement des années 1570 et 1560, la dernière traitée presque entièrement en grisaille. La lancette de droite datant de 1545 environ est consacrée à l'Adoration des mages, et présente une ressemblance frappante avec un vitrail de l'église Saint-Acceul d'Écouen. Tout le régistre supérieur contient un décorateur architecturé, comportant le château d'Écouen ; c'est une création à part entière des restaurateurs[27].
- Vitrail de saint Martin, 3e travée du collatéral sud du chœur : Il se compose pour l'essentiel de trois fragments d'un vitrail narrant la vie de saint-Martin, traité surtout à la grisaille et au jaune d'argent. L'on distingue l'apparition du Christ à saint Martin ; la chute du pin sacré et la messe miraculeuse. D'un ou deux autres vitraux, proviennent une Adoration des mages et la figure très recomposée d'un donateur[27].
- Vitrail de l'arbre de Jessé, 2e travée du collatéral sud du chœur : Seul vitrail à quatre lancettes de l'église, cette interprétation de l'arbre de Jessé est le vitrail le plus réputé de l'église. Il daterait de 1572, selon une inscription jadis lisible en bas à droite, qui a disparu lors d'une restauration. L'église de Sully-sur-Loire possède une verrière presque identique, qui est susceptible de sortir du même atelier. Il est assez inhabituel que l'arbre de Jessé comporte les prophètes Isaïe et Moïse, comme c'est le cas à Groslay et Sully-sur-Loire. Les figures de la Vierge et de l'Enfant Jésus pourraient provenir d'un vitrail différent[27].
- Vitrail de sainte Barbe, 5e travée du collatéral nord : Datant des années 1540, c'est une composition narrative autour de la légende de sainte Barbe et son martyre, tirée de la Légende dorée de Jacques de Voragine. La succession des scènes du registre inférieur est de droite à gauche, à commencer par sa condamnation par son propre père. L'iconographie est très crue et soulignée par des textes explicatifs. Les codes de bienséance issus du concile de Trente mettront bientôt un terme à ce type de représentation[27].
- Vitrail du Baptême du Christ, 3e travée du collatéral nord : Il remonte aux années 1560 et a été restauré en 1985. Ce vitrail se lit de droite à gauche et du bas vers le haut. L'on y voit le Christ qui est baptisé dans le Jourdain par saint Jean-Baptiste, dont la couleur rouge du manteau évoque le martyr (Hérode Antipas lui fera couper la tête). L'ange dans la lancette de gauche réserve le manteau royal à Jésus, de couleur bleu. Au-dessus de la tête de Jésus, le décor de montagnes ne fait pratiquement pas ressortir la colombe blanche très stylisée qui symbolise le Saint-Esprit. Dans le médaillon tout en haut, est représenté Dieu le Père assis sur un nuage[28].

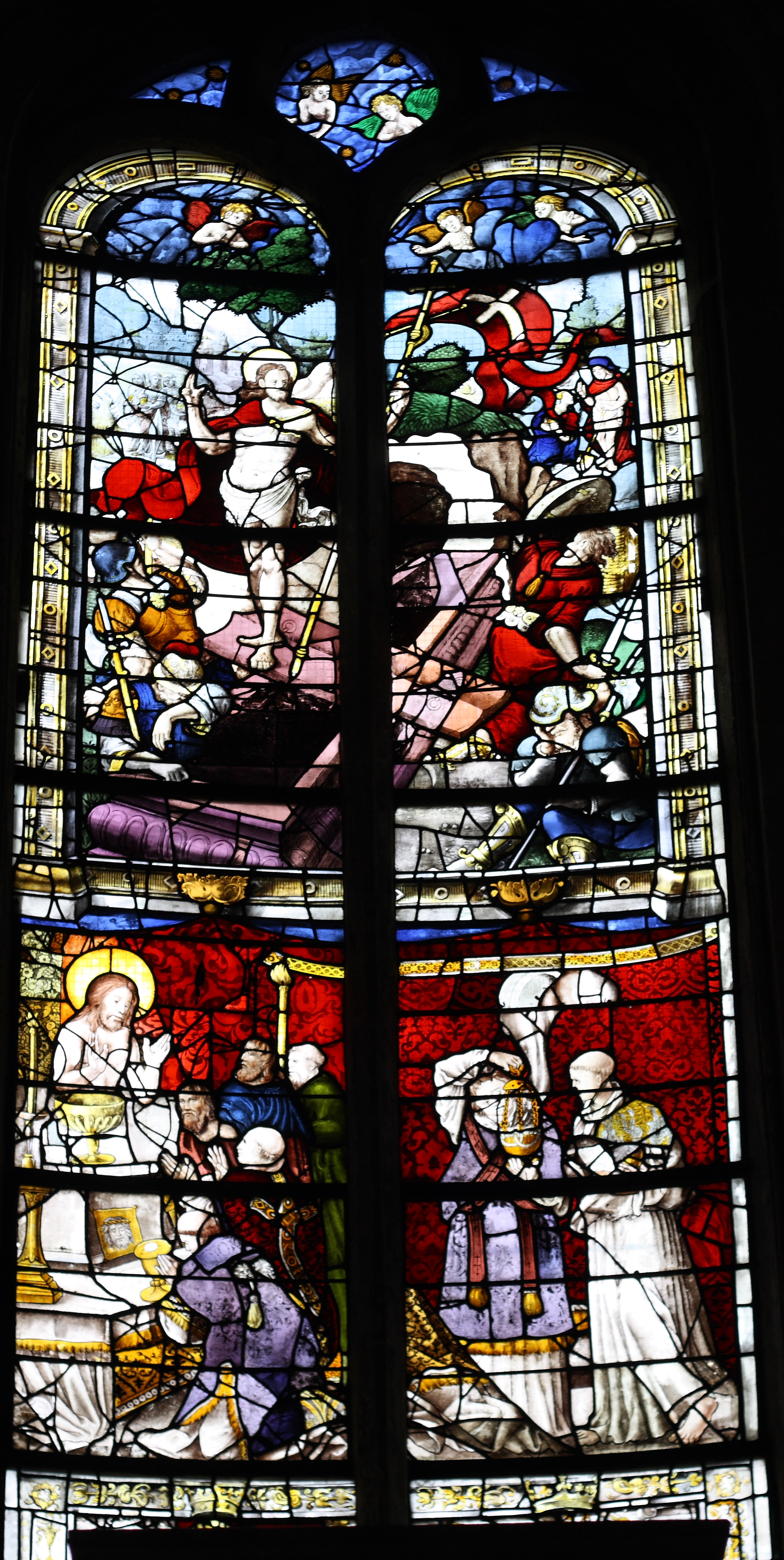
Vitrail de la Résurrection.
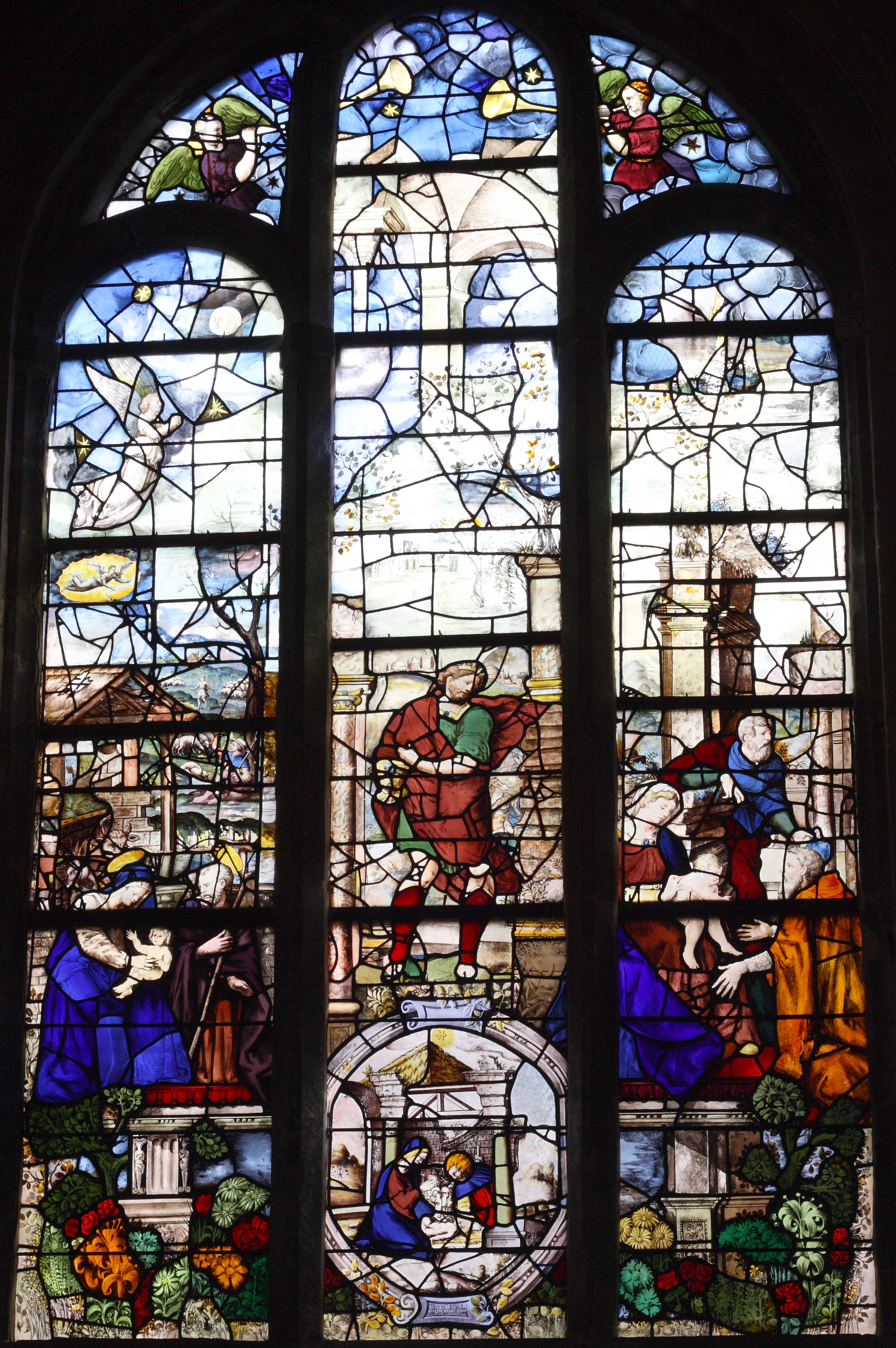
Vitrail de la Nativité.
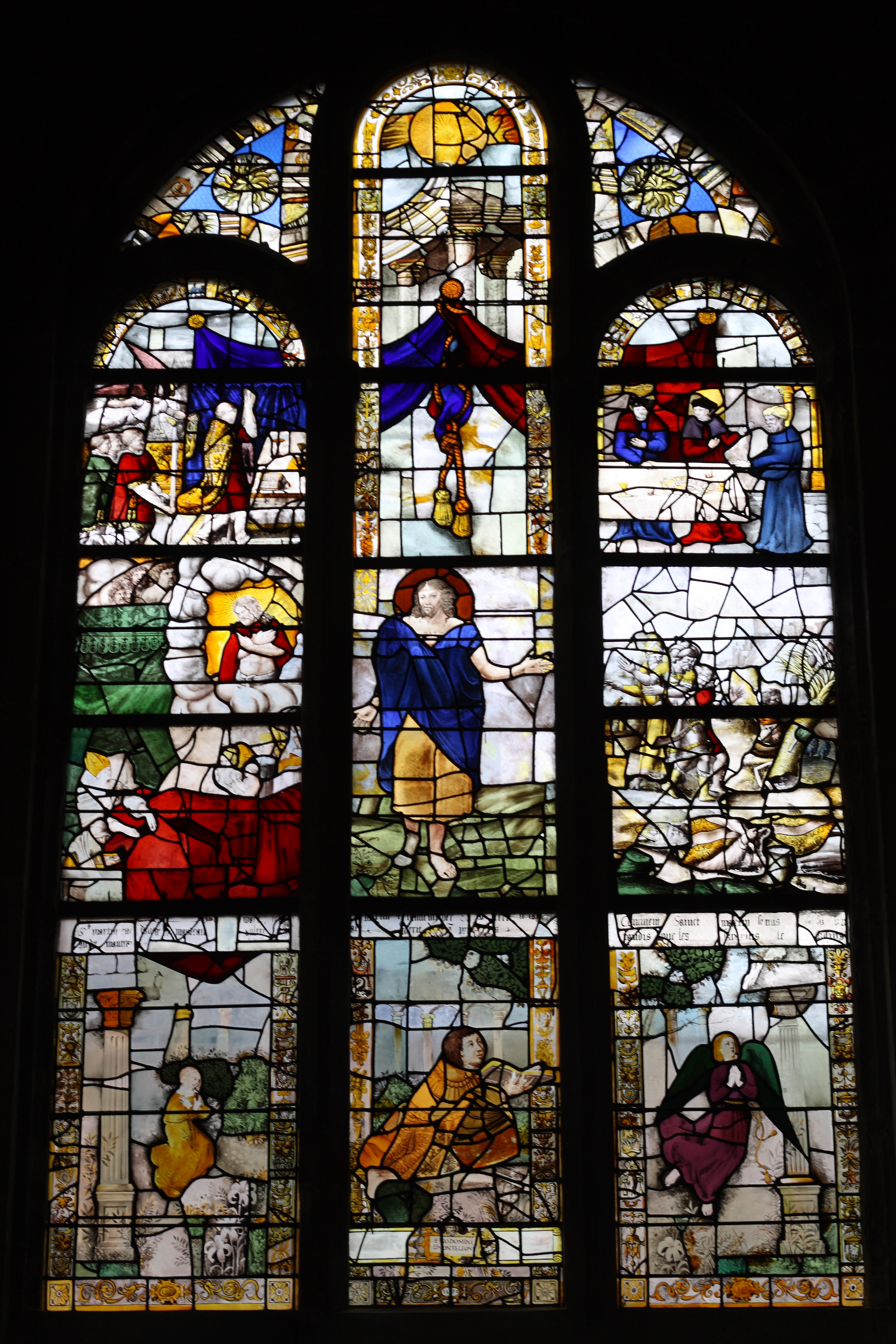
Vitrail de saint Martin.
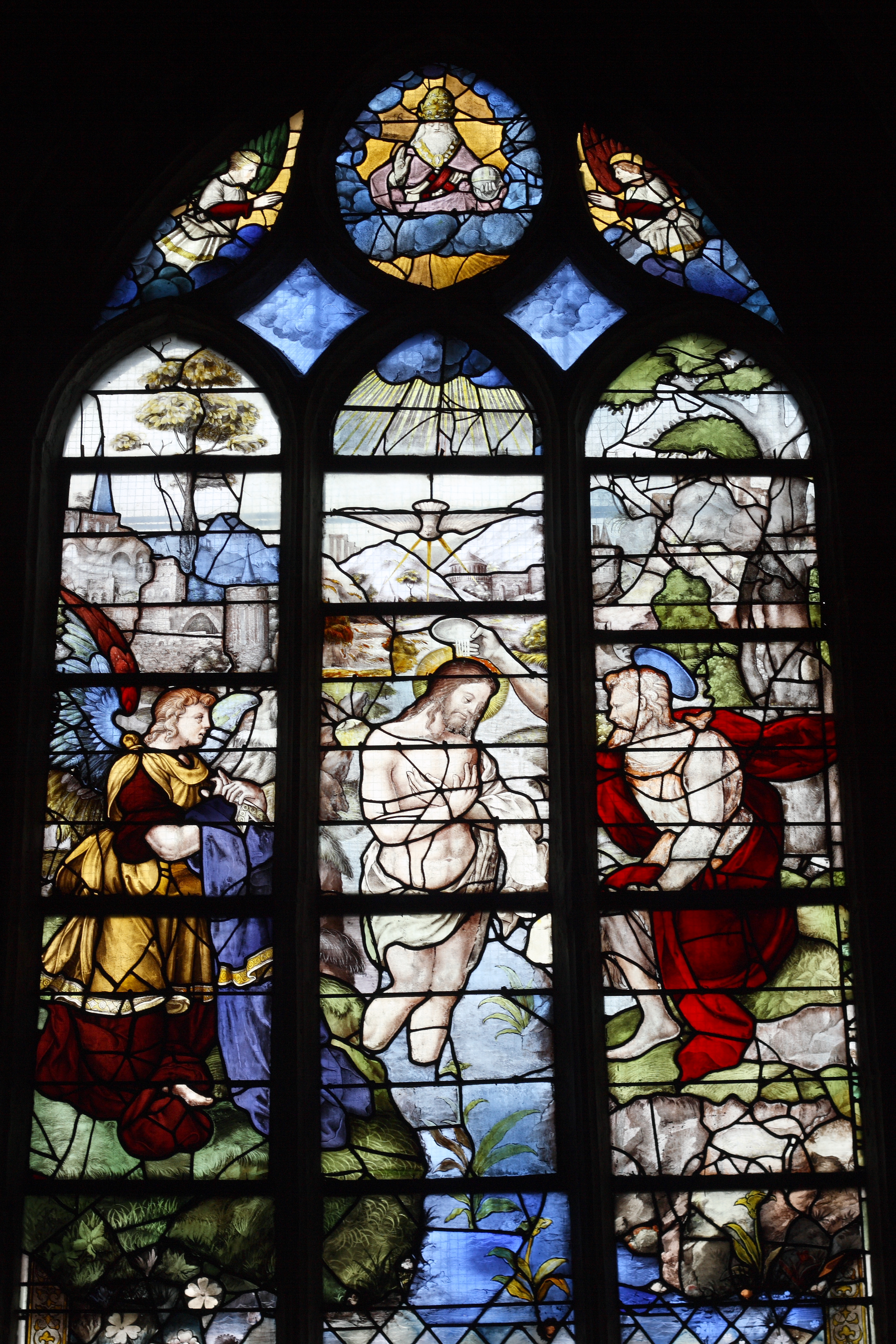
Vitrail du Baptême du Christ.
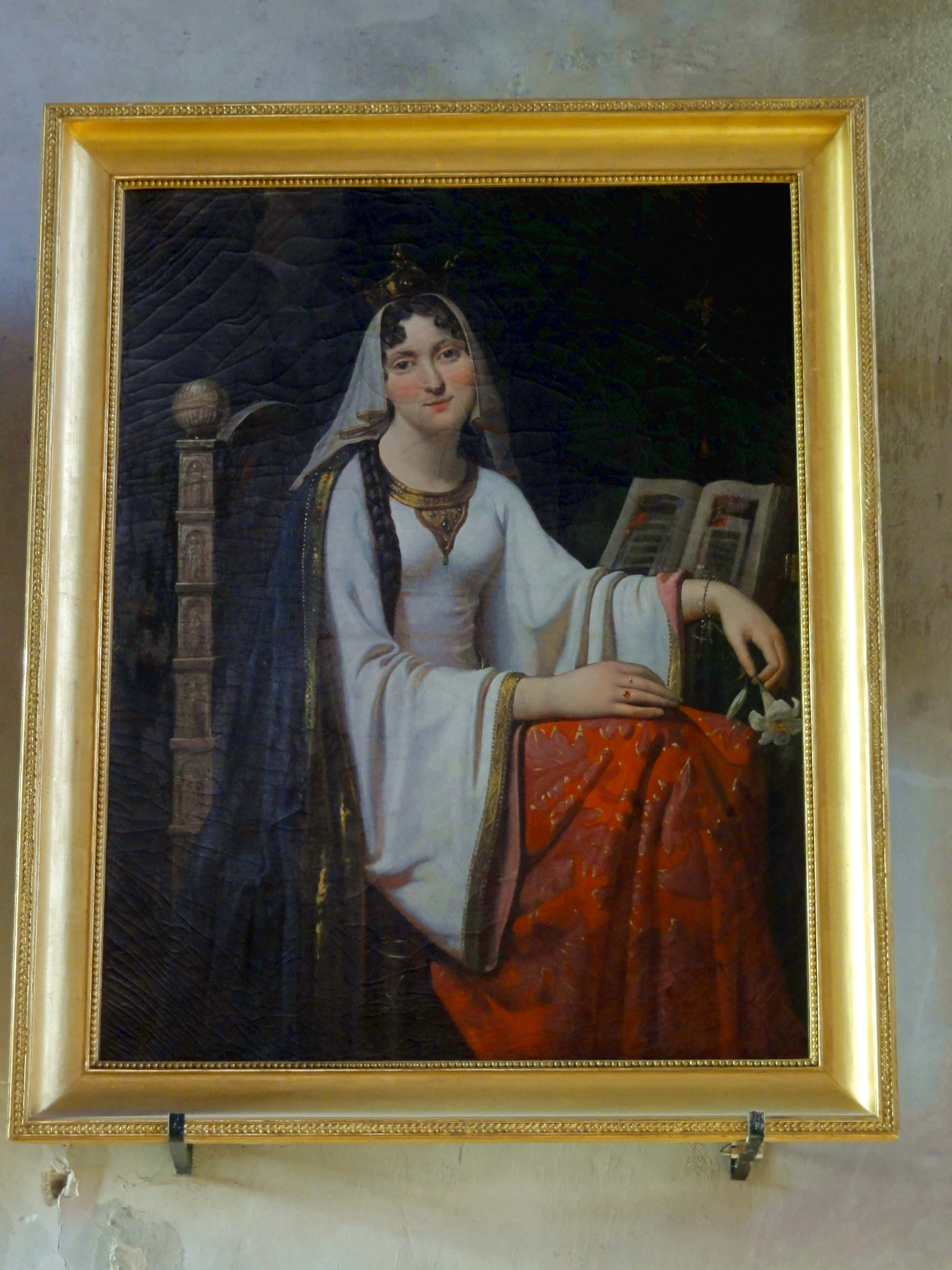
Tableau - sainte Clothilde.
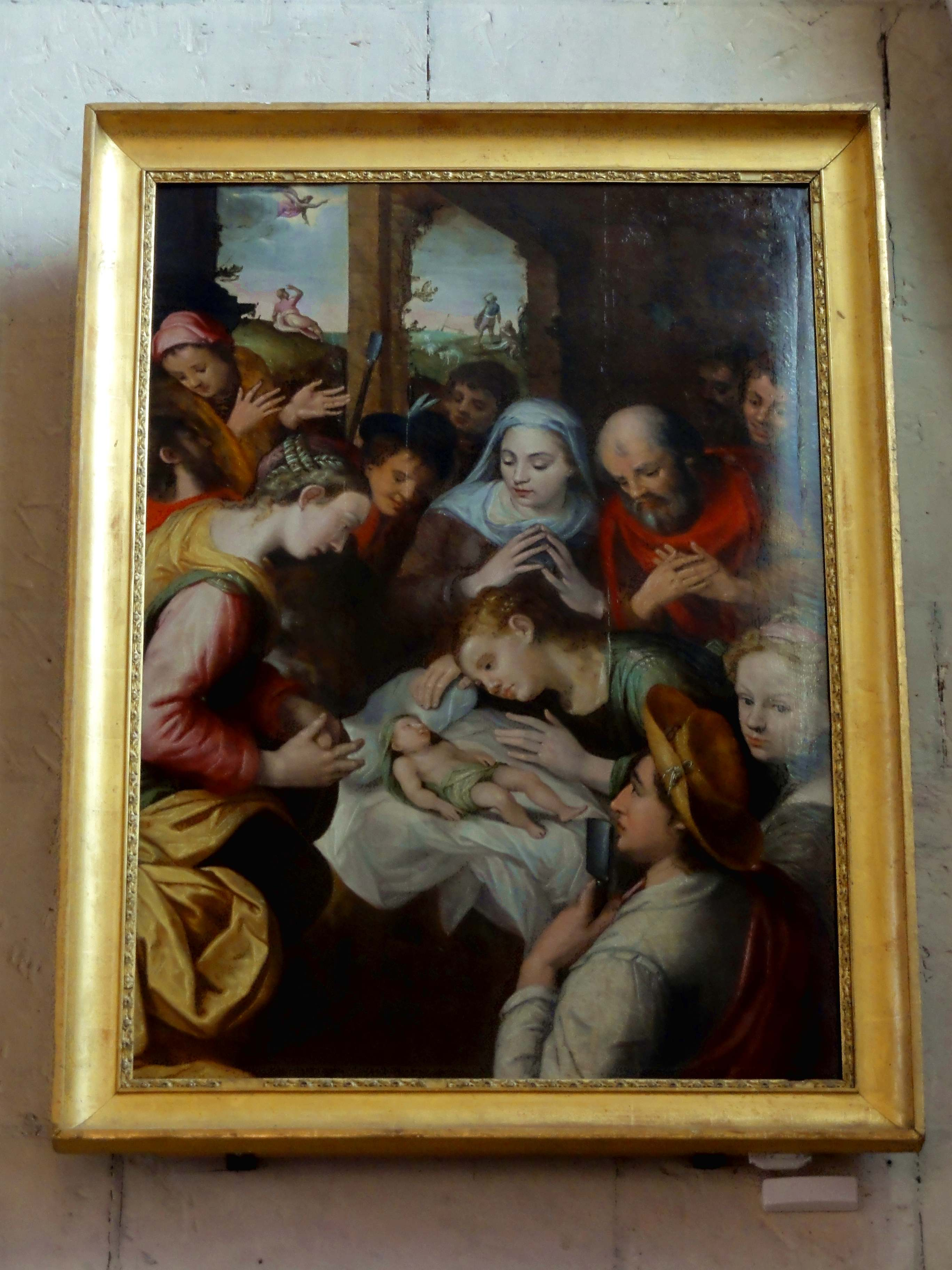
Tableau - la Nativité du Christ.

Deux autres éléments du mobilier et deux cloches sont également classés au titre objet :
- Un tableau peint en huile sur toile du XIXe siècle, représentant sainte Clothilde et attribué au peintre Auguste de Châtillon. Il est artistiquement proche du style troubadour et du Préraphaëlisme, et mesure 116 cm de hauteur pour 90 cm de largeur[29] ;
- Un tableau peint à l'huile sur bois, représentant la Nativité du Christ et datant du XVIIe siècle, attribué à Hieronymus Francken I. Il mesure 105 cm de hauteur pour 75 cm de largeur[30] ;
- Une cloche en bronze de 1769[31] ;
- Une cloche en bronze de 1783[32].